# 1. Oktober
Der 1. Oktober ist der 274. Tag des gregorianischen Kalenders (der 275. in Schaltjahren), somit bleiben 91 Tage bis zum Jahresende. Bis zum Ende des 19. Jahrhunderts war er zusammen mit dem 1. April ein sog. „Ziehtag“, weil Mietverträge halbjährlich abgeschlossen wurden und Mieter nur zu diesen Daten die Wohnungen wechselten. Später etablierten sich vierteljährliche Umzugstage, wodurch sich die Fuhrkapazitäten etwas besser verteilten.

## Ereignisse

### Politik und Weltgeschehen

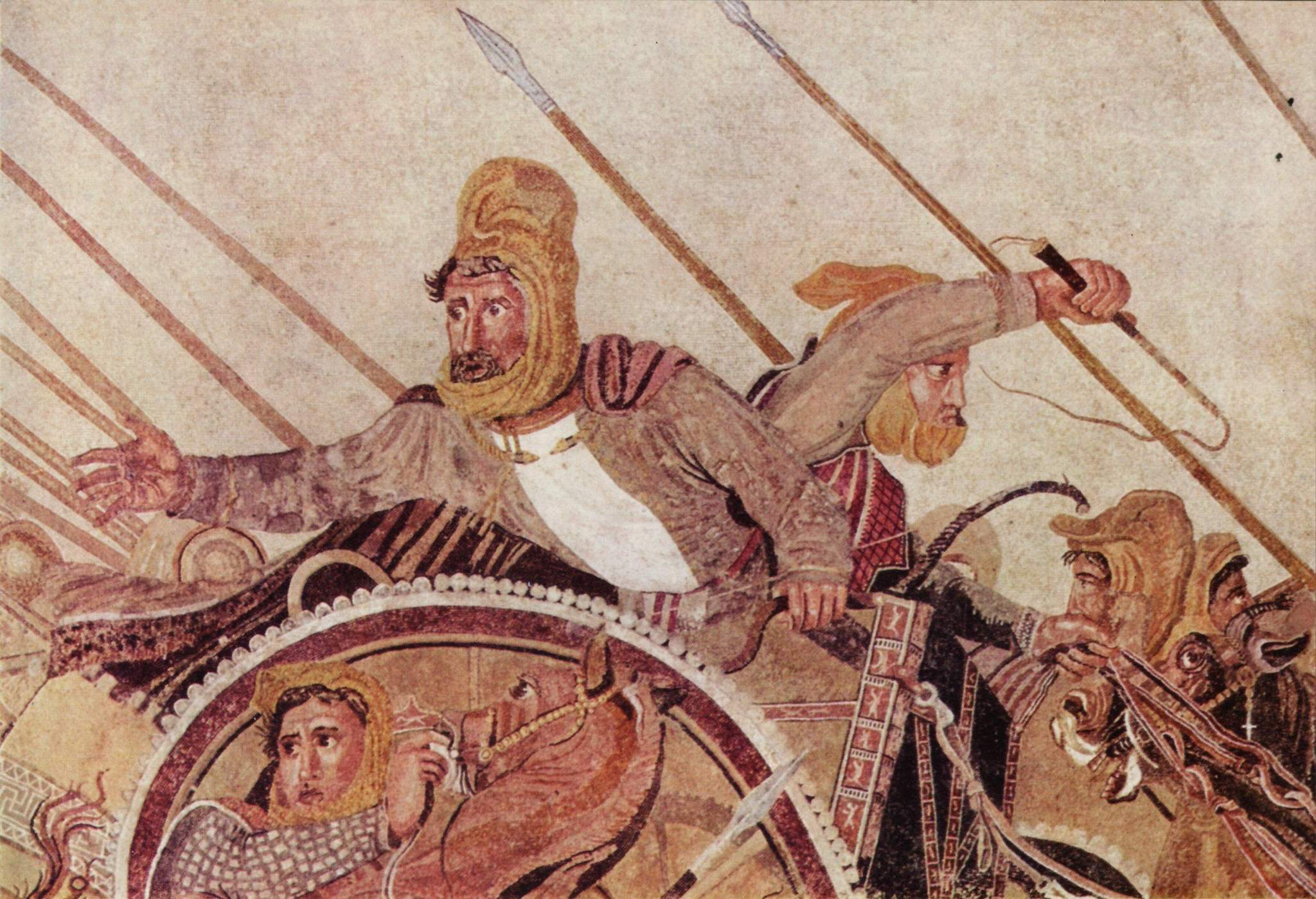
331 v. Chr.: Schlacht von Gaugamela

- 331 v. Chr.: Alexander der Große besiegt den persischen Herrscher Dareios III. in der Schlacht von Gaugamela. Die Schlacht markiert das Ende des Perserreichs.
- 0959: Entstehung Englands: Nach dem Tod Eadwigs wird Edgar der Friedfertige auch in Wessex als Herrscher anerkannt und damit König von ganz England.
- 1018: In einer Schlacht bei Cannae siegen byzantinische Streitkräfte über die Normannen.
- 1273: Die Wahl des Habsburgers Rudolf I. zum römisch-deutschen König beendet das Interregnum im Reich.
- 1410: Jobst von Mähren, mährischer Markgraf aus der Dynastie der Luxemburger, wird zum römisch-deutschen König gewählt.
- 1468: In der Schlacht bei Rájec und Zvole besiegt ein ungarisches Söldnerheer unter Franz von Hag die böhmischen Truppen. Zu den etwa 600 Gefallenen auf böhmischer Seite gehört auch der Heerführer Zdeněk Kostka von Postupitz.
- 1756: In der Schlacht bei Lobositz im Siebenjährigen Krieg besiegen die Preußen unter Friedrich dem Großen die österreichische Armee unter Maximilian Ulysses Browne.
- 1777: Im Ersten Vertrag von San Ildefonso tauschen Spanien und Portugal Kolonialgebiete in Südamerika. Portugal erhält Gebiete im heutigen Brasilien, Spanien im Gegenzug das Gebiet des heutigen Uruguay.
- 1795: Frankreich annektiert die Österreichischen Niederlande, in denen sich seit der Eroberung im Vorjahr Einheiten der Revolutionstruppen befinden.
- 1800: Im Dritten Vertrag von San Ildefonso zwingt Napoleon Bonaparte Spanien zur Abtretung seiner Kolonie Louisiana an Frankreich.
- 1804: Mit dem Inkrafttreten des Organic Acts in den Vereinigten Staaten wird der südlich des 33. Breitengrades liegende Teil des im Louisiana Purchase von Frankreich erworbenen Gebiets zum Orleans-Territorium, dem heutigen Louisiana, der nördliche Teil zum District of Louisiana.
- 1813: Das Königreich Westphalen wird in Kassel vom eingerückten Kosakenanführer Alexander Iwanowitsch Tschernyschow für aufgelöst erklärt, nachdem die französischen Truppen König Jérôme Bonapartes abgezogen sind.

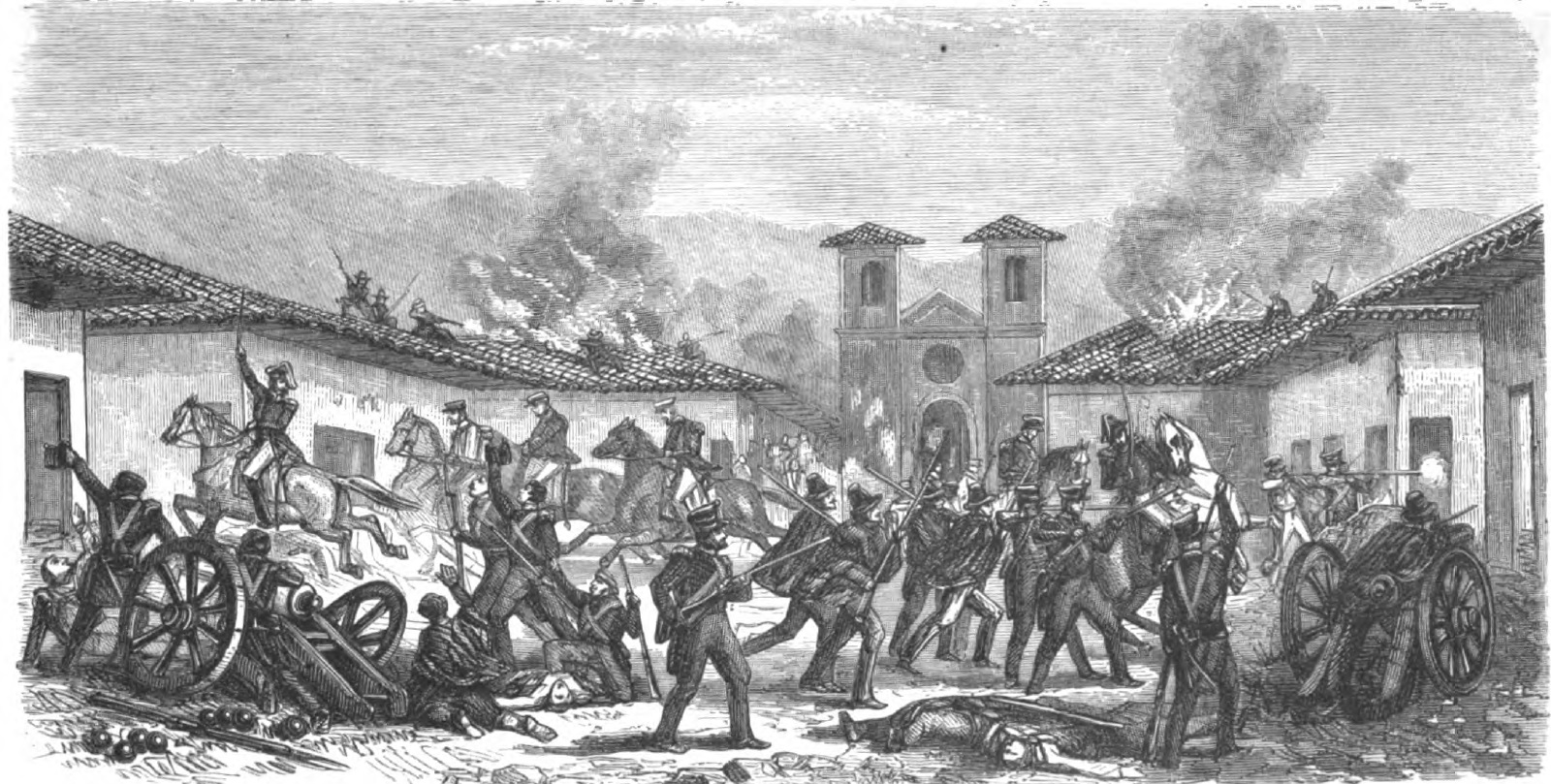
1814: Schlacht von Rancagua

- 1814: Spanische Royalisten überraschen die chilenischen Unabhängigkeitskämpfer unter Bernardo O’Higgins und José Miguel Carrera und kesseln die Hälfte ihrer Armee bei Rancagua ein. Die Schlacht von Rancagua, die bis zum nächsten Tag dauert, stellt als erstes Gefecht im chilenischen Unabhängigkeitskrieg den Beginn der spanischen Reconquista Chiles dar.
- 1822: Der aus dem Exil in Brasilien heimgekehrte König Johann VI. legt den Eid auf die vom Parlament (Cortes) verabschiedete liberale Verfassung ab, die Portugal zur konstitutionellen Monarchie macht.
- 1830: In Nordafrika stellt die französische Kolonialarmee das erste Zuaven-Korps auf. Die Söldner zeichnen sich durch ihre Tapferkeit aus.
- 1840: Das am 10. Juli 1840 erlassene Kriminalgesetzbuch für das Herzogtum Braunschweig tritt im Herzogtum Braunschweig in Kraft.
- 1860: Giuseppe Garibaldi besiegt im Risorgimento mit seinen Rothemden das Heer des Königreichs Neapel in der Schlacht am Volturno.
- 1869: Im Norddeutschen Bund tritt die Gewerbeordnung in Kraft (siehe auch Gewerbefreiheit).
- 1874: Im Rahmen des Kulturkampfes wird in Preußen durch Schaffung des staatlichen Standesamts die obligatorische Zivilehe eingeführt.

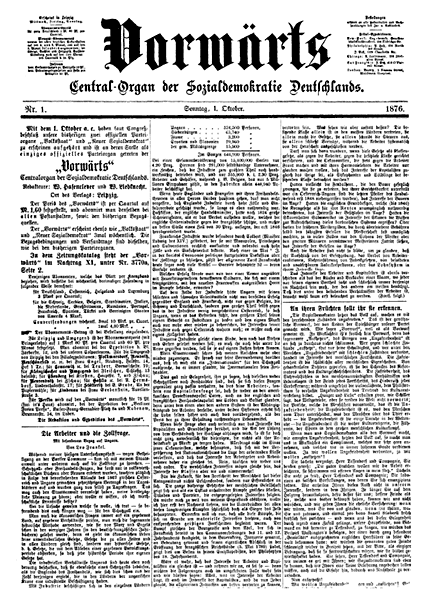
1876: Die Erstausgabe des Vorwärts

- 1876: In Leipzig erscheint erstmals der Vorwärts, das von Wilhelm Liebknecht und Wilhelm Hasenclever geleitete Central-Organ der Sozialdemokratie Deutschlands.
- 1879: Die in Kraft tretenden Reichsjustizgesetze bewirken eine Rechtsvereinheitlichung auf dem Gebiet des Verfahrensrechts der ordentlichen Gerichtsbarkeit in Deutschland.
- 1910: Bei einem Bombenattentat auf die Los Angeles Times wird das Redaktionsgebäude zerstört, 21 Menschen kommen ums Leben.
- 1918: Zwei Wochen nach ihrem Sieg in der Schlacht bei Megiddo, der den Zusammenbruch der osmanischen Front in Palästina zur Folge hatte, erobern arabische und britische Einheiten im Ersten Weltkrieg Damaskus.
- 1920: Das Groß-Berlin-Gesetz tritt in Kraft und macht Berlin zu einer Vier-Millionen-Stadt.
- 1923: Der Küstriner Putsch, mit dem die Schwarze Reichswehr unter Bruno Ernst Buchrucker die Macht in der Weimarer Republik an sich reißen will, wird von der Reichswehr noch am selben Tag niedergeschlagen.
- 1930: Das britische Pachtgebiet Weihaiwei geht in die Hoheit der nationalchinesischen Regierung über.

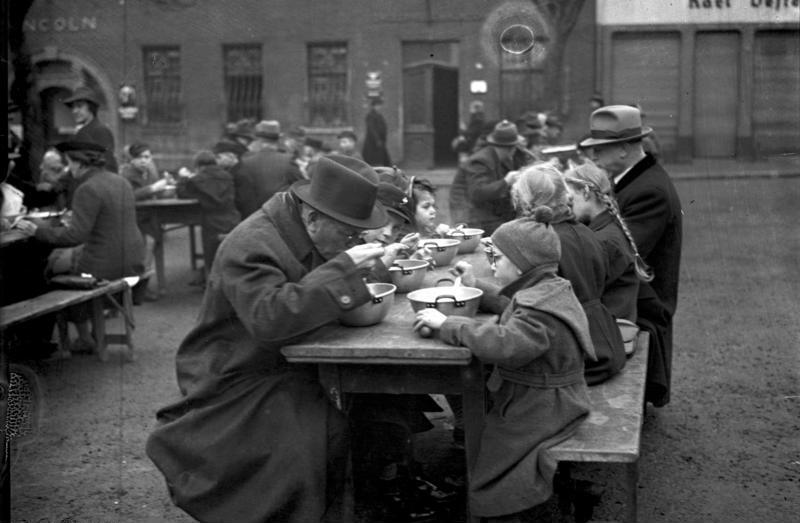
1933: Öffentliches Eintopfessen

- 1933: Die Nationalsozialisten führen den Eintopfsonntag ein. Die angenommenen Haushaltsersparnisse werden als Solidarbeitrag für das Winterhilfswerk in Form einer Spende von 50 Pfennig pro Haushalt einkassiert.
- 1935: Im Deutschen Reich tritt das den Naturschutz im Nationalsozialismus regelnde Reichsnaturschutzgesetz in Kraft.
- 1936: Francisco Franco wird während des Spanischen Bürgerkriegs zum Chef der nationalspanischen Regierung und des von den Aufständischen kontrollierten Teils des spanischen Staates ausgerufen.
- 1938: Die Wehrmacht rückt am Tag nach dem Münchner Abkommen in das vom Deutschen Reich annektierte Sudetenland ein.
- 1939: Drei Tage nach der Kapitulation Warschaus rücken Verbände der Wehrmacht in die polnische Hauptstadt ein.
- 1943: Nach einem erfolgreichen Aufstand der Stadtbevölkerung rücken alliierte Truppen in Neapel ein.
- 1944: Einheiten der Wehrmacht und der 16. SS-Panzergrenadier-Division „Reichsführer SS“ ermorden über 800 Zivilisten nahe Bologna im seit dem 29. September andauernden Massaker von Marzabotto.

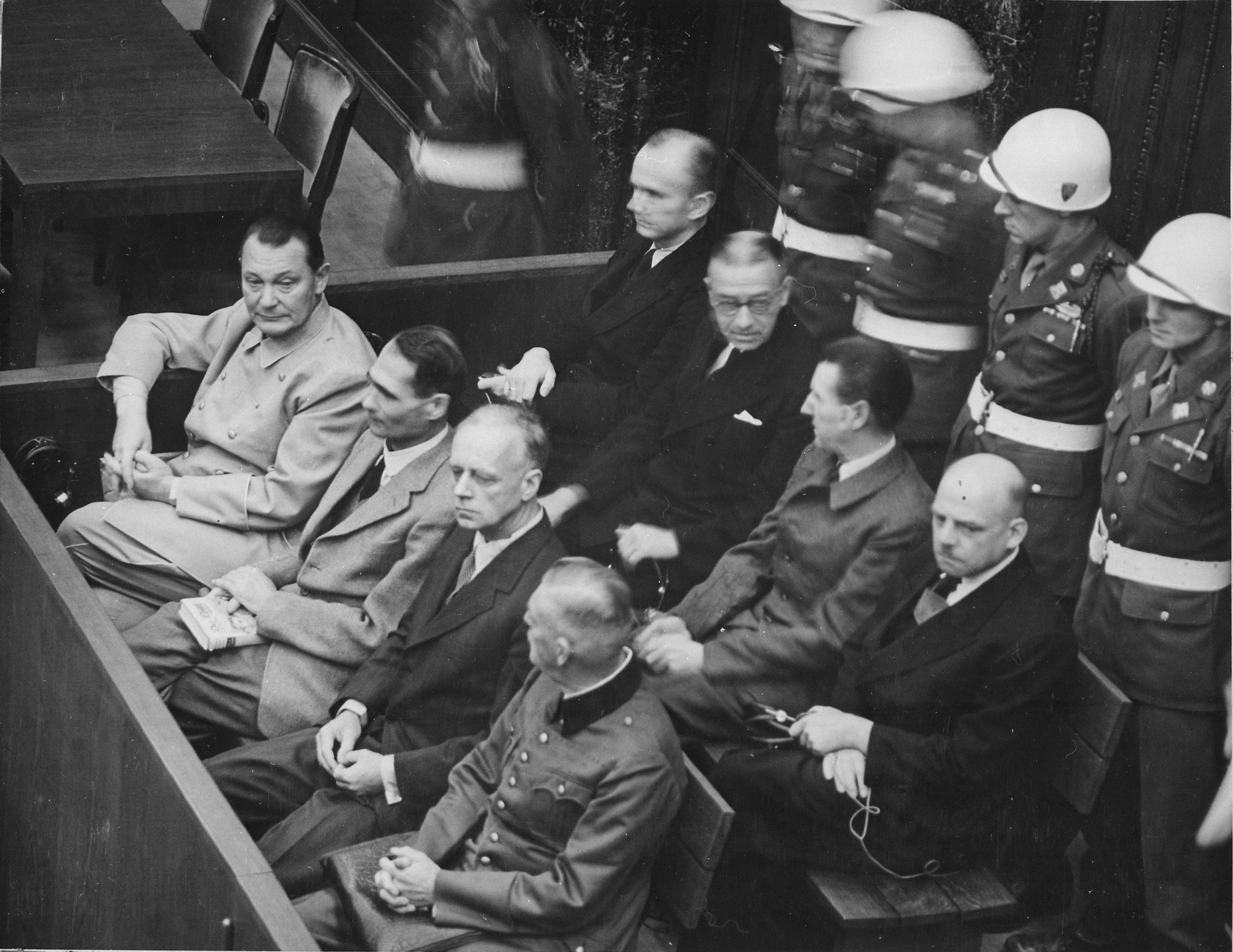
1946: Die Angeklagten im Nürnberger Prozess

- 1946: Der Nürnberger Prozess gegen die Hauptkriegsverbrecher endet mit dem zweiten Tag der Urteilsverkündung.
- 1948: In der Schweiz wird die Alters- und Hinterlassenenversicherung eingeführt.
- 1949: Mao Zedong proklamiert die Volksrepublik China.
- 1953: In Indien wird aus Teilen des Staates Madras der neue Bundesstaat Andhra gebildet.
- 1955: In der Volksrepublik China wird offiziell das „Uigurische Autonome Gebiet Xinjiang“ geschaffen.
- 1960: Nigeria wird von Großbritannien unabhängig.

Entwicklung Kameruns bis 1961

- 1961: Der Südteil des Mandatsgebietes Britisch-Kamerun wird unabhängig und vereinigt sich mit dem bereits seit dem 1. Januar 1960 unabhängigen Französisch-Kamerun zum heutigen Staat Kamerun.
- 1961: Der US-amerikanische militärische Nachrichtendienst Defense Intelligence Agency wird offiziell gegründet.
- 1962: James Howard Meredith schreibt sich als erster afro-amerikanischer Student unter dem Schutz von Federal Marshals an der Universität von Mississippi ein.
- 1964: An der Universität von Kalifornien in Berkeley wird das Free Speech Movement gegründet.

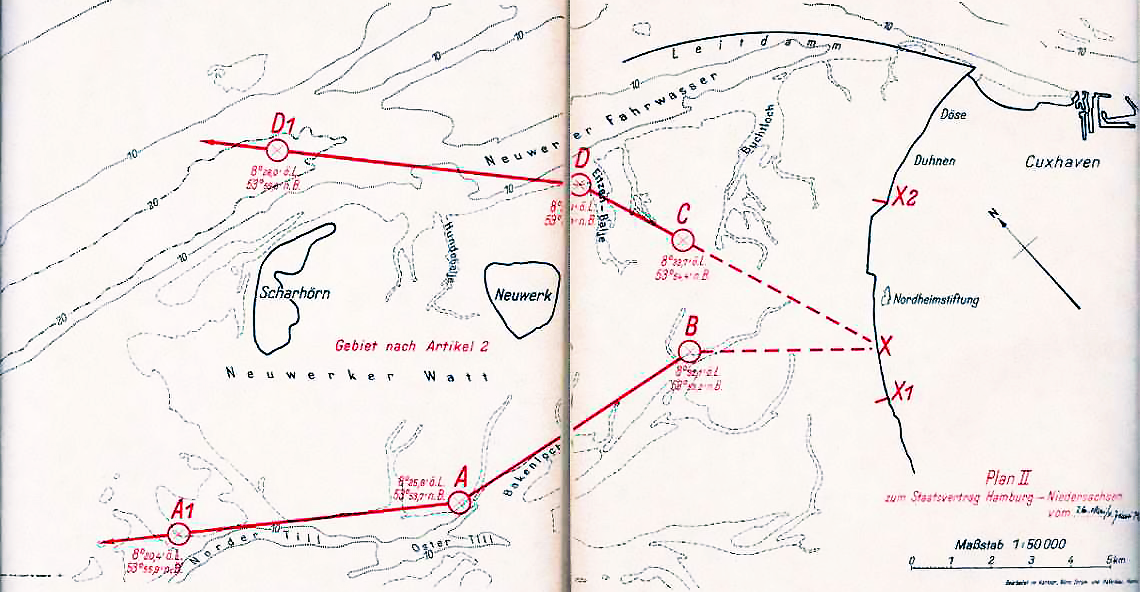
1969: Cuxhaven-Vertrag Karte 2

- 1969: Die Inseln Neuwerk und Scharhörn werden im Rahmen des Cuxhaven-Vertrags für den Bau eines Tiefwasserhafens wieder ins Hamburger Staatsgebiet eingegliedert. Im Gegenzug gehen 1993 Hamburger Rechte an Hafenanlagen im Stadtgebiet von Cuxhaven an Niedersachsen über.
- 1975: Die Verstaatlichung der Bayerischen Polizei wird mit der Eingliederung der Stadtpolizei Münchens abgeschlossen.
- 1978: Tuvalu wird unabhängig von Großbritannien.
- 1982: Helmut Kohl löst Helmut Schmidt als Bundeskanzler durch ein konstruktives Misstrauensvotum ab.
- 1985: Die israelische Luftwaffe bombardiert das PLO-Hauptquartier in Tunis.
- 1989: Das dänische Gesetz über die registrierte Partnerschaft, das am 7. Juni desselben Jahres erlassen worden ist, tritt in Kraft. Damit ermöglicht Dänemark als erster Staat der Welt, Homosexuellen eine eingetragene Partnerschaft einzugehen.

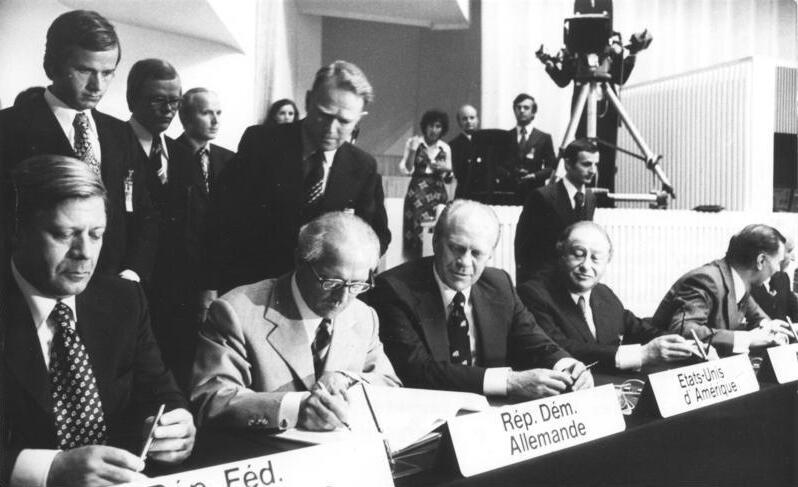
1990: Helmut Schmidt, Erich Honecker, Gerald Ford und Bruno Kreisky während der KSZE

- 1990: Zwei Tage vor der Wiedervereinigung erhalten die Bundesrepublik Deutschland und die Deutsche Demokratische Republik ihre volle Souveränität. Möglich macht dies ein in New York am Rande des KSZE-Treffens gemeinsam unterzeichneter Beschluss der am „Zwei-plus-Vier“-Prozess beteiligten Außenminister der USA, der Sowjetunion, Großbritanniens und Frankreichs zur Aussetzung der alliierten Vorbehaltsrechte. Der Zwei-plus-Vier-Vertrag selbst tritt hingegen erst am 15. März 1991 in Kraft und gewährt dem vereinten Deutschland auch völkerrechtlich die ungeschmälerte Souveränität. Die Feindstaatenklausel der Charta der Vereinten Nationen bleibt davon allerdings unberührt.
- 1991: Das Kappen der Telefon-, Strom- und Wasserversorgung ist Auftakt der Belagerung von Dubrovnik zwischen der Jugoslawischen Volksarmee und kroatischen Verteidigern der Stadt im Kroatienkrieg.
- 1994: Die USA entlassen das Treuhandgebiet Palau in die Unabhängigkeit.
- 1996: Der Internationale Seegerichtshof wird in Hamburg gegründet.
- 1999: Nachdem eine Gruppe tschetschenischer Kämpfer um Schamil Bassajew in der Nachbarrepublik Dagestan eingefallen ist, marschiert die russische Armee in Tschetschenien ein, um die Regierung von Aslan Alijewitsch Maschadow zu stürzen. Der Zweite Tschetschenienkrieg beginnt.
- 2002: Mit dem neuerlichen Eintritt der USA gewinnt die UNESCO ihren größten Geldgeber zurück, nachdem diese 1984 unter dem senegalesischen Generaldirektor Amadou-Mahtar M'Bow mit der Begründung ausgetreten ist, die Arbeit dieser UN-Unterorganisation sei zu stark politisiert und unzureichend administriert.
- 2005: Auf der indonesischen Insel Bali kommt es zu Sprengstoffanschlägen auf Touristenzentren, bei denen 26 Menschen sterben und über 100 verletzt werden.

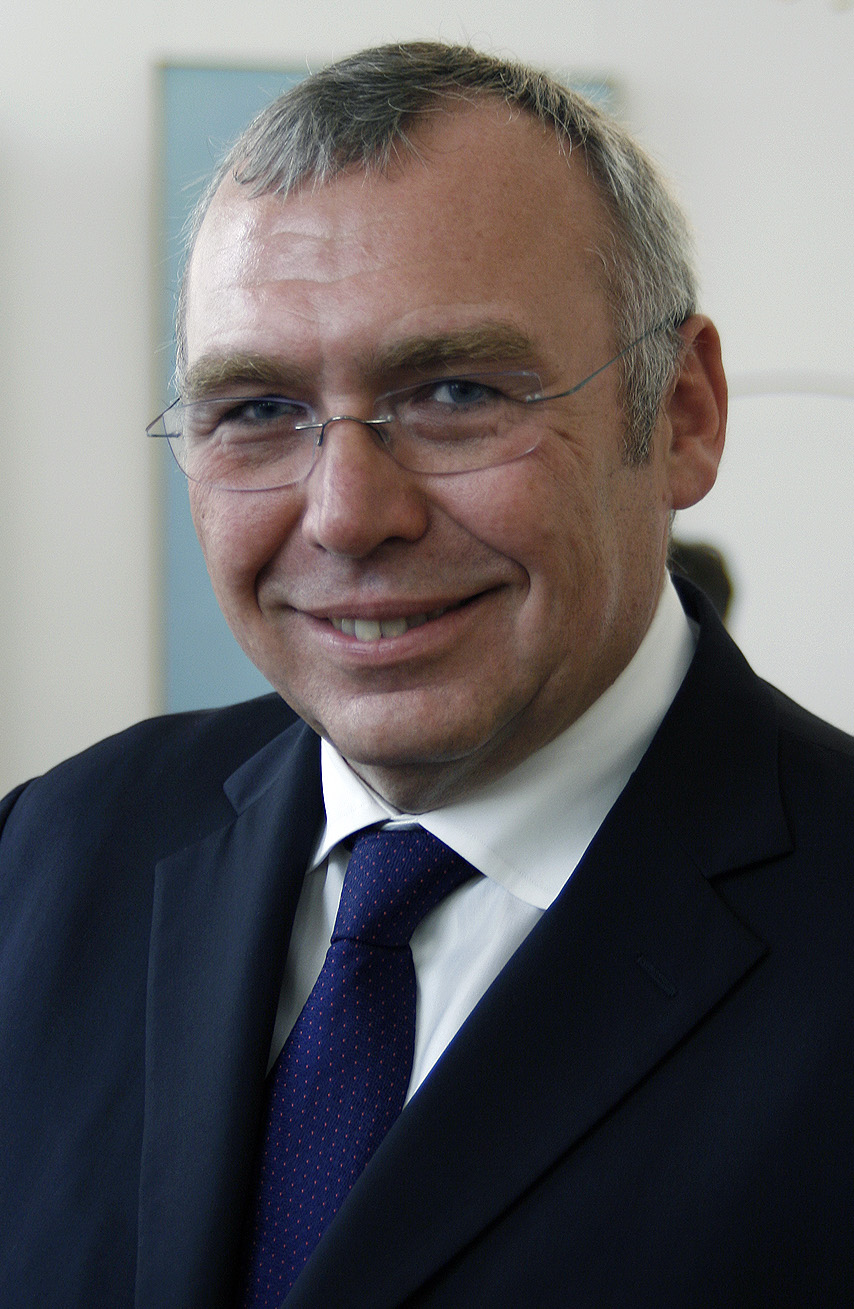
2006: Alfred Gusenbauer

- 2006: Bei der Nationalratswahl in Österreich verlieren die Regierungsparteien ÖVP und BZÖ massiv. Die SPÖ unter Alfred Gusenbauer wird trotz leichter Verluste nach vier Jahren wieder stärkste Partei.
- 2017: In Deutschland tritt ein Gesetz in Kraft, das nun neben verschiedengeschlechtlichen auch gleichgeschlechtlichen Partner das Eingehen einer Ehe erlaubt.
- 2017: In der spanischen Region Katalonien wird ein umstrittenes, da vom spanischen Verfassungsgericht für rechtswidrig erklärtes Unabhängigkeitsreferendum durchgeführt.

### Wirtschaft

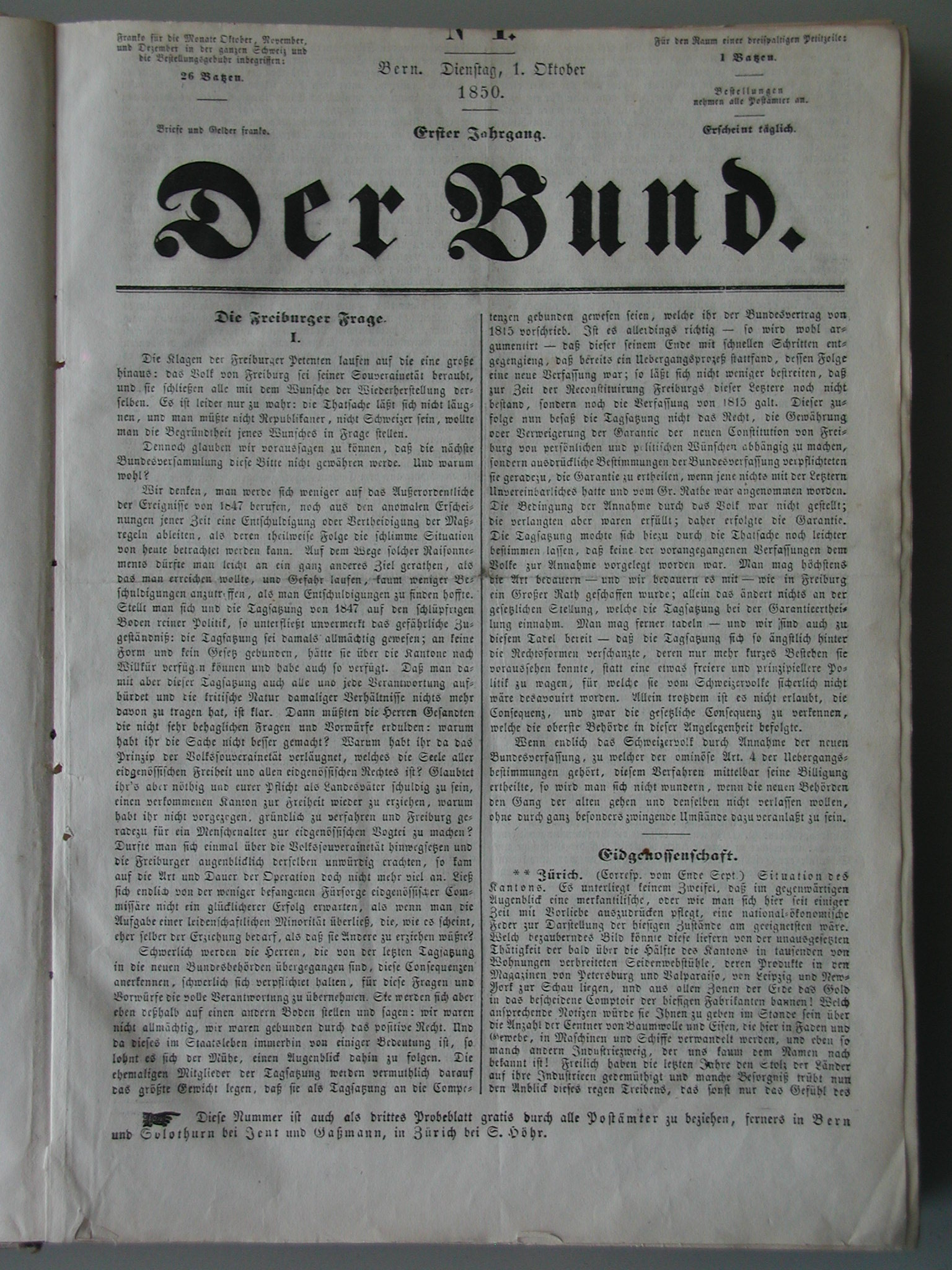
1850: Der Bund, Erstausgabe

- 1847: Der Technologie-Mischkonzern Siemens wird als Telegraphen Bau-Anstalt von Siemens & Halske in Berlin gegründet.
- 1850: In Bern erscheint erstmals die Tageszeitung Der Bund.
- 1856: Das deutsche Medienunternehmen Langenscheidt wird in Berlin gegründet.
- 1869: Die Postverwaltung führt in Österreich-Ungarn die von Emanuel Herrmann entwickelte Correspondenzkarte ein. Damit hat die Postkarte ihre weltweite postamtlich-offizielle Premiere.
- 1880: Zwischen den beiden Gemeinden Kleinblittersdorf und Großblittersdorf, die seit dem Deutsch-Französischen Krieg beide zum Deutschen Reich gehören, wird erstmals eine Bogenbrücke für Fußgänger über die Saar eröffnet.
- 1881: Der Fluss Wey speist mit seiner Energie das erste Elektrizitätswerk auf der Erde in Godalming in der englischen Grafschaft Surrey. Mit Wechselstrom wird unter anderem die Straßenbeleuchtung betrieben.
- 1884: Die dänische Tageszeitung Politiken wird von drei liberalen Schriftstellern gegründet.
- 1885: In Deutschland tritt das Unfallversicherungsgesetz in Kraft. Auf seiner Grundlage nehmen die Berufsgenossenschaften ihre Arbeit auf.
- 1896: Nach dem Ausscheiden des Miteigentümers gründet Fritz Hoffmann-La Roche in Basel durch Umbenennung eines seit 1894 bestehenden Chemielabors das Arzneimittelunternehmen F. Hoffmann-La Roche & Co.
- 1903: Reinhold Burger erhält in Deutschland ein Patent auf die von ihm erforschte Isolierkanne. Nach dessen späterem Verkauf werden ab dem Jahr 1920 Thermoskannen als Produkt serienweise hergestellt.
- 1907: Einheitlich angebrachte Kraftfahrzeugkennzeichen werden im Deutschen Reich eingeführt.
- 1927: Das deutsche Gesetz über Arbeitsvermittlung und Arbeitslosenversicherung tritt in Kraft.

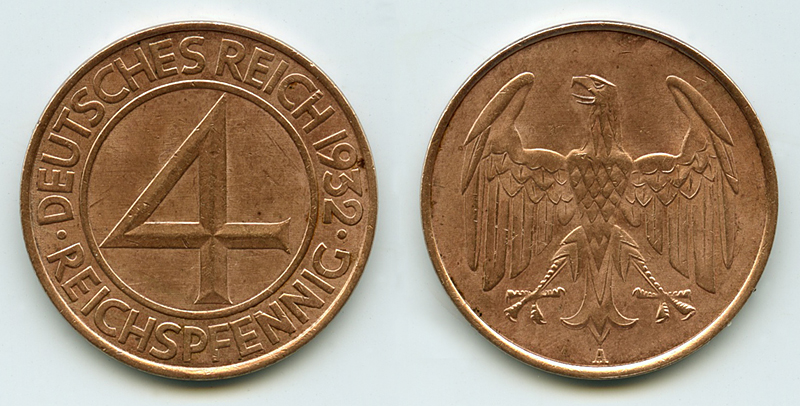
1933: 4-Pfennig-Münze

- 1933: Die vom deutschen Reichskanzler Heinrich Brüning initiierte umlaufende 4-Pfennig-Münze wird mangels Akzeptanz in der Bevölkerung für ungültig erklärt.
- 1951: Die Bundesrepublik Deutschland tritt dem Allgemeines Zoll- und Handelsabkommen (GATT) bei.
- 1957: Das pharmazeutische Unternehmen Grünenthal bringt in Deutschland das von Heinrich Mückter entwickelte Medikament Contergan auf den Markt. Das Medikament, das den Wirkstoff Thalidomid enthält, wird hauptsächlich von Schwangeren eingenommen und führt in der Folge zu schweren Fehlbildungen bei Neugeborenen, der so genannten Phokomelie.
- 1971: Roy O. Disney eröffnet in der Nähe von Orlando (Florida) einen Vergnügungspark, den er zu Ehren seines verstorbenen Bruders Walt Disney World Resort nennt.
- 1982: Die Firma Sony bringt in Japan mit dem Sony CDP-101 den ersten kommerziellen CD-Spieler auf den Markt.

### Wissenschaft und Technik
- 1850: Mit dem University of Sydney Act wird die Universität Sydney gegründet.
- 1865: Der Botaniker Julius Sachs veröffentlicht das Handbuch der Experimentalphysiologie der Pflanzen, in dem er neben anderem als Erster die Entstehung von Kohlenhydraten durch Photosynthese nachweist.
- 1891: Die Stanford University wird in Kalifornien eröffnet und nimmt ihren Lehrbetrieb auf.

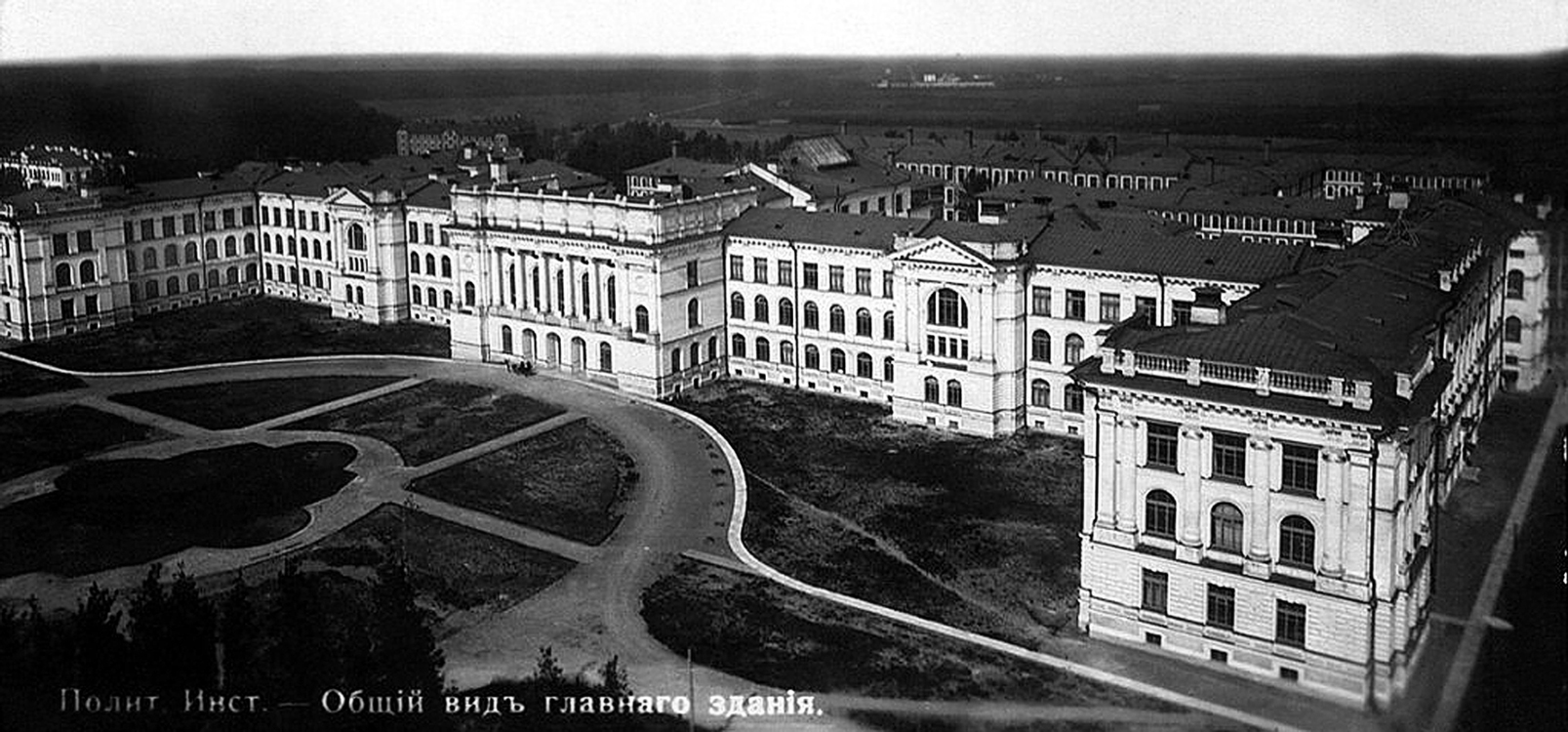
1902: Das Polytechnische Institut Sankt Petersburg

- 1902: An der Staatlichen Polytechnischen Universität Sankt Petersburg immatrikuliert der erste Studentenjahrgang.
- 1917: Das Kaiser-Wilhelm-Institut für Physik nimmt die Arbeit auf. Einziger Mitarbeiter und Direktor ist Albert Einstein.
- 1924: Die erste Radiosendung in Österreich wird von der Radio-Verkehrs-AG, dem Vorgänger des ORF ausgestrahlt.
- 1958: Die NASA entsteht als Reaktion auf die frühen Erfolge der Sowjetunion in der Raumfahrt aus der Vorgängerorganisation NACA (National Advisory Committee for Aeronautics) mit dem Ziel, die Weiterentwicklung in Raumfahrt und Flugzeugtechnik voranzutreiben.
- 1964: Auf der Strecke Tōkyō–Ōsaka wird in Japan der erste Hochgeschwindigkeitszug Tōkaidō-Shinkansen in Betrieb genommen.
- 1969: Die Concorde durchbricht nach der Tupolew Tu-144 als zweiter ziviler Überschallflugzeugtyp die Schallmauer.

### Kultur
- 1714: Die Uraufführung des musikalischen Schauspiels Die oesterreichische Großmuth, oder Carolus V. von Reinhard Keiser findet am Theater am Gänsemarkt in Hamburg statt.

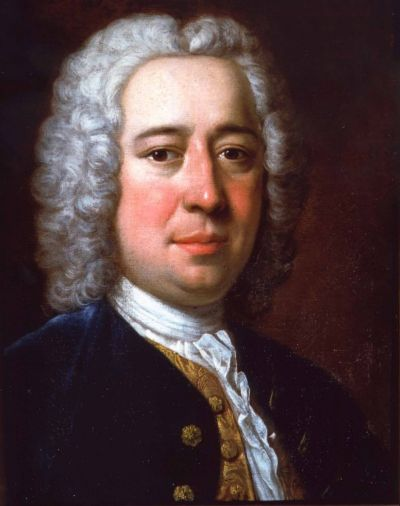
1714: Nicola Antonio Porpora

- 1714: In Wien finden gleichzeitig die Uraufführungen der beiden Opern Dafne in lauro von Johann Joseph Fux und Arianna e Teseo von Nicola Antonio Porpora statt.
- 1715: Die Uraufführung der Oper Orfeo ed Euridice von Johann Joseph Fux findet in Wien statt.
- 1718: Nicola Antonio Porporas Oper Temistocle wird in Wien uraufgeführt.
- 1723: Die Uraufführung der Oper La contesa de’ numi von Antonio Caldara findet in Prag statt.
- 1832: Im Covent Garden in London findet die Uraufführung des Militärschauspiels His First Campaign von Adolphe Adamstatt.
- 1849: Die Uraufführung der komischen Oper La fée aux roses von Fromental Halévy findet an der Opéra-Comique in Paris statt.
- 1872: Das Schauspiel L’Arlésienne von Alphonse Daudet mit der Bühnenmusik von Georges Bizet hat in Paris Premiere.
- 1880: Im Theater an der Wien in Wien wird die Operette Das Spitzentuch der Königin von Johann Strauss (Sohn) uraufgeführt.
- 1896: In Berlin nimmt das Theater des Westens mit dem Märchenschauspiel Tausendundeine Nacht seinen Betrieb auf.
- 1903: Die Uraufführung der Oper Alpenkönig und Menschenfeind von Leo Blech findet an der Dresdner Hofoper statt.
- 1956: Die ARD beginnt mit der werktäglichen Ausstrahlung der bisher dreimal pro Woche ausgestrahlten Tagesschau.

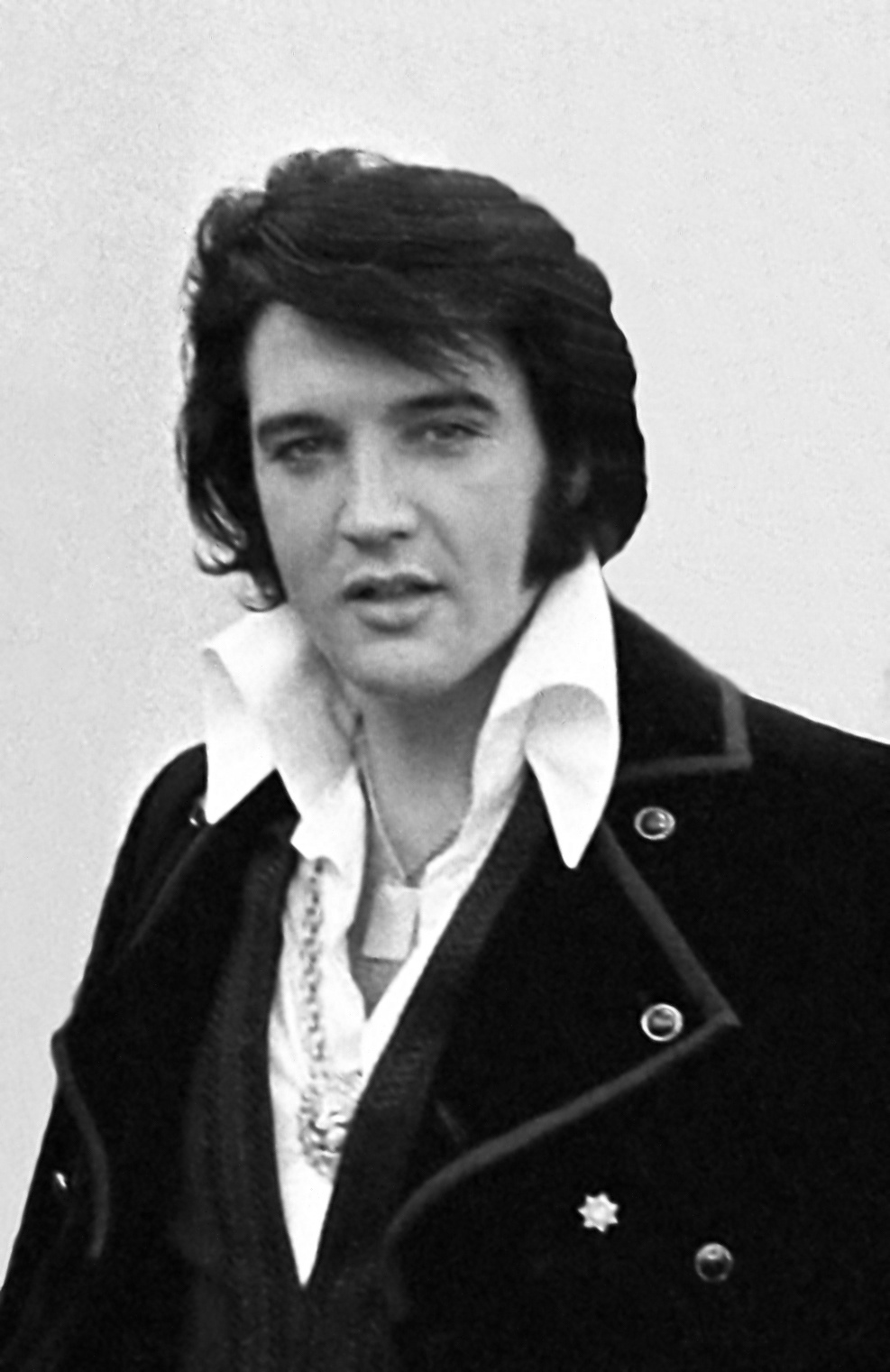
1958: Elvis Presley

- 1958: Im Rahmen der Ableistung seines Wehrdienstes trifft der Rock-’n’-Roll-Sänger Elvis Presley bei der stationierten US-Armee in der Bundesrepublik Deutschland ein.
- 1962: Das dritte Hörfunkprogramm des SFB, die spätere Kultur- und Klassikwelle SFB 3, geht auf Sendung.
- 1967: Der österreichische Rundfunksender Ö3 strahlt zum ersten Mal die Sendung Die Musicbox aus.
- 1967: Mit Der Kolumbusfalter und andere Abenteuer erscheint der erste Band der Comic-Reihe Lustiges Taschenbuch.
- 1968: Der Horrorfilm Die Nacht der lebenden Toten (The Night of the Living Dead) von George A. Romero erscheint erstmals in den US-amerikanischen Kinos. Der Film avanciert zum Kultfilm und wird in der Folge in die Filmsammlung des Museum of Modern Art aufgenommen.
- 1978: Die Uraufführung der Oper Christophorus oder Die Vision einer Oper von Franz Schreker findet in Freiburg im Breisgau statt.

### Gesellschaft
- 1980: In Italien werden die beiden 68 Tage zuvor entführten Töchter und ein Neffe des deutschen Fernsehjournalisten Dieter Kronzucker nach Zahlung eines geforderten Lösegelds freigelassen.
- 2017: Aus seinem Hotelzimmer in Paradise, einer Ortschaft südlich von Las Vegas, eröffnet ein Attentäter das Feuer auf die Besucher eines Festivals. Mit 58 getöteten und über 800 verletzten Personen markiert der Massenmord in Las Vegas die höchste Opferzahl eines Einzeltäters in den Vereinigten Staaten.
- 2017: In Deutschland tritt die Ehe für Alle in Kraft.

### Religion
- 0366: Damasus I. wird Bischof von Rom.
- 0965: Johannes XIII. wird als Papst Nachfolger von Leo VIII.
- 1061: Alexander II. wird nach seiner Wahl vom Vortag als Nachfolger von Papst Nikolaus II. inthronisiert.

### Katastrophen
- 1995: Bei einem Erdbeben bei Dinar in der Türkei sterben etwa 100 Menschen.

Kleinere Unglücksfälle sind in den Unterartikeln von Katastrophe und in der Liste von Katastrophen aufgeführt.

### Natur und Umwelt

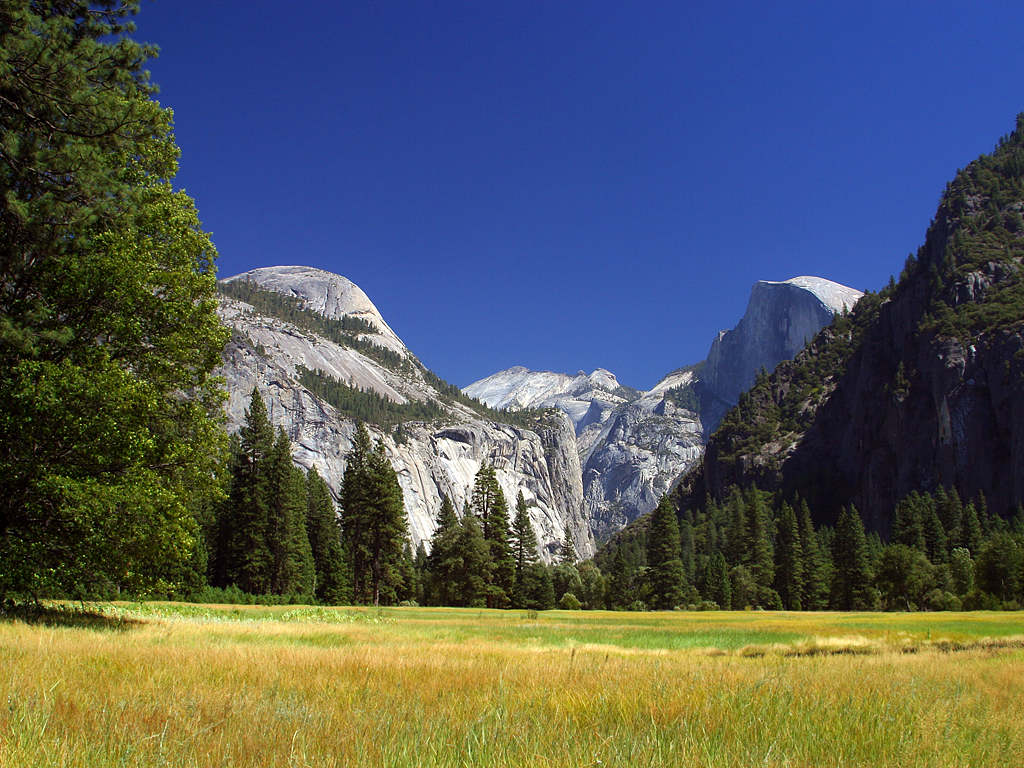
1890: Yosemite Valley

- 1890: Der Yosemite-Nationalpark, einer der berühmtesten Nationalparks in den USA, wird gegründet.

### Sport
- 1958: Juventus Turin erleidet mit der 0:7-Niederlage beim Wiener Sport-Club die höchste Europacupniederlage eines italienischen Vereins.
- 1966: Die Basketball-Bundesliga nimmt ihren Spielbetrieb auf.
- 1975: Muhammad Ali verteidigt im „Thrilla in Manila“ seinen Boxweltmeistertitel im Schwergewicht gegen Joe Frazier im Araneta Coliseum, Quezon City, Philippinen, durch technischen K. o.
- 1988: Steffi Graf gewinnt bei den Olympischen Sommerspielen 1988 im Damentennis mit 6:3, 6:3 gegen Gabriela Sabatini nicht nur die Goldmedaille, sondern in Kombination mit dem Grand Slam als erste Sportlerin den Golden Slam.
- 1999: Die vierte Rugby-Union-Weltmeisterschaft beginnt in England, Frankreich, Irland, Schottland und Wales.
- 2015: Karolina Styczyńska wird als erste Nicht-Japanerin professionelle Shōgispielerin in Japan.

Einträge von Leichtathletik-Weltrekorden befinden sich unter der jeweiligen Disziplin unter Leichtathletik.

## Geboren

### Vor dem 18. Jahrhundert
- 0086 v. Chr.: Sallust, römischer Geschichtsschreiber und Politiker
- 0208: Severus Alexander, römischer Kaiser
- 1207: Heinrich III., König von England und Lord von Irland aus dem Haus Plantagenet

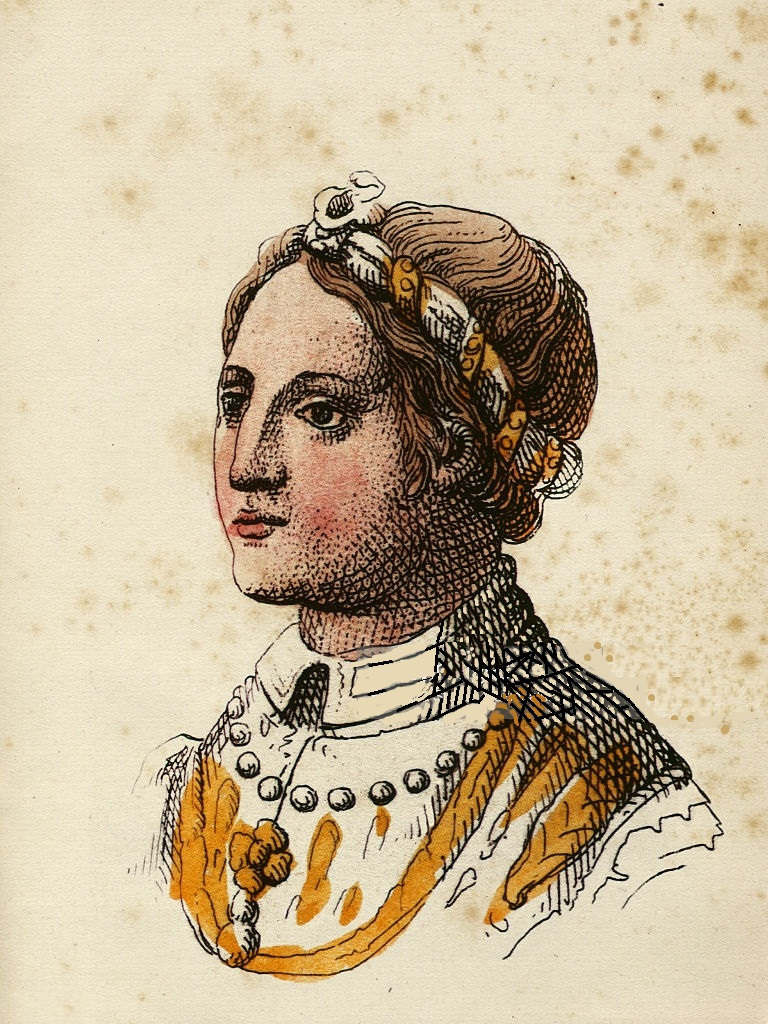
Isabella de Valois (* 1348)

- 1348: Isabelle de Valois, französische Prinzessin, Ehefrau von Gian Galeazzo Visconti
- 1429: Andreas Proles, deutscher Theologe
- 1461: Amalie von Brandenburg, Pfalzgräfin und Herzogin von Zweibrücken und Veldenz
- 1472: Filippo Beroaldo der Jüngere, italienischer Philologe, Dichter und Bibliothekar
- 1485: Johannes Dantiscus, Bischof von Kulm und Bischof von Ermland
- 1492: Georg Rörer, deutscher evangelischer Theologe und Mitarbeiter Martin Luthers
- 1501: Wolfgang zu Stolberg, deutscher Politiker
- 1507: Giacomo Barozzi da Vignola, italienischer Architekt
- 1507: Johannes Sturm, deutscher Humanist, Philologe, Pädagoge und Schulreformer
- 1521: Friedrich Magnus I., Graf von Solms-Laubach
- 1526: Dorothy Stafford, englische Adelige
- 1539: Peter Wok von Rosenberg, böhmischer Adliger und Politiker, letzter der Rosenberger
- 1540: Johann Jakob Grynaeus, Schweizer Theologe
- 1544: Jacques de Clèves, Herzog von Nevers, Graf von Rethel und Eu
- 1554: Leonhardus Lessius, jesuitischer Moraltheologe
- 1577: Ehrengard von Isenburg, Gräfin von Hanau-Münzenberg-Schwarzenfels
- 1578: Fidelis von Sigmaringen, deutscher katholischer Ordenspriester, Jurist und Märtyrer
- 1583: Sebastian Beck, Schweizer evangelischer Geistlicher und Hochschullehrer

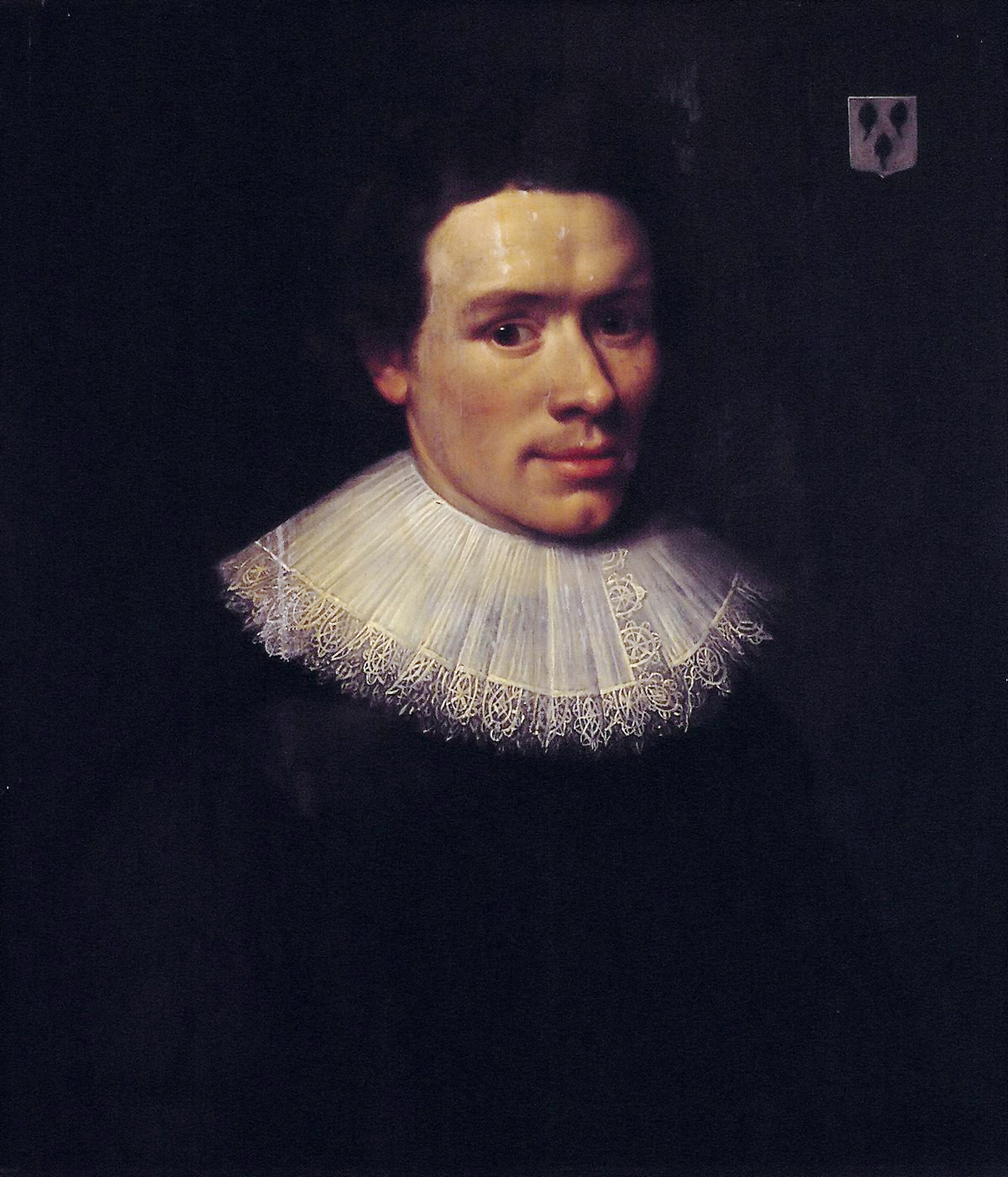
Theodor Graswinckel (* 1600)

- 1600: Theodor Graswinckel, niederländischer Jurist
- 1601: Melchior Haugk, deutscher frühkapitalistischer Unternehmer
- 1620: Nicolaes Pietersz. Berchem, niederländischer Maler
- 1639: Ida Hedwig von Brockdorff, deutsche Wohltäterin und Priorin des Klosters Uetersen
- 1641: Hans Adam von Schöning, kurbrandenburgischer und kursächsischer Feldmarschall
- 1665: Christian Eberhard, Fürst von Ostfriesland
- 1671: Guido Grandi, italienischer Mathematiker
- 1685: Karl VI., römisch-deutscher Kaiser
- 1693: Adam Rudolf Solger, deutscher evangelischer Geistlicher und Bibliothekar

### 18. Jahrhundert
- 1703: Karl Gottlob Hofmann, deutscher Theologe und Historiker
- 1707: Johann Kaspar Arletius, deutscher Pädagoge und Universalgelehrter

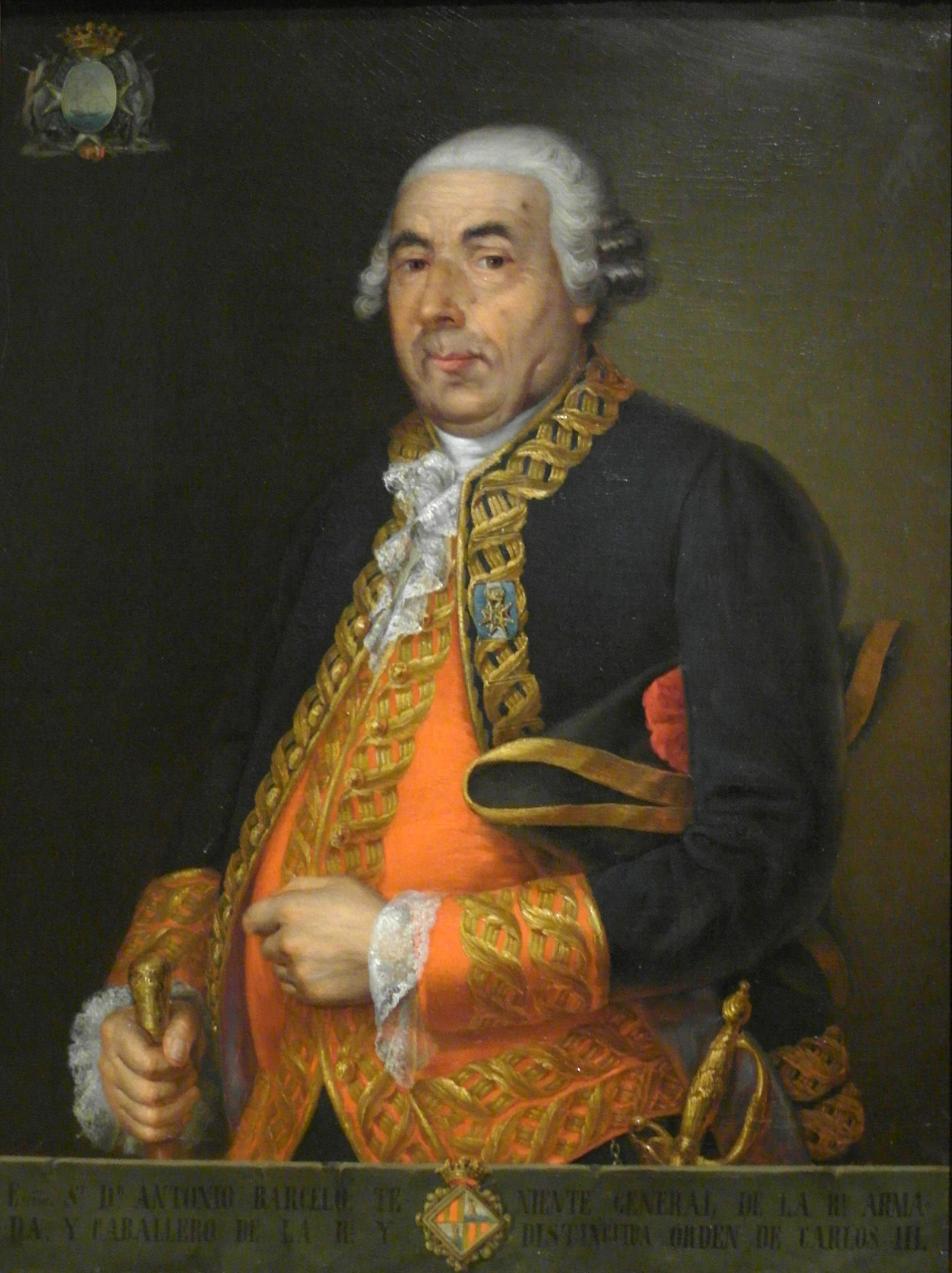
Antoni Barceló (* 1717)

- 1717: Antoni Barceló, mallorquinischer Seefahrer und Korsar im Dienst der spanischen Krone
- 1722: Johann Gottfried Zentgrav, deutscher Theologe, Rhetoriker und Literaturwissenschaftler
- 1723: Georg Rudolf Böhmer, deutscher Mediziner und Botaniker
- 1729: Anton Cajetan Adlgasser, deutscher Komponist und Organist
- 1729: Philipp Christian Bunsen, deutscher Münzmeister in Arolsen und Frankfurt
- 1730: Richard Stockton, US-amerikanischer Jurist und Politiker, Unterzeichner der Amerikanischen Unabhängigkeitserklärung
- 1735: Augustus FitzRoy, 3. Duke of Grafton, britischer Politiker und Premierminister
- 1736: Dietrich Peter Scriba, deutscher evangelisch-lutherischer Geistlicher, Pädagoge, Advokat, Autor und Lyriker
- 1750: Albert Jakob Arnoldi, deutscher Theologe und Orientalist

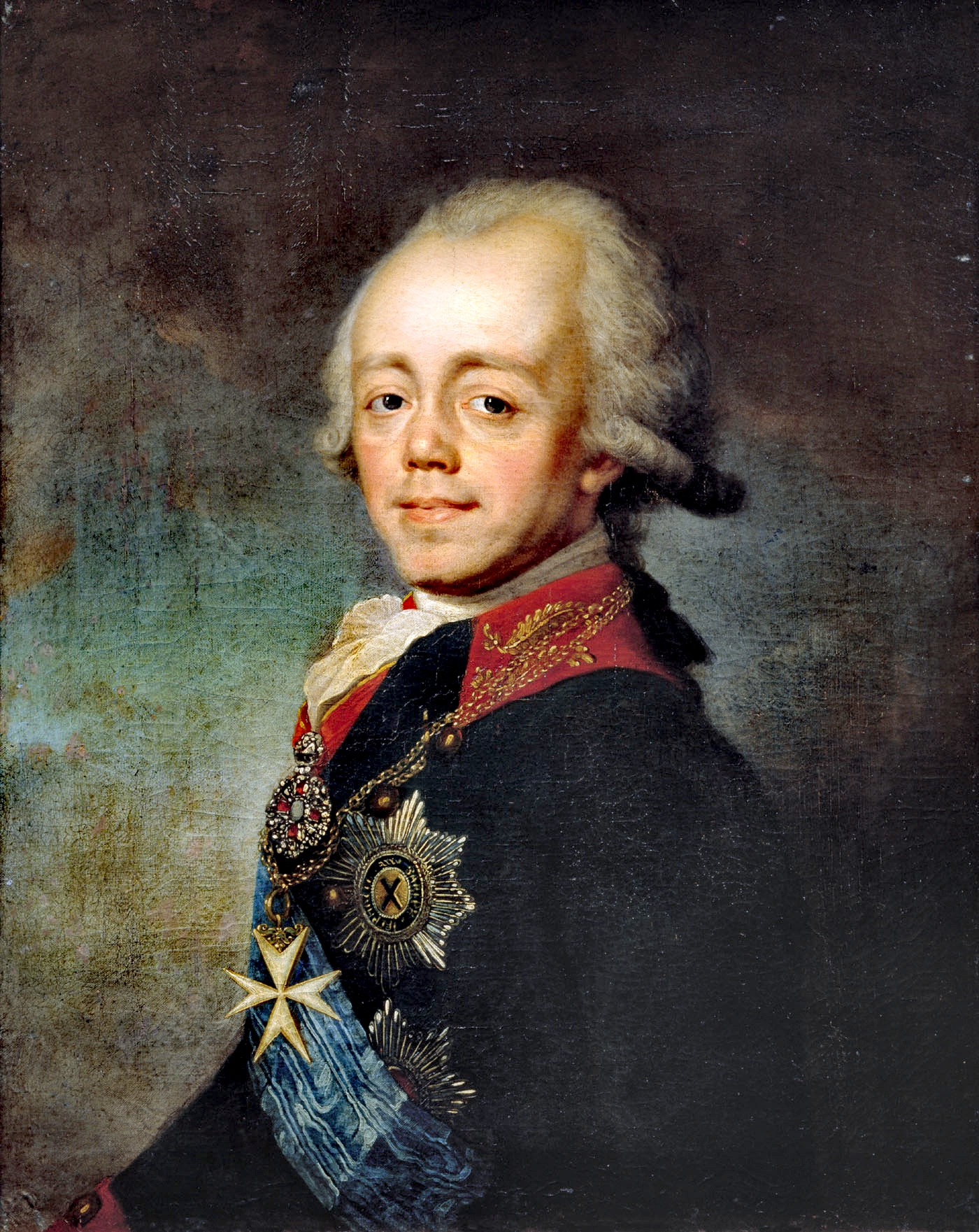
Paul I. (* 1754)

- 1754: Paul I., Kaiser von Russland
- 1755: Johann Peter Eichhoff, Publizist, Historiker des Rheinlandes und Beamter in französischen Diensten
- 1760: William Beckford, britischer Schriftsteller und Baumeister
- 1767: Félix Lepeletier, französischer Politiker
- 1770: Karl vom Stein zum Altenstein, deutscher Politiker, Kulturminister in Preußen
- 1771: Pierre Baillot, französischer Violinspieler und Komponist
- 1775: Georg von Stengel, deutscher Beamter
- 1780: Göran Wahlenberg, schwedischer Botaniker
- 1782: Bernhard Joseph Docen, deutscher Literaturwissenschaftler, Bibliothekar und Schriftsteller
- 1791: Sergei Timofejewitsch Aksakow, russischer Schriftsteller
- 1791: Franz von Elsholtz, deutscher Dichter und Schriftsteller
- 1794: Leopold IV., Herzog von Anhalt-Dessau

### 19. Jahrhundert

#### 1801–1850

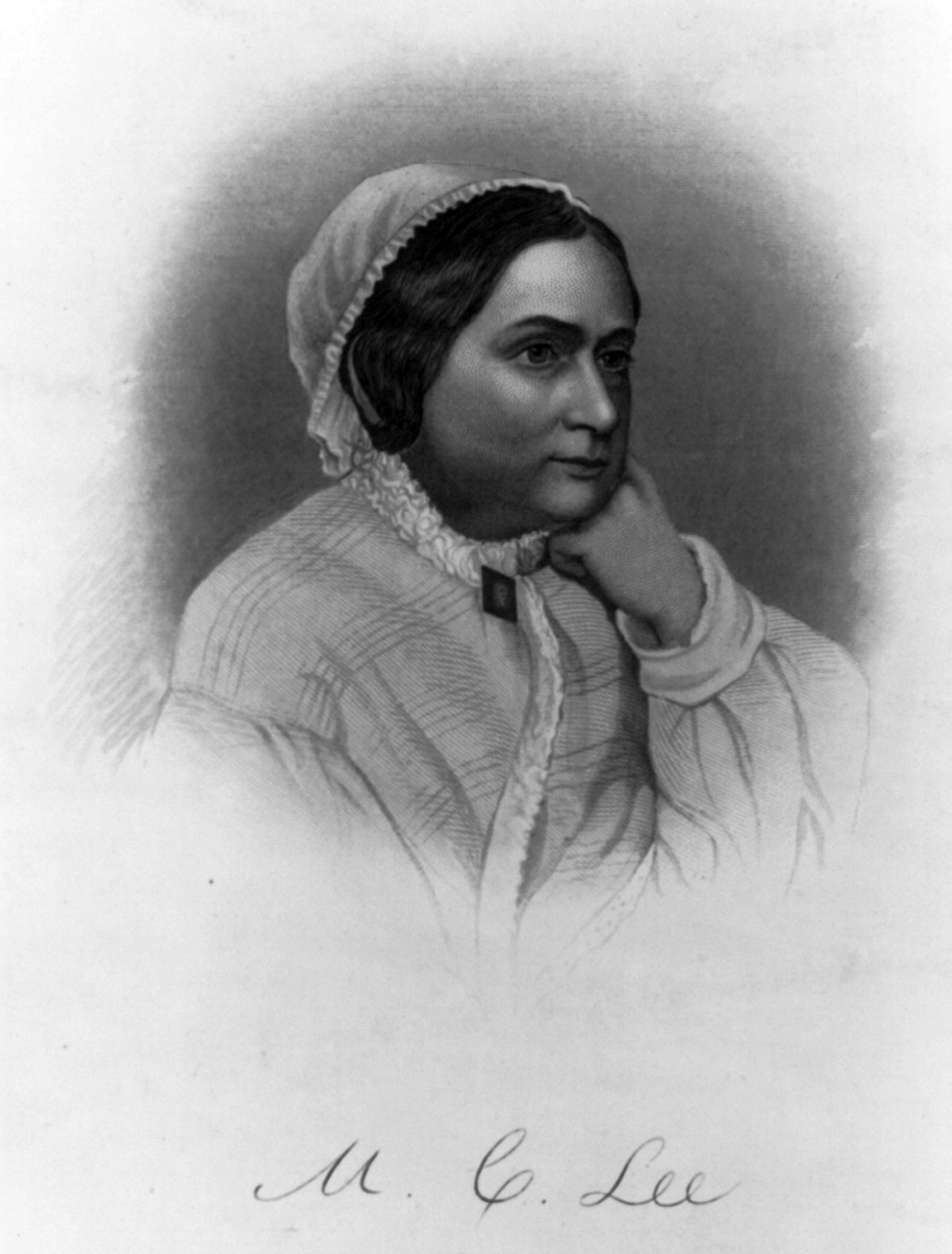
Mary Anna Randolph Custis Lee (* 1808)

- 1808: Mary Anna Randolph Custis Lee, Ehefrau des US-amerikanischen Generals der Konföderierten im Sezessionskrieg Robert E. Lee
- 1808: Maximilian Heinrich Rüder, deutscher Jurist und Politiker, Mitglied der Frankfurter Nationalversammlung
- 1808: Eduard Sobolewski, US-amerikanischer Komponist
- 1820: Gustav Adolf Heinze, deutsch-niederländischer Komponist
- 1820: Ludwig Meyn, deutscher Geologe und Wissenschaftler
- 1821: Benjamin T. Biggs, US-amerikanischer Politiker, Gouverneur von Delaware, Mitglied im US-Repräsentantenhaus
- 1826: Carl Theodor von Piloty, deutscher Historienmaler
- 1828: Jakob Fehr, Schweizer Bäcker, Jurist und Politiker

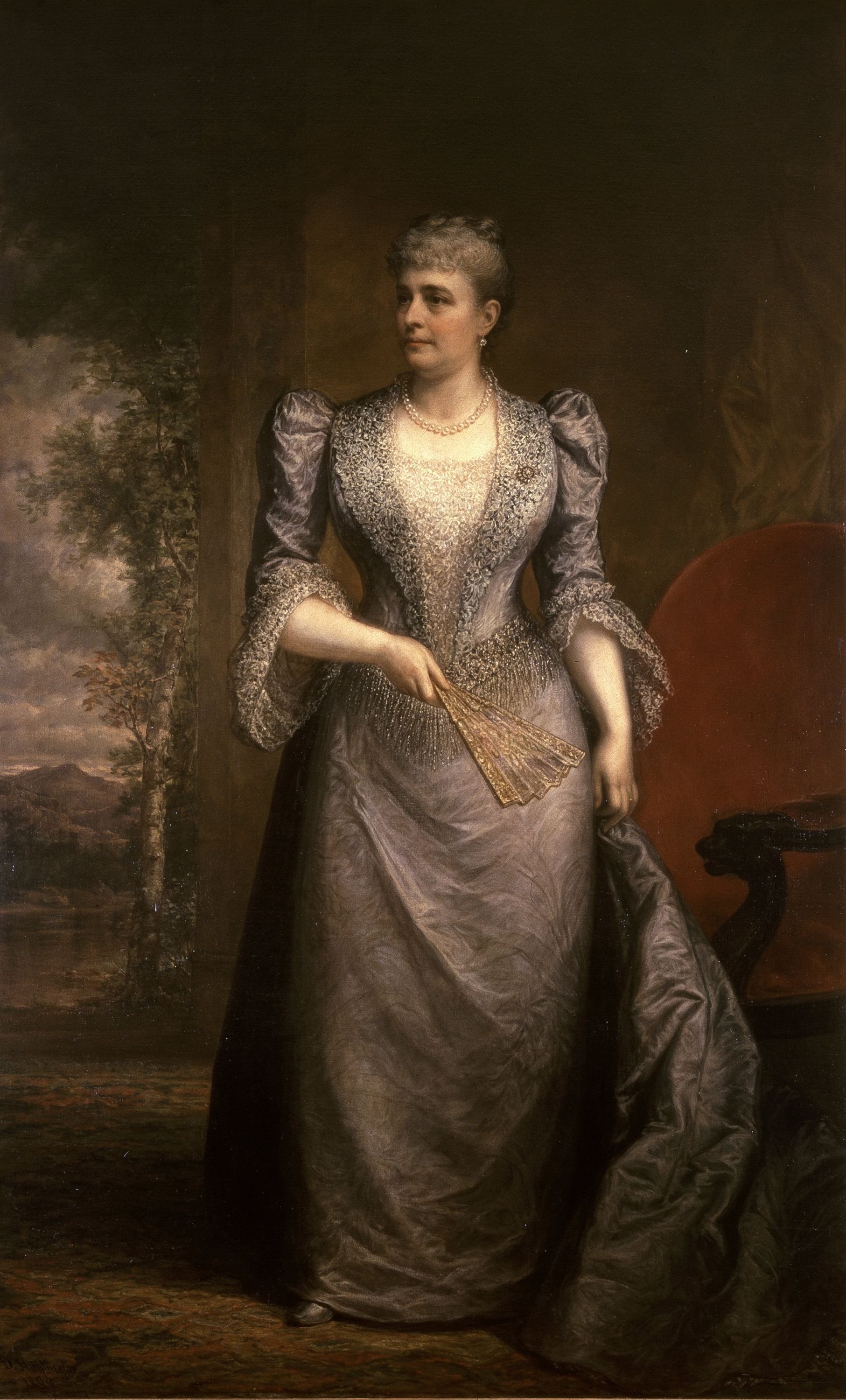
Caroline Harrison (* 1832)

- 1832: Caroline Harrison, US-amerikanische First Lady
- 1833: Elisabeth von Schwarzburg-Rudolstadt, deutsche Prinzessin aus dem Haus Schwarzburg und Fürstin zur Lippe
- 1835: Robert Houston Anderson, US-amerikanischer Brigadegeneral
- 1835: Adam Politzer, österreichischer Mediziner
- 1840: Godfried Marschall, österreichischer Generalvikar und Weihbischof von Wien
- 1841: Hermann Credner, deutscher Geowissenschaftler
- 1842: Charles Cros, französischer Dichter und Erfinder
- 1843: Karl Nikolai Jensen Börgen, deutscher Astronom
- 1844: Orla Rosenhoff, dänischer Komponist und Musikpädagoge
- 1844: Wilhelmina von Hallwyl, schwedische Gräfin und Kunstmäzenin
- 1845: Hermann Aron, deutscher Elektroingenieur

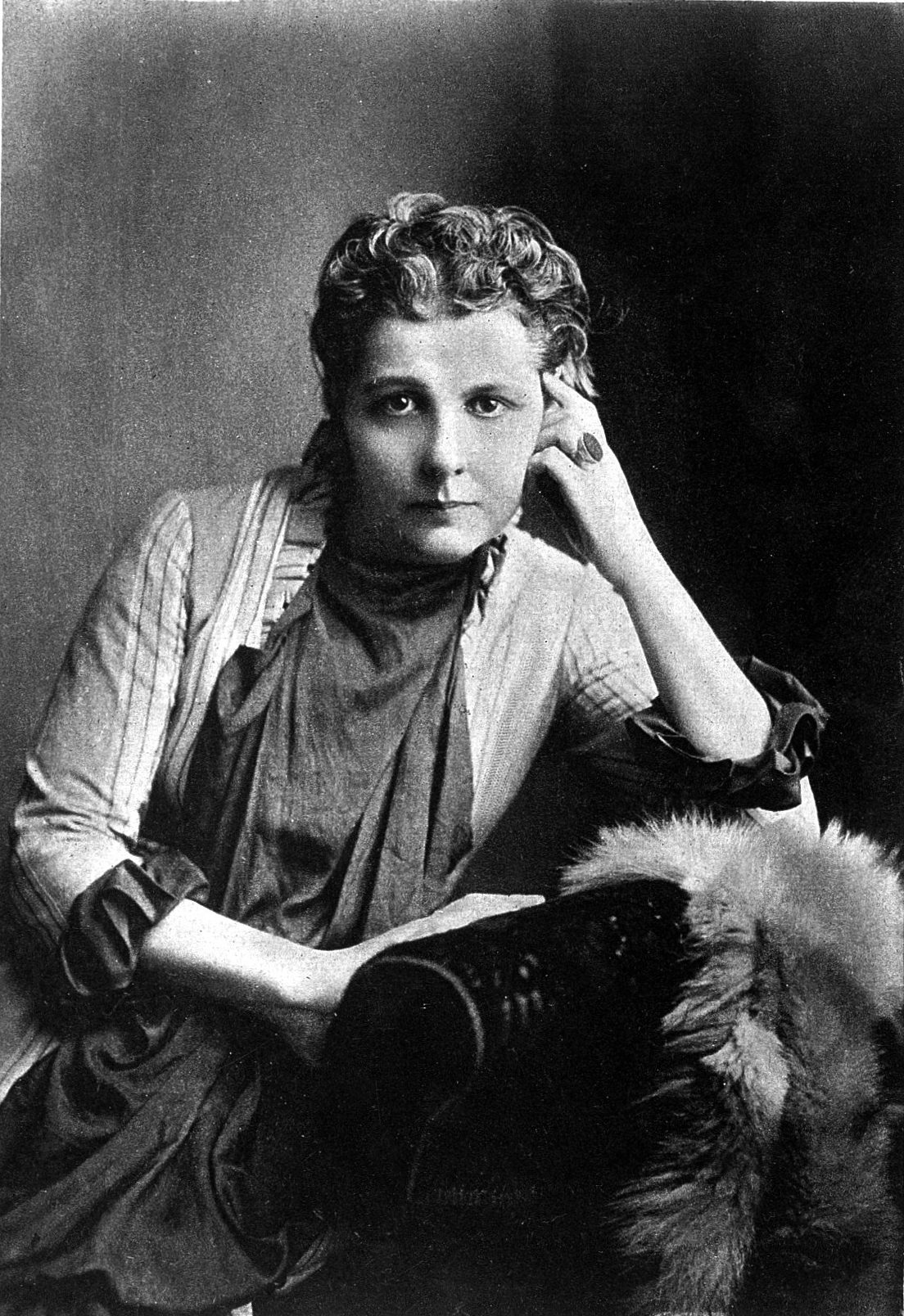
Annie Besant (* 1847)

- 1847: Annie Besant, britische Frauenrechtlerin, Theosophin und Autorin
- 1847ː Emma Fursch-Madi, französische Opernsängerin der Stimmlage Sopran
- 1849: Anne Charlotte Leffler, schwedische Schriftstellerin
- 1850: David Rowland Francis, US-amerikanischer Politiker, Gouverneur von Missouri, Innenminister der USA und Botschafter in Russland
- 1850: Heinrich Schröder, deutscher Missionar und evangelischer Märtyrer

#### 1851–1900

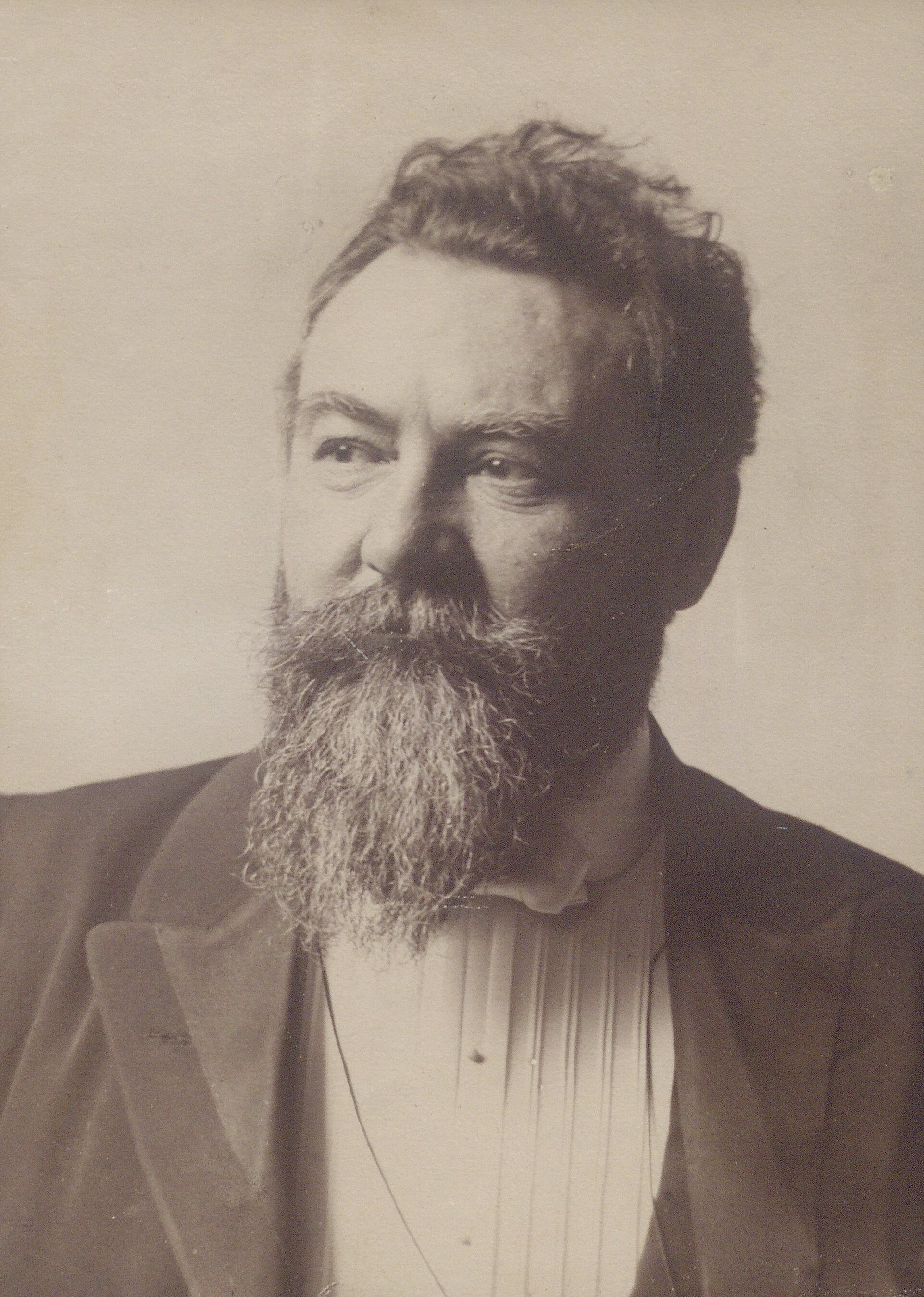
Heinrich Seeling (* 1852)

- 1852: Heinrich Seeling, deutscher Architekt
- 1854: Richard Böhm, deutscher Zoologe und Entdecker
- 1854: August Leue, deutscher Architekt, Offizier und Kolonialbeamter
- 1857: Remigio Renzi, italienischer Organist und Komponist
- 1861: Anna Brigadere, lettische Schriftstellerin
- 1862: Henri Andoyer, französischer Astronom und Mathematiker
- 1862: Esther Boise Van Deman, US-amerikanische Archäologin
- 1863: Georg Weidenbach, deutscher Architekt
- 1865: Paul Dukas, französischer Komponist
- 1865: Marie Gernet, deutsche Mathematikerin

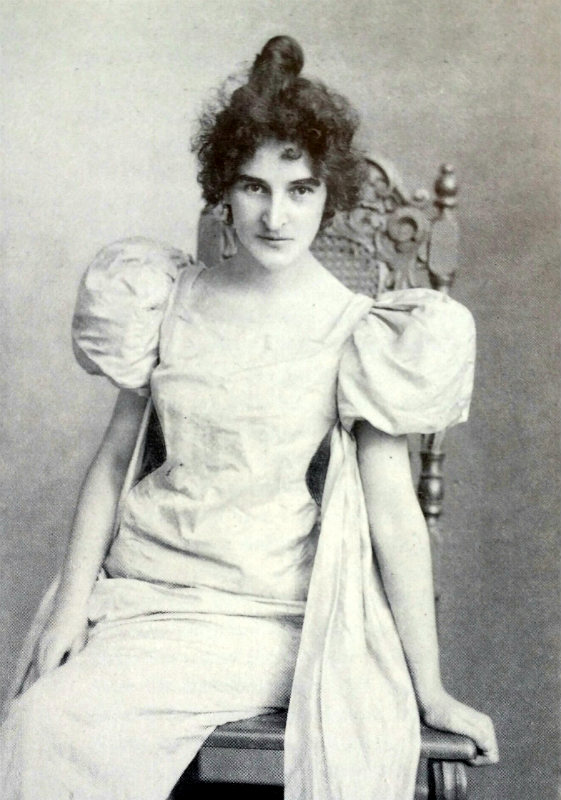
Isabelle Kaiser (* 1866)

- 1866ː Isabelle Kaiser, Schweizer Schriftstellerin
- 1867: Charles Edward Adams, US-amerikanischer Politiker
- 1869: Johann Paul Arnold, deutscher Aquarianer
- 1875: Eugeen Van Mieghem, belgischer Künstler
- 1876ː Felicitas Hiltner, deutsche Missionsbenediktinerin und Märtyrin
- 1876: Willi Ostermann, deutscher Liedermacher und Karnevalist aus Köln
- 1878: Othmar Spann, österreichischer Nationalökonom, Soziologe und Philosoph
- 1879: Marcus Behmer, deutscher Schrift- und Buchkünstler, Illustrator, Grafiker und Maler
- 1880: Heinrich Frantzen, deutscher Komponist

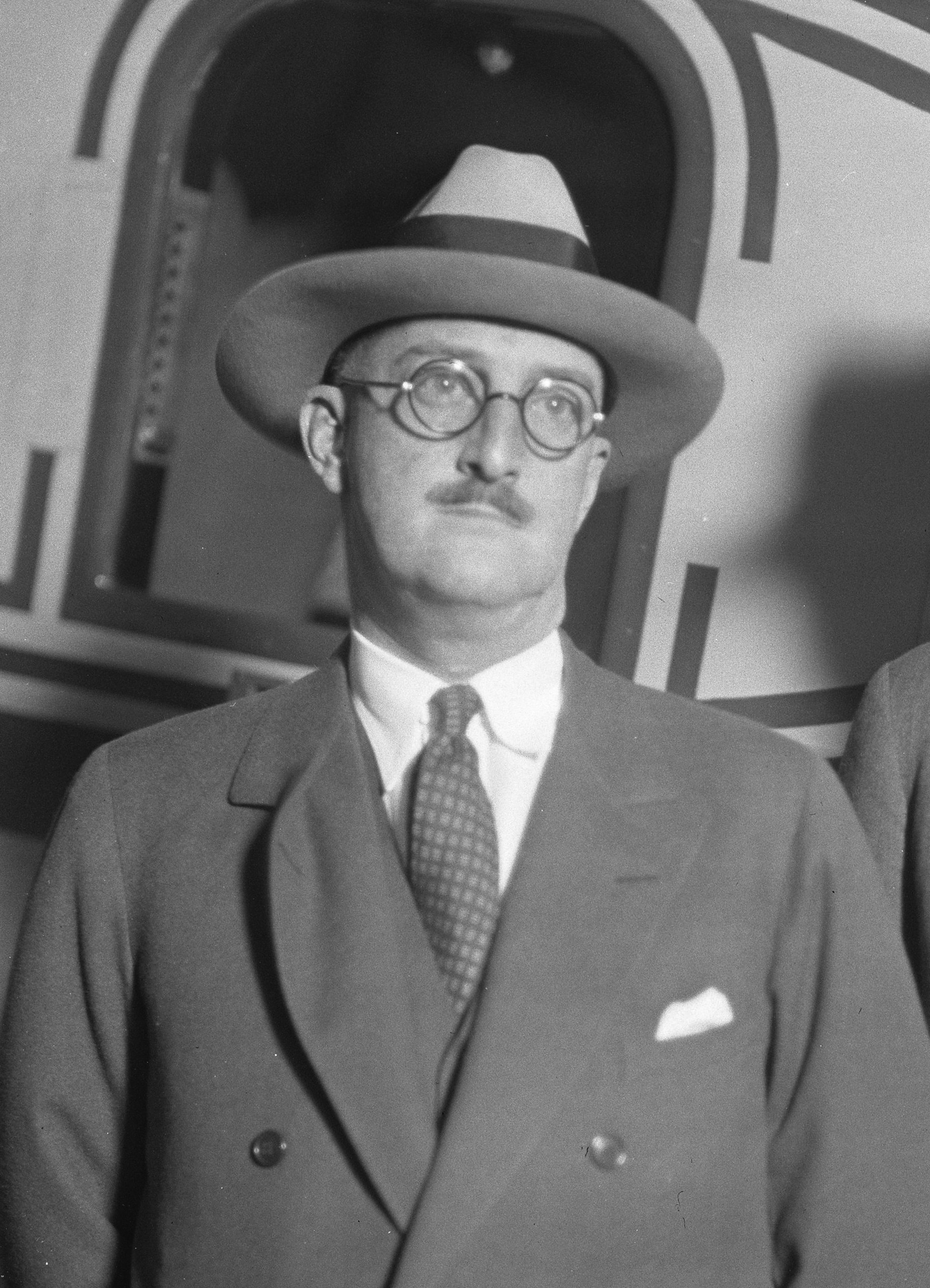
William Edward Boeing (* 1881)

- 1881: William Edward Boeing, US-amerikanischer Flugzeugkonstrukteur
- 1881: Theodor Albin Findeisen, deutscher Kontrabassist und Pädagoge
- 1881: Leonid Leonidowitsch Sabanejew, russischer Musikkritiker, Musikwissenschaftler und Komponist
- 1881: Else Züblin-Spiller, Schweizer Journalistin und Abstinenzlerin
- 1883: Romanos Melikjan, armenischer Komponist
- 1884: David Katz, deutscher Experimental-Psychologe
- 1885: Max Henny, niederländischer Fußballspieler
- 1886: Paul Morgan, österreichischer Schauspieler und Komiker
- 1889: Minta Durfee, US-amerikanische Schauspielerin
- 1889: Grete Schmedes, deutsche Graphikerin und Illustratorin
- 1890: Eduard Fiedler, deutscher Politiker, MdL, Landesminister, MdB
- 1890: Stanley Holloway, britischer Schauspieler

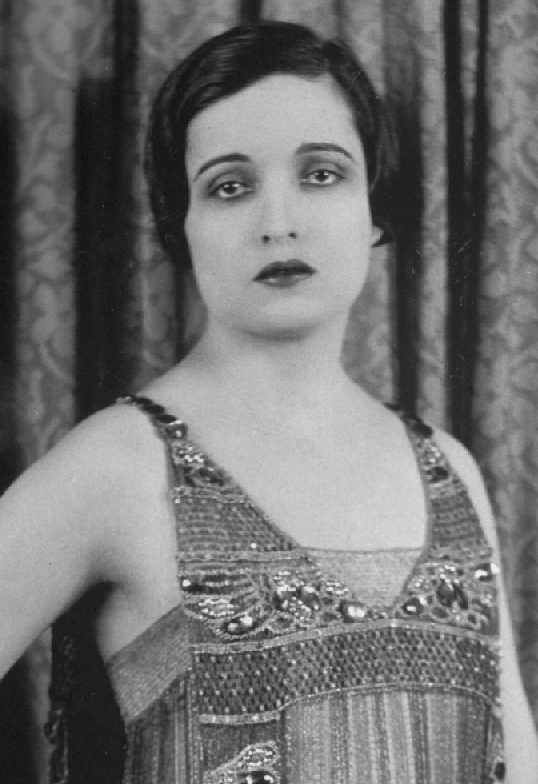
Alice Joyce (* 1890)

- 1890: Alice Joyce, US-amerikanische Schauspielerin
- 1890: Theodor Nag, norwegischer Ruderer
- 1890: Blanche Oelrichs, US-amerikanische Dichterin, Drehbuchautorin und Theaterschauspielerin
- 1890: Adolf Wagner, deutscher Politiker, MdL, Gauleiter von München, bayerischer Minister, MdR
- 1892: Martha Fuchs, deutsche Politikerin, Oberbürgermeisterin von Braunschweig, MdL
- 1893: Marianne Brandt, deutsche Malerin, Bildhauerin und Designerin
- 1893: Yip Man, chinesischer Großmeister des Wing Chun
- 1894: Ricardo Castillo, guatemaltekischer Komponist
- 1895: Hans Schweikart, deutscher Regisseur und Schauspieler
- 1897: Erna Auerbach, deutsch-britische Malerin
- 1897: Heinrich Gretler, Schweizer Schauspieler
- 1898: Arnold Alexandrowitsch Alschwang, ukrainisch-russischer Pianist, Komponist, Musikwissenschaftler und Musikpädagoge
- 1898: Karl Franz Rankl, österreichischer Dirigent und Komponist
- 1899: Lajos Bárdos, ungarischer Komponist
- 1900: Elsa Blöcher, deutsche Lehrerin, Historikerin und Buchautorin

### 20. Jahrhundert

#### 1901–1925
- 1901: José Leandro Andrade, uruguayischer Fußballer, Weltmeister und Olympiasieger
- 1903: George Coulouris, britischer Schauspieler

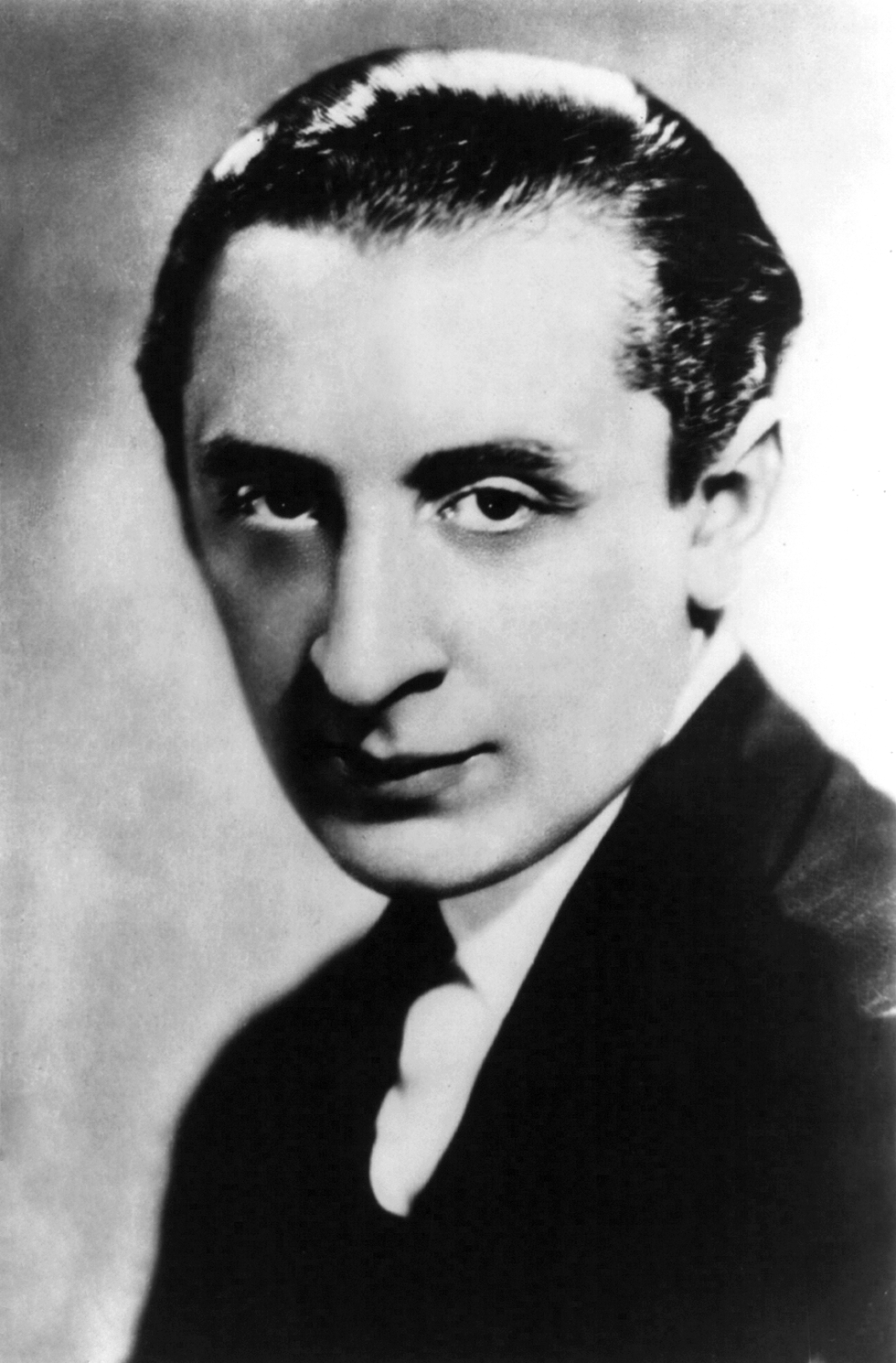
Vladimir Horowitz (* 1903)

- 1903: Vladimir Horowitz, US-amerikanischer Pianist ukrainischer Herkunft
- 1903: Pierre Veyron, französischer Automobilrennfahrer
- 1903: Marcel Wittrisch, deutscher Tenor
- 1904: Hermann Ehlers, deutscher Politiker, MdB, Bundestagspräsident
- 1904: Otto Frisch, österreichisch-britischer Physiker
- 1904: Wilhelm Emil Mühlmann, deutscher Soziologe und Ethnologe
- 1904: Milly Reuter, deutsche Leichtathletin und Olympiateilnehmerin
- 1905: Renate Brausewetter, deutsche Stummfilm-Darstellerin
- 1905: Alfons Goppel, deutscher Politiker, MdL, Landesminister, Ministerpräsident Bayerns, MdEP
- 1906: Estelle Evans, US-amerikanische Schauspielerin
- 1907: Erhard Asmus, deutscher Autor
- 1907: Ödön Pártos, israelischer Komponist
- 1907: Ferdinand Springer, deutscher Maler und Grafiker
- 1908: Herman D. Koppel, dänischer Pianist und Komponist
- 1909: Frances Baard, südafrikanische Politikerin und Antiapartheidsaktivistin
- 1909: Everett Sloane, US-amerikanischer Schauspieler
- 1909: Armando Soto La Marina, mexikanischer Schauspieler

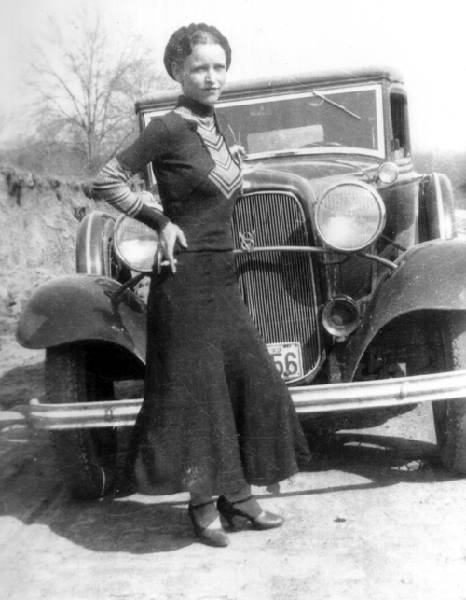
Bonnie Parker (* 1910)

- 1910: Bonnie Parker, US-amerikanische Kriminelle (Bonnie & Clyde)
- 1910: Attilio Pavesi, italienischer Radrennfahrer
- 1910: Max Vehar, deutscher Unternehmer und Politiker, MdB
- 1911: Irwin Kostal, US-amerikanischer Komponist und Dirigent
- 1911: Richard Torriani, Schweizer Eishockeyspieler und -trainer
- 1912: Anders Ejnar Andersen, dänischer Landwirt und Politiker
- 1912: Klaus Kahlenberg, deutscher Journalist und der Rundfunksprecher des letzten Wehrmachtberichts
- 1912: Sonja Karzau, deutsche Schauspielerin
- 1912: Kathleen Ollerenshaw, britische Mathematikerin
- 1914: Bert Andréas, deutscher Historiker und Bibliograf

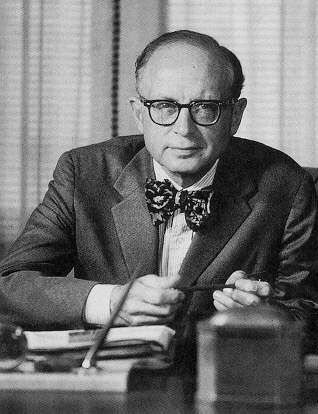
Daniel J. Boorstin (* 1914)

- 1914: Daniel J. Boorstin, US-amerikanischer Historiker und Schriftsteller, Leiter der Library of Congress
- 1914: Ingeborg Capra-Teuffenbach, österreichische Schriftstellerin und Kritikerin
- 1915: Jerome Bruner, US-amerikanischer Entwicklungspsychologe
- 1915: Skeets McDonald, US-amerikanischer Country-Sänger
- 1916: Debora Vaarandi, estnische Lyrikerin
- 1920: Walter Matthau, US-amerikanischer Schauspieler
- 1920: John Vallier, englischer Pianist, Komponist, Musikpädagoge und Musikwissenschaftler
- 1922: Héctor Campos-Parsi, puerto-ricanischer Komponist
- 1922: Rafael Masella, kanadischer Klarinettist, Musikpädagoge und Komponist
- 1922: Matsushita Shin’ichi, japanischer Komponist
- 1922: Inge Merkel, österreichische Schriftstellerin
- 1922: Chen Ning Yang, chinesisch-US-amerikanischer Physiker
- 1923: Kim Yaroshevskaya, kanadische Schauspielerin

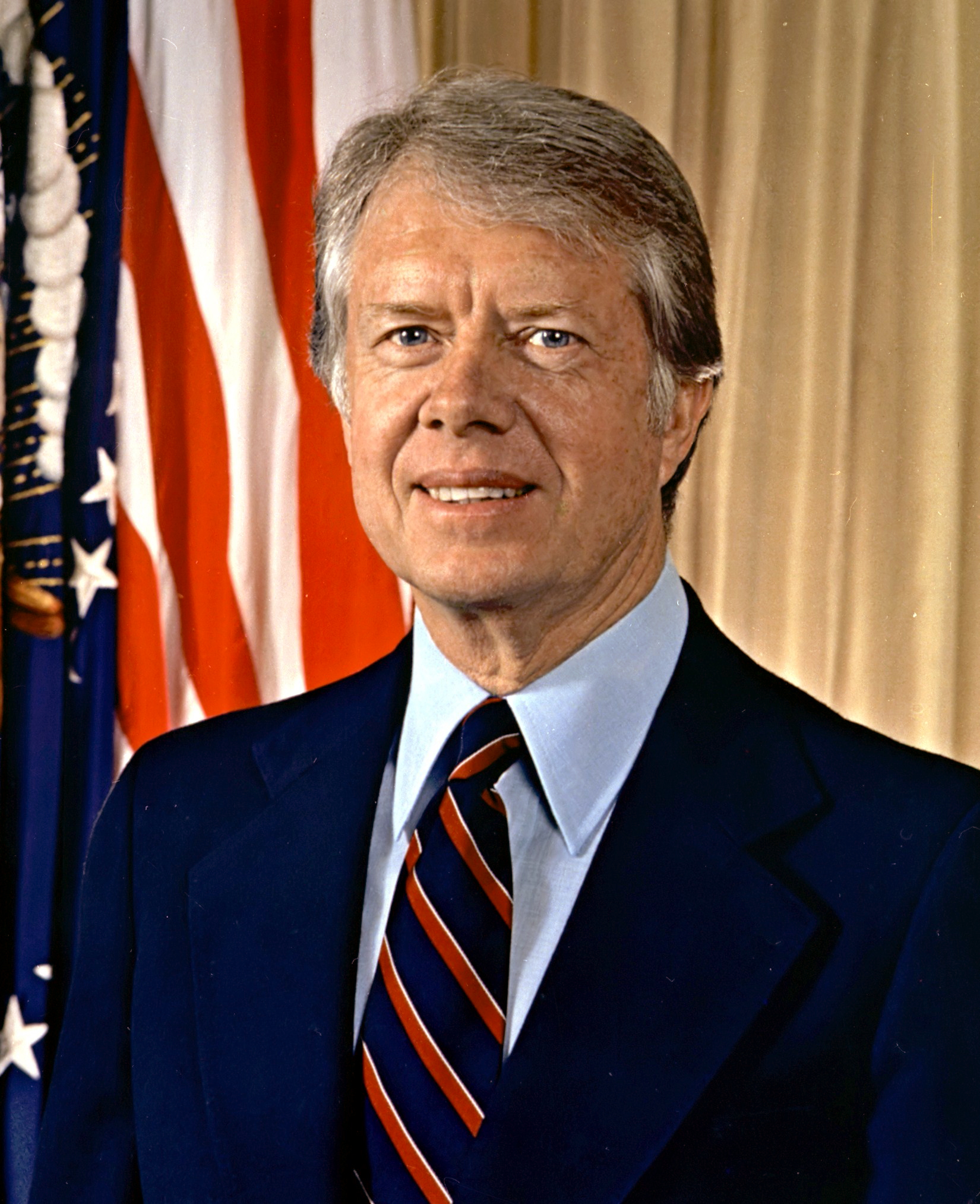
Jimmy Carter (* 1924)

- 1924: Jimmy Carter, US-amerikanischer Politiker, 39. Präsident der USA, Friedensnobelpreisträger
- 1924: Pierre Gorman, australischer Pädagoge und Psychologe
- 1924: Angélica Ortiz, mexikanische Filmproduzentin und Drehbuchautorin
- 1924: William H. Rehnquist, US-amerikanischer Jurist
- 1924: Roger Williams, US-amerikanischer Pianist
- 1925: Finn Carling, norwegischer Schriftsteller
- 1925: Felicitas Hübbe-Haunert, deutsche Lehrerin
- 1925: Benno Pludra, deutscher Schriftsteller

#### 1926–1950
- 1926: Manfred Messerschmidt, deutscher Militärhistoriker
- 1926: Els Oksaar, estnisch-schwedische Linguistin
- 1926: Gerhard Stolze, deutscher Charaktertenor
- 1927: Tom Bosley, US-amerikanischer Schauspieler
- 1928: Willy Mairesse, belgischer Autorennfahrer

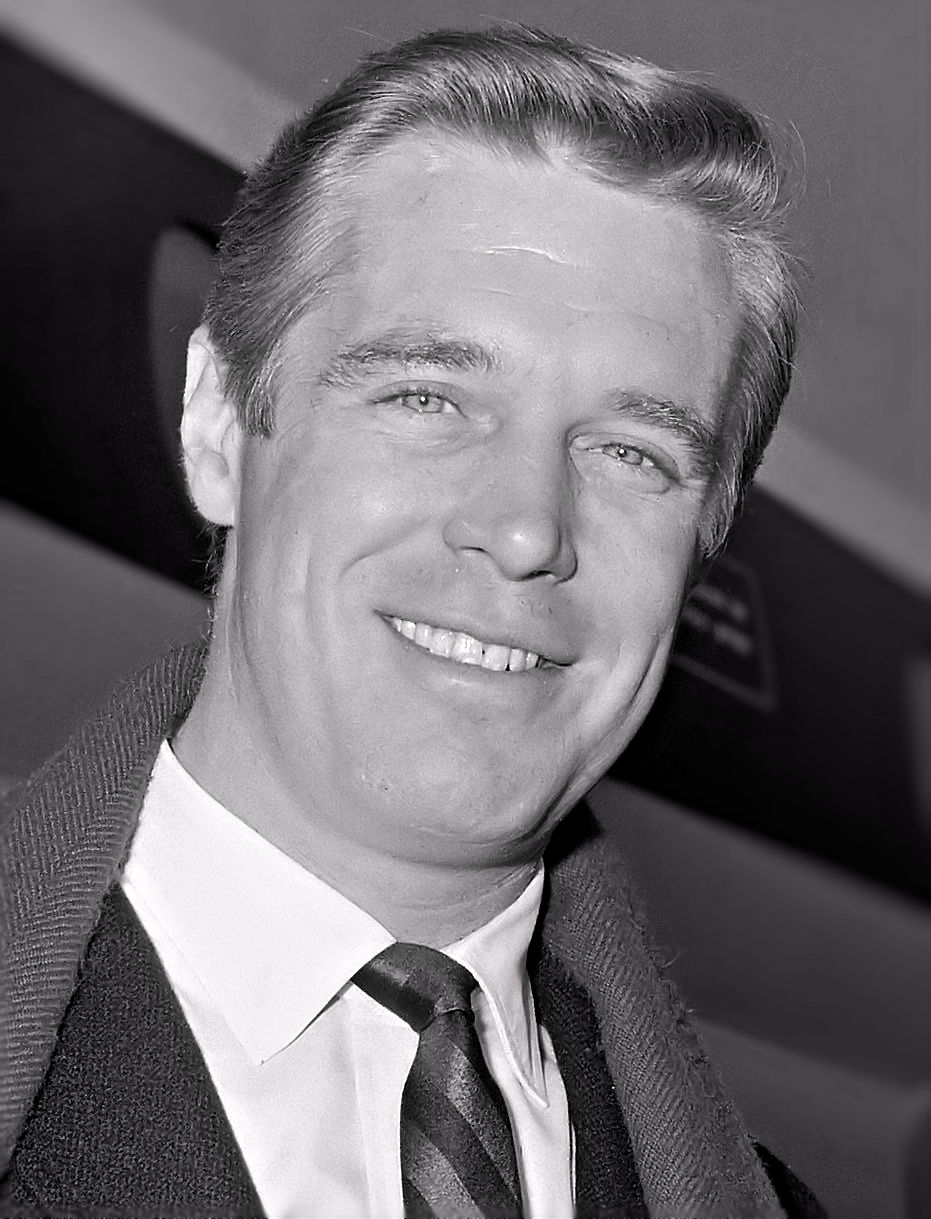
George Peppard (* 1928)

- 1928: George Peppard, US-amerikanischer Schauspieler
- 1928: Herbert Zdarzil, österreichischer Pädagoge
- 1929: Jean Amadou, französischer Sänger und Humorist
- 1929: Eleonore Güllenstern, deutsche Kommunalpolitikerin, Oberbürgermeisterin von Mülheim an der Ruhr
- 1929: Erzsébet Házy, ungarische Opernsängerin (Sopran)
- 1929: Ernst Höfner, deutscher Politiker, Minister für Finanzen der DDR
- 1929: Peter Meven, deutscher Opern- und Konzertsänger
- 1929: Bonnie Owens, US-amerikanische Country-Sängerin
- 1929: Wera Wassiljewna Gornostajewa, russische Pianistin
- 1930: Mykolas Arlauskas, litauischer Politiker
- 1930: Frank Gardner, australischer Autorennfahrer
- 1930: Richard Harris, irischer Schauspieler
- 1930: Philippe Noiret, französischer Schauspieler
- 1931: Sylvano Bussotti, italienischer Komponist
- 1931: Ronald Lötzsch, deutscher Sprachwissenschaftler
- 1932: Albert Collins, US-amerikanischer Musiker
- 1933: Pozzi Escot, US-amerikanische Komponistin
- 1934: Petar Radenković, jugoslawisch-serbischer Fußballspieler
- 1934: Geoff Stephens, britischer Komponist und Songwriter

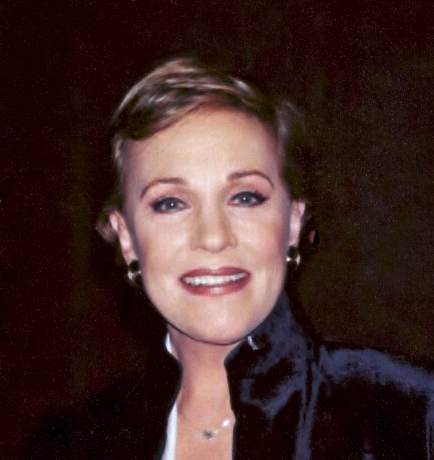
Julie Andrews (* 1935)

- 1935: Julie Andrews, britische Sängerin und Schauspielerin
- 1935: Walter De Maria, US-amerikanischer Konzeptkünstler
- 1935: Klara Motter, österreichische Politikerin
- 1935: Ann Richards, US-amerikanische Jazzsängerin
- 1935: Guido A. Zäch, Schweizer Arzt und Politiker
- 1936: Catherine Boswell Fried, britische Bildhauerin, Malerin, Fotografin und Schriftstellerin
- 1936: Lea Rosh, deutsche Fernsehjournalistin und Publizistin
- 1936: Edward Villella, US-amerikanischer Tänzer
- 1936: Inge Wettig-Danielmeier, deutsche Politikerin, MdL, MdB
- 1937: Hedy d’Ancona, niederländische Politikerin, Geographin und Soziologin

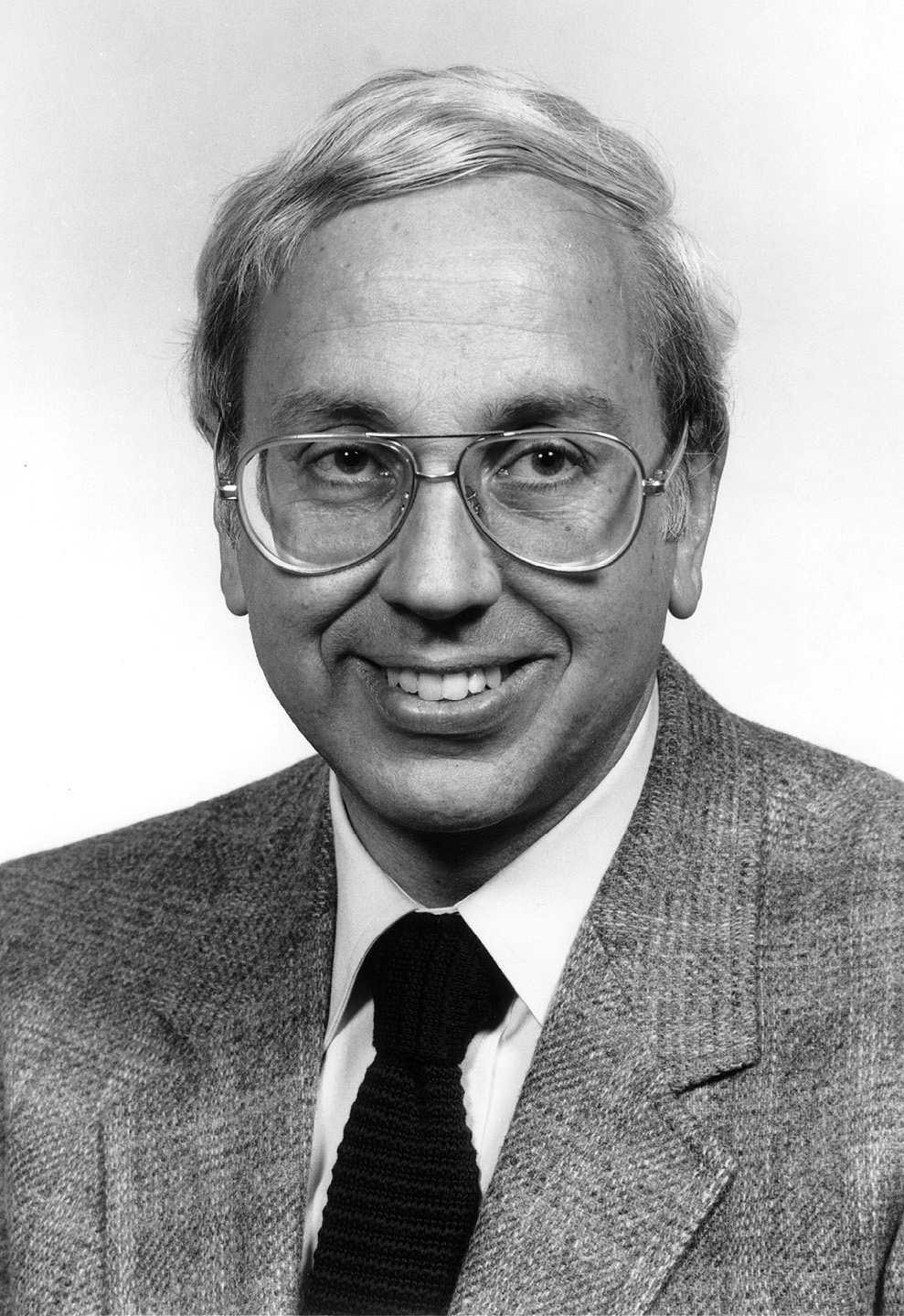
John D. Anderson (* 1937)

- 1937: John D. Anderson, US-amerikanischer Ingenieur
- 1937: Janne Günter, deutsche Sozialwissenschaftlerin und Publizistin
- 1937: Peter Stein, deutscher Theaterregisseur
- 1938: Leo Cella, italienischer Motorrad-,Rallye- und Automobilrennfahrer
- 1938: Les Scheinflug, australischer Fußballspieler und -trainer
- 1938: Hans-Hermann Schwede, deutscher Brigadegeneral
- 1938: Stella Stevens, US-amerikanische Schauspielerin und Model
- 1939: George Archer, US-amerikanischer Golfspieler
- 1939: Astrid Sandvik, norwegische Skirennläuferin
- 1940: Gertrude Degenhardt, deutsche Lithografin
- 1940: Fredi M. Murer, Schweizer Filmemacher
- 1940: Steve O’Rourke, britischer Musikmanager, Rennstallbesitzer und Autorennfahrer
- 1940: Marc Savoy, US-amerikanischer Akkordeonspieler und -bauer
- 1941: Kees Schoonenbeek, niederländischer Komponist und Organist, Dirigent und Musiker
- 1941: Wjatscheslaw Petrowitsch Wedenin, sowjetischer Skilangläufer
- 1942: Fritz Chervet, Schweizer Boxer
- 1942: Wilfried Peffgen, deutscher Radrennfahrer
- 1942: Alfonsas Vaišvila, litauischer Rechtsphilosoph

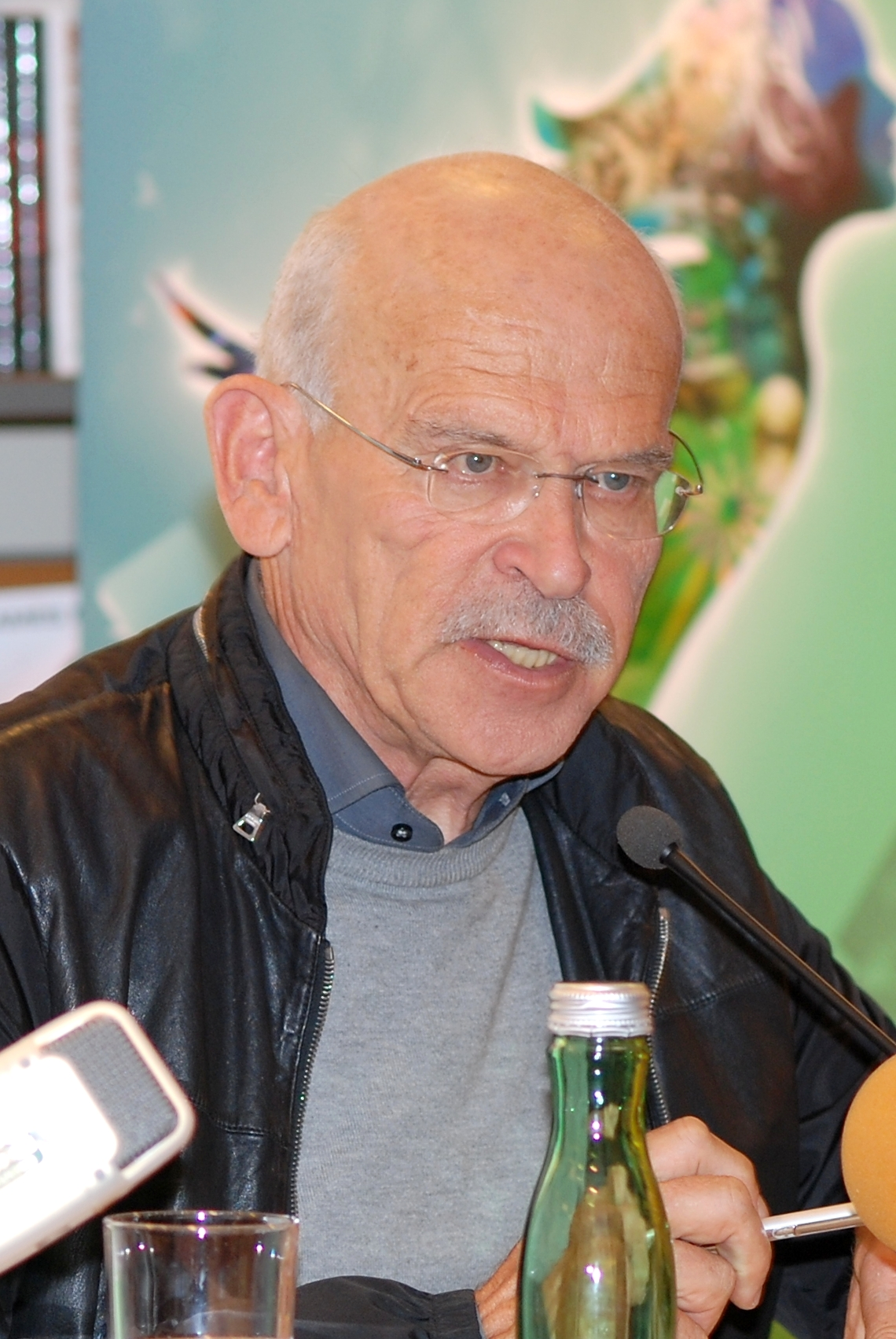
Günter Wallraff (* 1942)

- 1942: Günter Wallraff, deutscher Schriftsteller und Enthüllungsjournalist
- 1943: Jean-Jacques Annaud, französischer Regisseur
- 1943: Hartmut Kardaetz, deutscher Rennrodel- und Bobsportfunktionär
- 1945: Donny Hathaway, US-amerikanischer Musiker
- 1946: David Arnold, britischer Historiker
- 1946: Dave Holland, britischer Jazzbassist und Komponist
- 1947: Axel Adamietz, deutscher Rechtsanwalt und Notar
- 1947: Dave Arneson, US-amerikanischer Spieleautor
- 1947: Aaron Ciechanover, israelischer Biochemiker, Nobelpreisträger

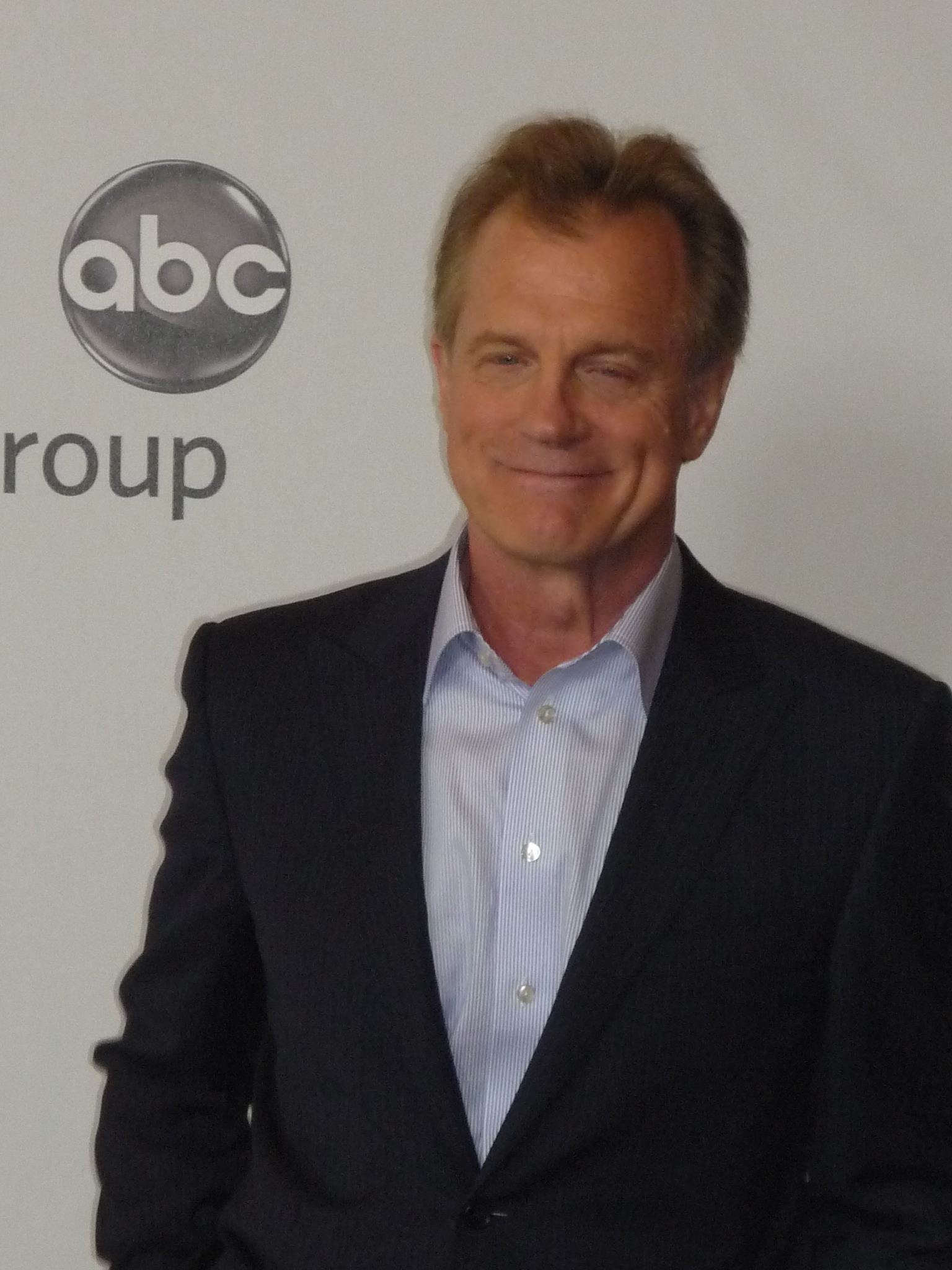
Stephen Collins (* 1947)

- 1947: Stephen Collins, US-amerikanischer Schauspieler, Regisseur und Autor
- 1947: Gret Haller, Schweizer Juristin, Publizistin, Politikerin und Diplomatin
- 1947: Kees Schoonenbeek, niederländischer Komponist, Organist und Dirigent
- 1947: Mariska Veres, niederländische Popsängerin (Shocking Blue)
- 1948: Lynn Ahrens, US-amerikanische Musical-Theater-Dichterin
- 1948: Cub Koda, US-amerikanischer Rockmusiker, Songwriter und Kritiker
- 1948: Silvia Reize, Schweizer Schauspielerin
- 1948: Nikolaus Schwerdtfeger, deutscher römisch-katholischer Weihbischof von Hildesheim
- 1949: André Rieu, niederländischer Violinist, Orchesterleiter, Arrangeur und Musikproduzent
- 1950: Božo Bakota, jugoslawischer Fußballspieler
- 1950: Marco Tullio Giordana, italienischer Filmregisseur und Drehbuchautor
- 1950: Randy Quaid, US-amerikanischer Schauspieler
- 1950: Silvia Reize, Schweizer Schauspielerin

#### 1951–1975
- 1951: Jacques Martin, kanadischer Eishockeytrainer
- 1952: Olga Pawlowna Minejewa, russische Leichtathletin, Olympiamedaillengewinnerin
- 1953: Caspar Baader, Schweizer Politiker
- 1953: John Hegley, britischer Dichter
- 1953: Grete Waitz, norwegische Leichtathletin, Weltmeisterin, Olympiamedaillengewinnerin

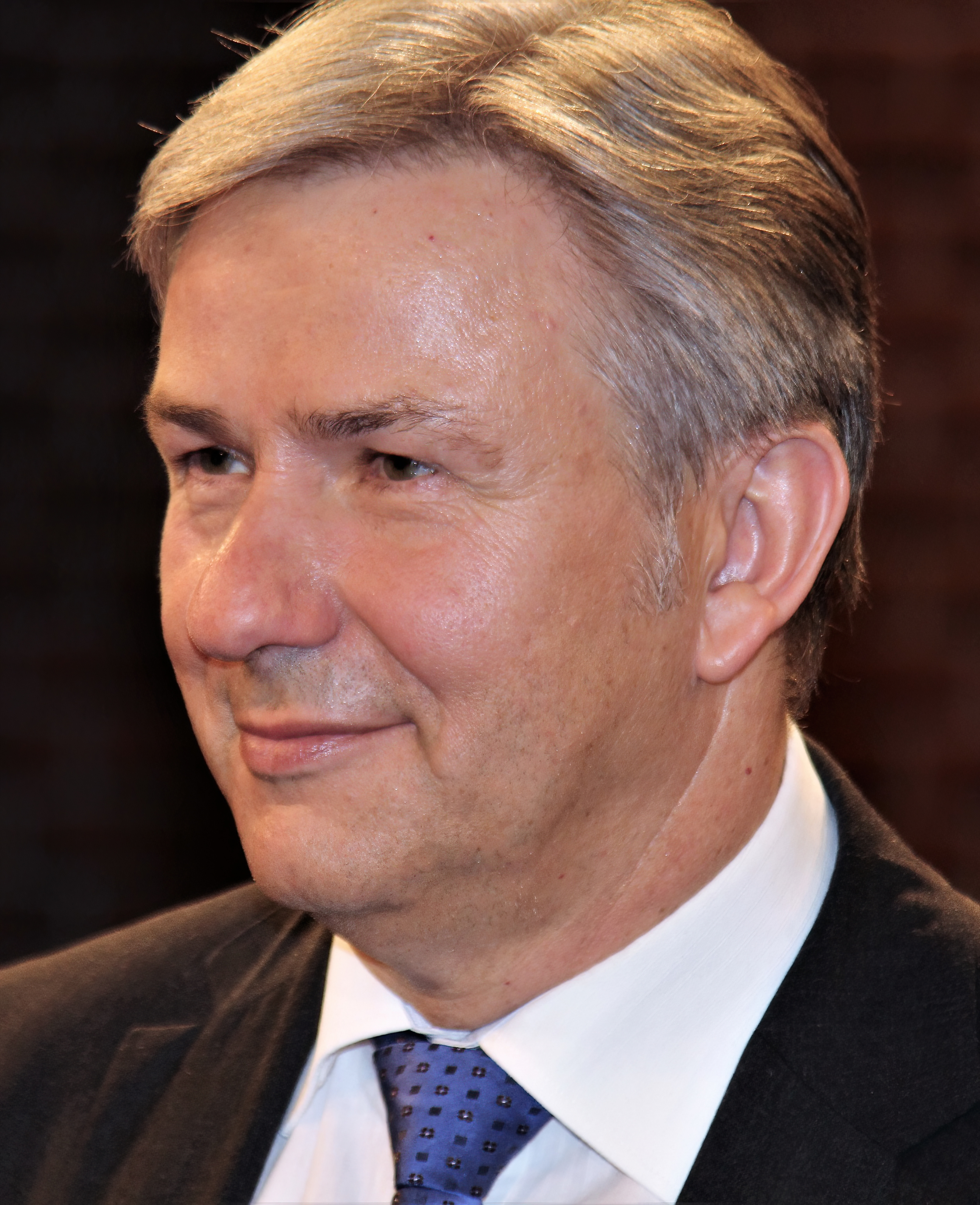
Klaus Wowereit (* 1953)

- 1953: Klaus Wowereit, deutscher Politiker, MdL, Regierender Bürgermeister von Berlin
- 1954: Martin Strel, slowenischer Langstreckenschwimmer
- 1954: Hans Wintoch, deutscher Rockgeiger, Band- und Studiomusiker
- 1955: Howard Hewett, US-amerikanischer R&B- und Gospel-Sänger
- 1955: Rick Latham, US-amerikanischer Funk-Schlagzeuger
- 1956: Andrus Ansip, estnischer Politiker, Ministerpräsident, EU-Kommissar
- 1956: Andrzej Bieleninik, polnischer Eishockeyspieler
- 1956: Theresa May, britische Politikerin, Premierministerin
- 1956: Vance Law, US-amerikanischer Baseballspieler
- 1958: Masato Nakamura, japanischer Bassist

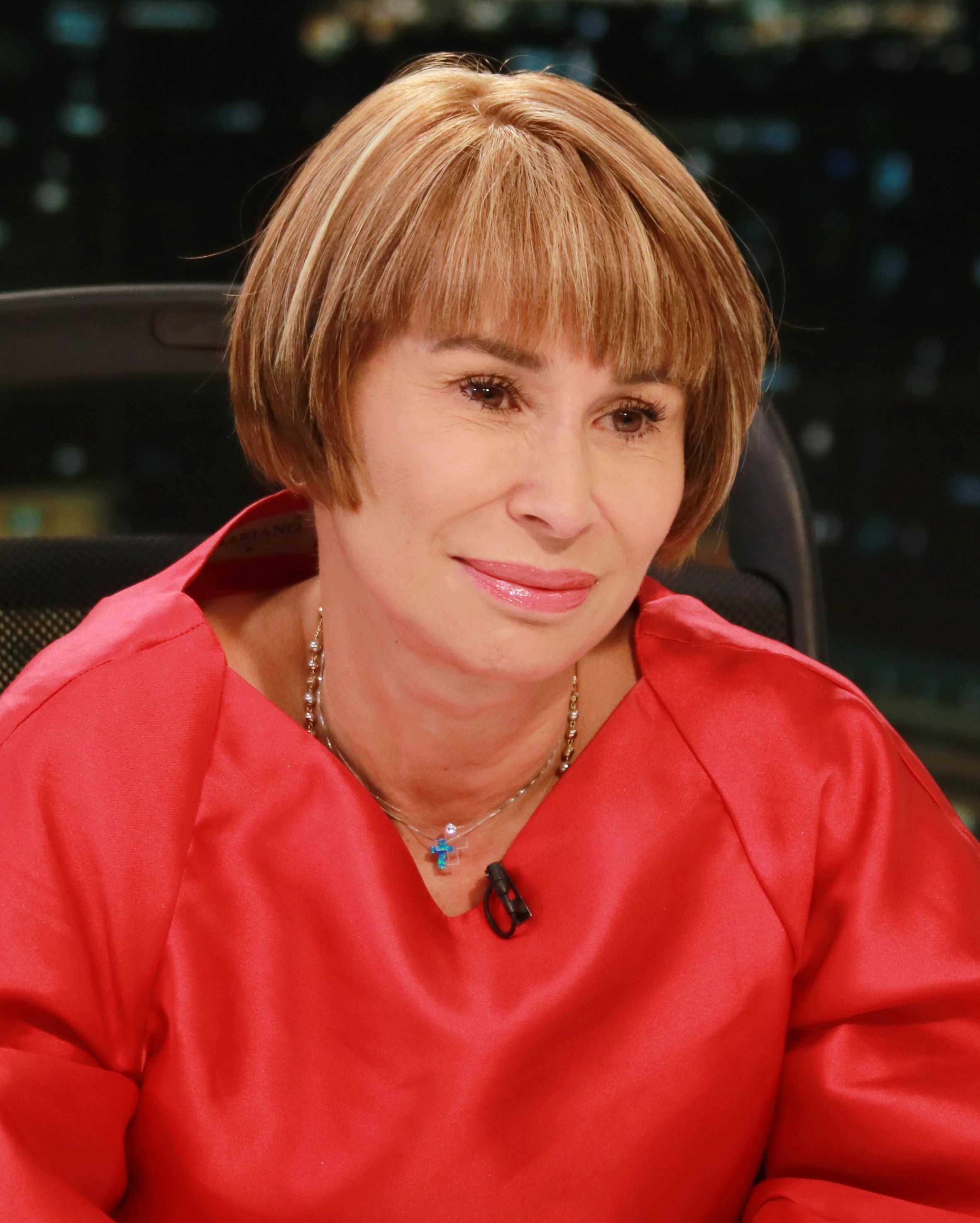
Alicia Arango (* 1958)

- 1958: Alicia Arango, kolumbianische Ministerin und Diplomatin
- 1958: Doris Mayer, österreichische Schauspielerin
- 1959: Marcos Alonso, spanischer Fußballspieler
- 1959: Youssou N’Dour, senegalesischer Sänger und Songautor
- 1959: Uwe Witt, deutscher Politiker, MdB
- 1960: Michael Schindhelm, deutscher Autor und Theaterintendant
- 1960: Markus Wolfahrt, österreichischer Musiker
- 1961: Gary Ablett Sr., australischer Australian-Football-Spieler
- 1961: Thomas von Heesen, deutscher Fußballspieler und -trainer
- 1961: Walter Mazzarri, italienischer Fußballspieler und -trainer
- 1962: Attaphol Buspakom, thailändischer Fußballspieler und -trainer
- 1962: Nico Claesen, belgischer Fußballspieler und -trainer
- 1962: Esai Morales, US-amerikanischer Schauspieler

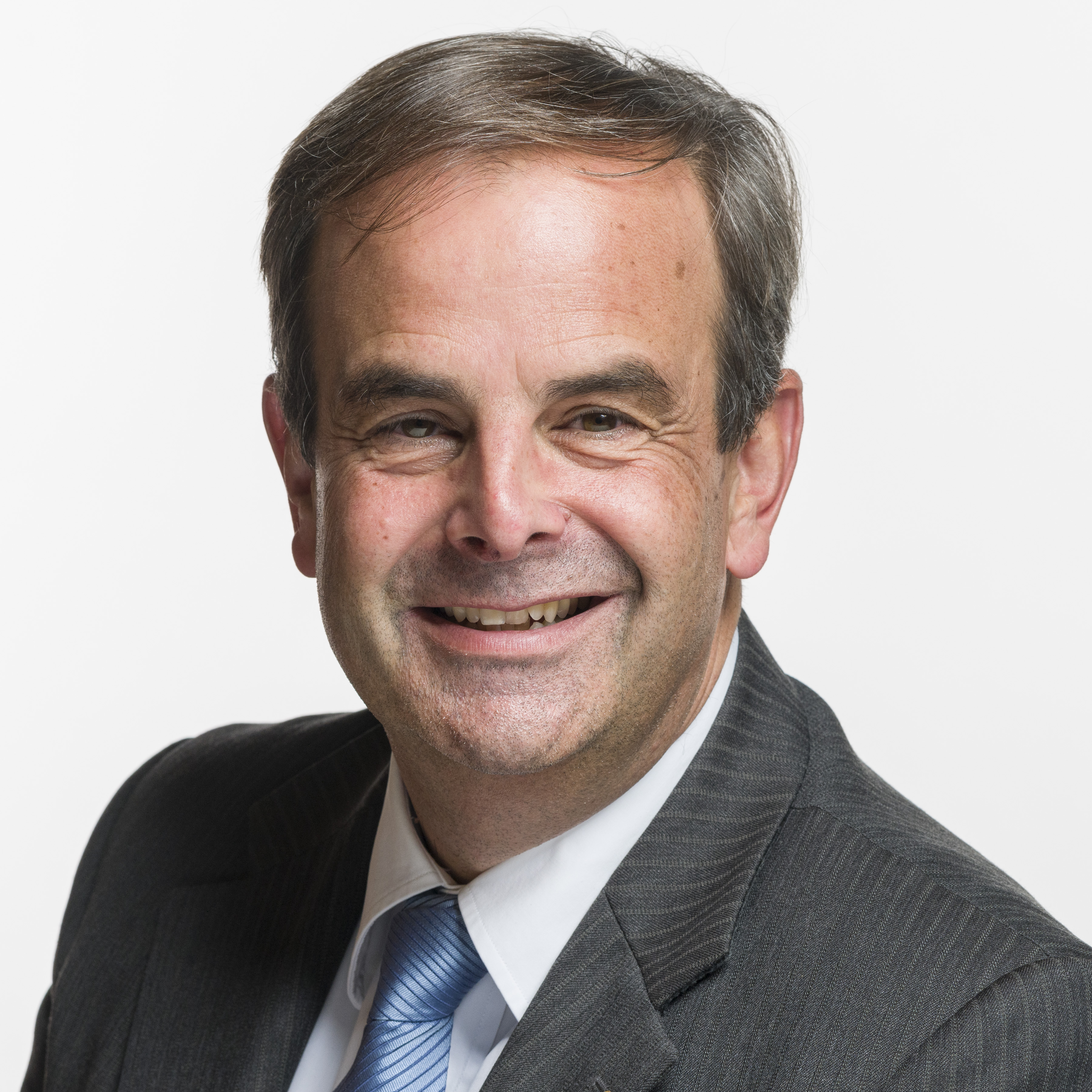
Gerhard Pfister (* 1962)

- 1962: Gerhard Pfister, Schweizer Politiker
- 1963: 4000, deutscher Künstler
- 1963: Jean-Denis Delétraz, Schweizer Automobilrennfahrer
- 1963: Christoph Paulssen, deutscher Produzent, Komponist und Bassist
- 1964: Jérôme Policand, französischer Automobilrennfahrer
- 1965: Andreas Keller, deutscher Feldhockeyspieler
- 1965: Ted King, US-amerikanischer Schauspieler
- 1965: Cindy Margolis, US-amerikanisches Fotomodell
- 1965: Cliff Ronning, kanadischer Eishockeyspieler
- 1966: Brian Asawa, US-amerikanischer Countertenor
- 1966: Christopher Titus, US-amerikanischer Schauspieler

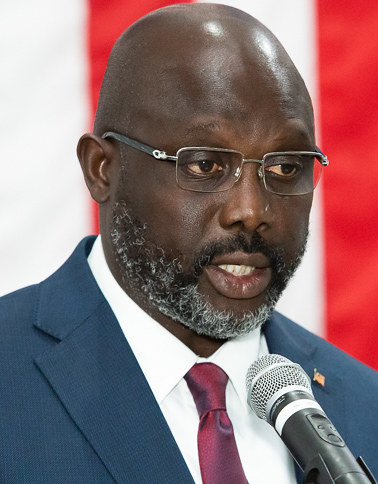
George Weah (* 1966)

- 1966: George Weah, liberianischer Fußballspieler und Politiker
- 1966: José Ángel Ziganda, spanischer Fußballtrainer
- 1967: Scott Young, US-amerikanischer Eishockeyspieler
- 1969: Johannes Berg, deutscher Jurist
- 1969: Zach Galifianakis, US-amerikanischer Comedian und Filmschauspieler
- 1969: Beat Mändli, Schweizer Springreiter
- 1969: Simone Stelzer, österreichische Sängerin und Schauspielerin
- 1969: Marcus Stephen, nauruischer Gewichtheber und Politiker
- 1970: Moses Kiptanui, kenianischer Mittel- und Langstreckenläufer
- 1970: Alexei Jurjewitsch Schamnow, russischer Eishockeyspieler
- 1972: Abdulrahman Abdou, katarischer Fußballschiedsrichter
- 1972: Mantas Adomėnas, litauischer Philosoph und Politiker
- 1972: Ahn Jae-chang, südkoreanischer Badmintonspieler
- 1972: Stevče Aluševski, nordmazedonischer Handballspieler und -funktionär

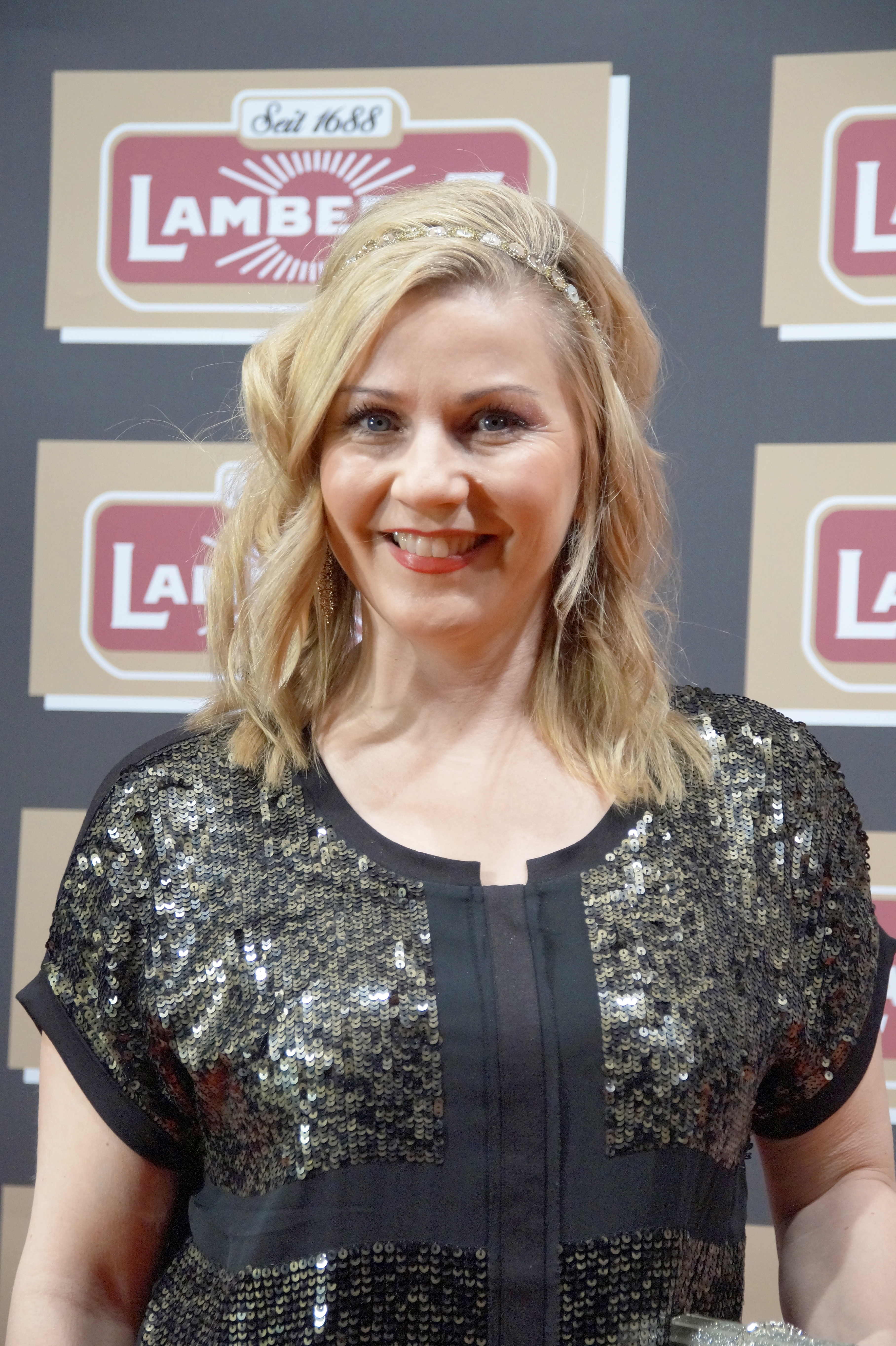
Aleksandra Bechtel (* 1972)

- 1972: Aleksandra Bechtel, deutsche Fernsehmoderatorin
- 1972: Vadim Vacarciuc, moldawischer Gewichtheber
- 1973: Jana Henke, deutsche Schwimmerin
- 1973: John Mackey, US-amerikanischer Komponist
- 1973: Thomas Sutter, Schweizer Schwinger
- 1974: Martin Ančička, deutsch-tschechischer Eishockeyspieler
- 1975: Tschulpan Nailjewna Chamatowa, russische Schauspielerin
- 1975: Zoltan Sebescen, deutscher Fußballspieler

#### 1976–2000
- 1976: Giuliana Jakobeit, deutsche Synchronsprecherin
- 1976: Hiroshi Hamaguchi, japanischer Unternehmer und Autorennfahrer
- 1976: Johannes Honigmann, deutscher Übersetzer
- 1976: Ümit Karan, türkischer Fußballspieler
- 1977: Carsten Birk, deutscher Fußballspieler
- 1977: Jeffrey Van Hooydonk, belgischer Automobilrennfahrer
- 1978: Malte Arkona, deutscher Fernsehmoderator, Schauspieler, Synchronsprecher und Sänger

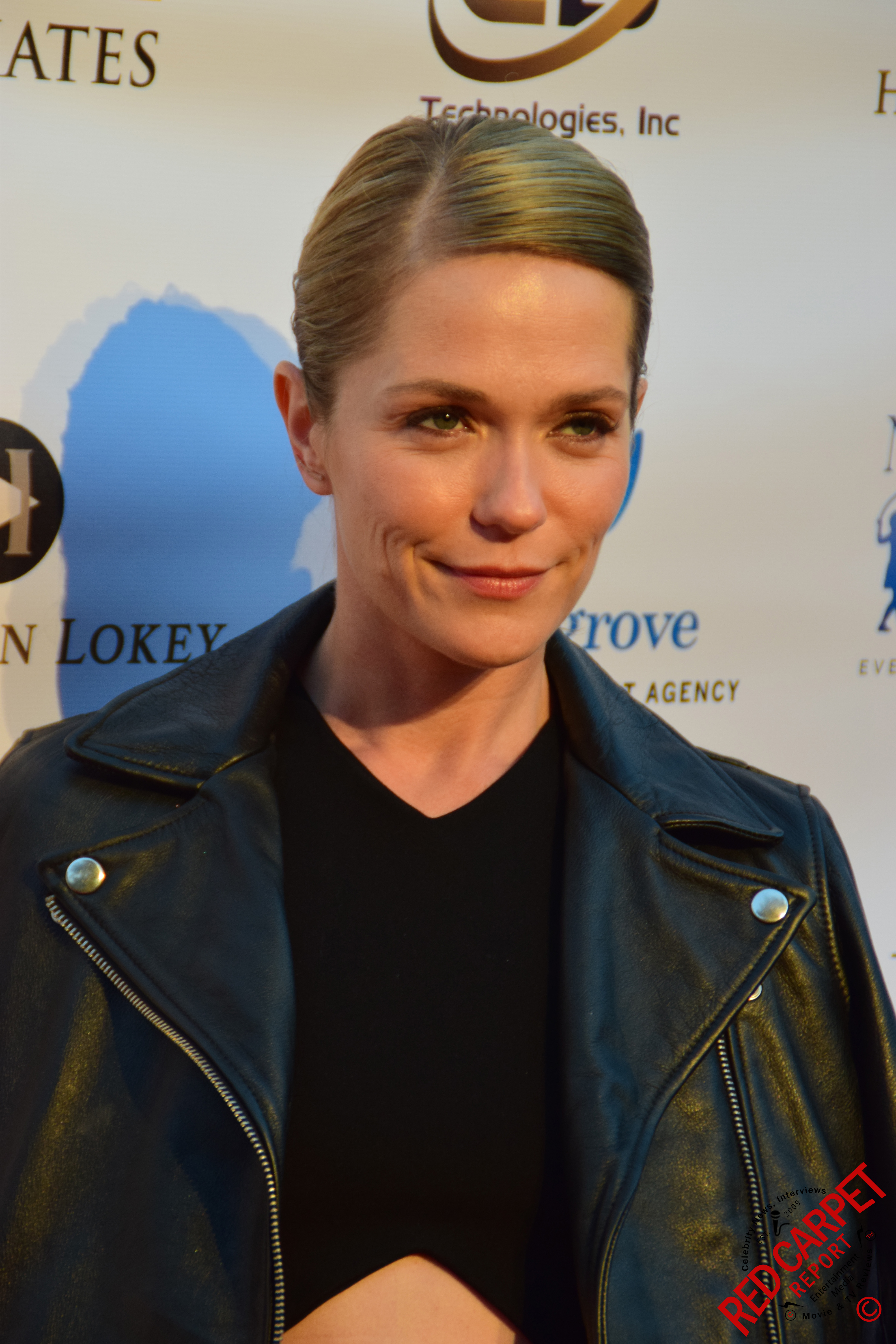
Katie Aselton (* 1978)

- 1978: Katie Aselton, US-amerikanische Schauspielerin und Regisseurin
- 1978: İlker Avcıbay, türkischer Fußballspieler
- 1979: Gilberto Martínez, costa-ricanischer Fußballspieler
- 1979: Tom Moosmayer, belgischer Fußballspieler
- 1979: Walewska Oliveira, brasilianische Volleyballspielerin
- 1979: Senhit, eritreisch-italienische Sängerin
- 1981: Júlio Baptista, brasilianischer Fußballspieler
- 1981: Gaby Mudingayi, belgischer Fußballspieler
- 1981: Christina Murphy, US-amerikanische Schauspielerin
- 1981: Johnny Oduya, schwedischer Eishockeyspieler

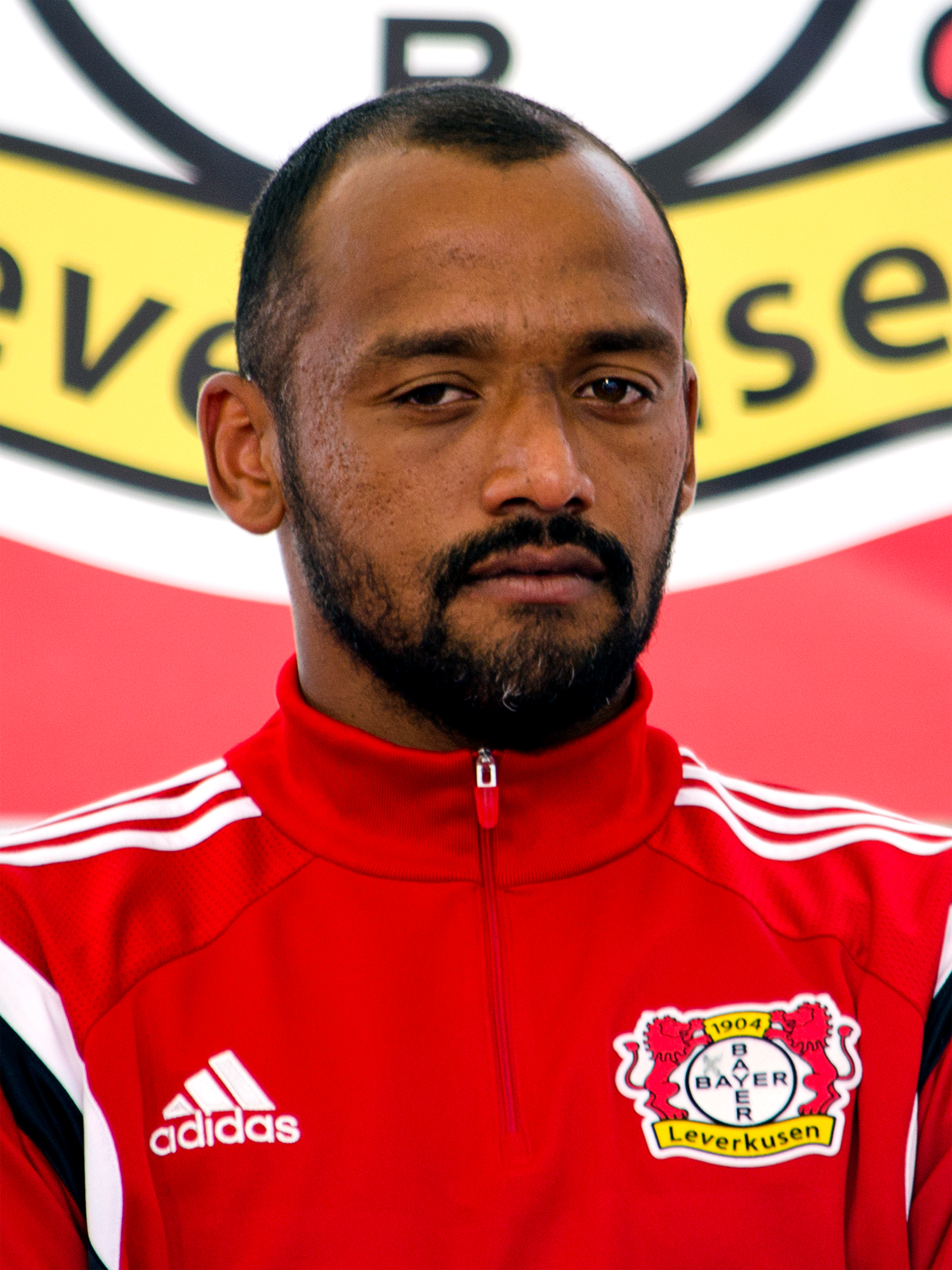
David Yelldell (* 1981)

- 1981: David Yelldell, US-amerikanischer Fußballtorwart
- 1982: Haruna Babangida, nigerianischer Fußballspieler
- 1982: Matt Griffin, irischer Autorennfahrer
- 1982: Sandra Oxenryd, schwedische Popsängerin
- 1982: Louise Svalastog Spellerberg, dänische Handballspielerin und -trainerin
- 1982: Wilma Arizapana, peruanische Langstreckenläuferin
- 1983: Koray Arslan, türkischer Fußballspieler
- 1983: Eliseu, portugiesischer Fußballspieler
- 1983: Mirko Vučinić, montenegrinischer Fußballspieler
- 1984: Gedeón Guardiola, spanischer Handballspieler
- 1984: Isaías Guardiola, spanischer Handballspieler
- 1985: Scott Mansell, britischer Automobilrennfahrer
- 1985: Sina Reiß, deutsche Schauspielerin
- 1985: Revazi Zintiridis, griechischer Judoka
- 1986: Ricardo Vaz Tê, portugiesischer Fußballspieler

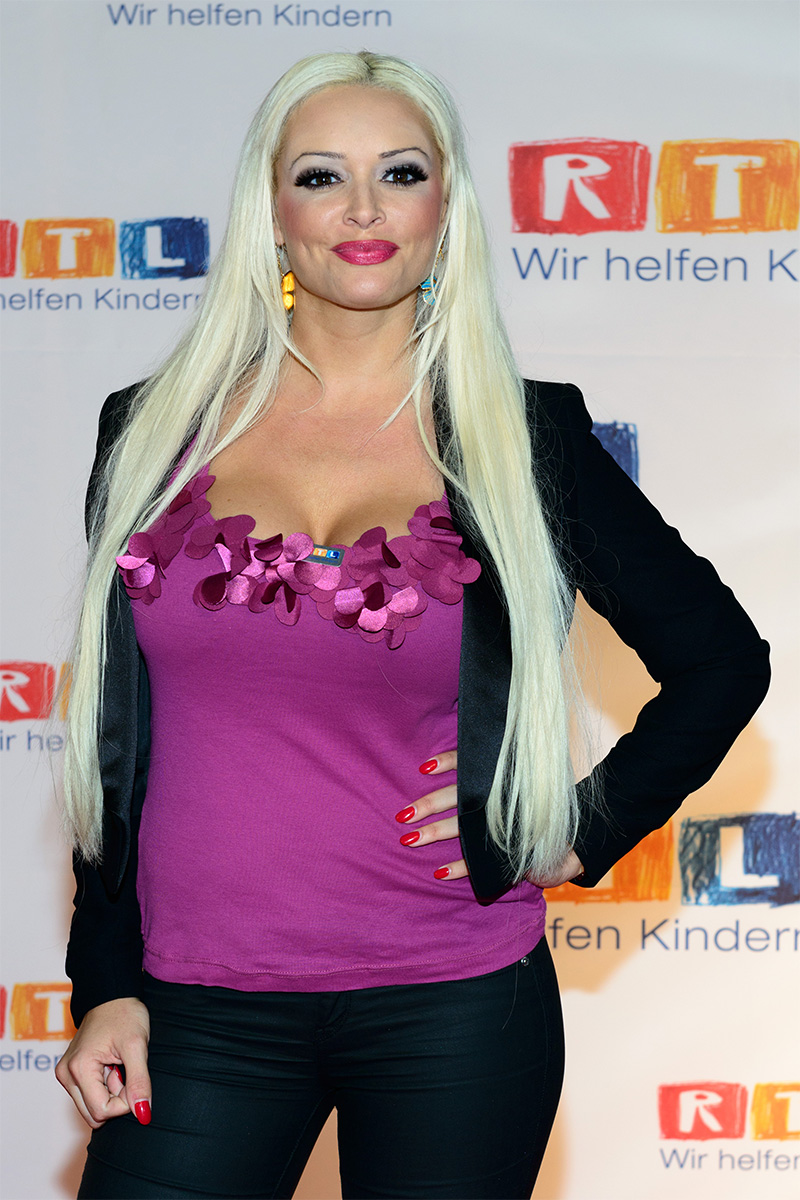
Daniela Katzenberger (* 1986)

- 1986: Daniela Katzenberger, deutsches Model, Autorin, Reality-TV-Darstellerin und Sängerin
- 1987: Daniel Adlung, deutscher Fußballspieler
- 1987: Florian Mundt, deutscher YouTuber
- 1987: Wout Poels, niederländischer Radrennfahrer
- 1988: Cariba Heine, südafrikanische Schauspielerin
- 1988: Kristina Inhof, österreichische Moderatorin und Sportjournalistin
- 1988: Nguyễn Hữu Việt, vietnamesischer Schwimmer
- 1989: Allie Bertram, kanadische Schauspielerin und Tänzerin
- 1989: Brie Larson, US-amerikanische Schauspielerin
- 1989: Ofentse Nato, botswanischer Fußballspieler
- 1990: Jan Kirchhoff, deutscher Fußballspieler
- 1990: Marina Marx, deutsche Schlagersängerin
- 1991: Artur Piwtschenko, ukrainischer Billardspieler
- 1992: Mawsuna Tschorijewa, tadschikische Boxerin

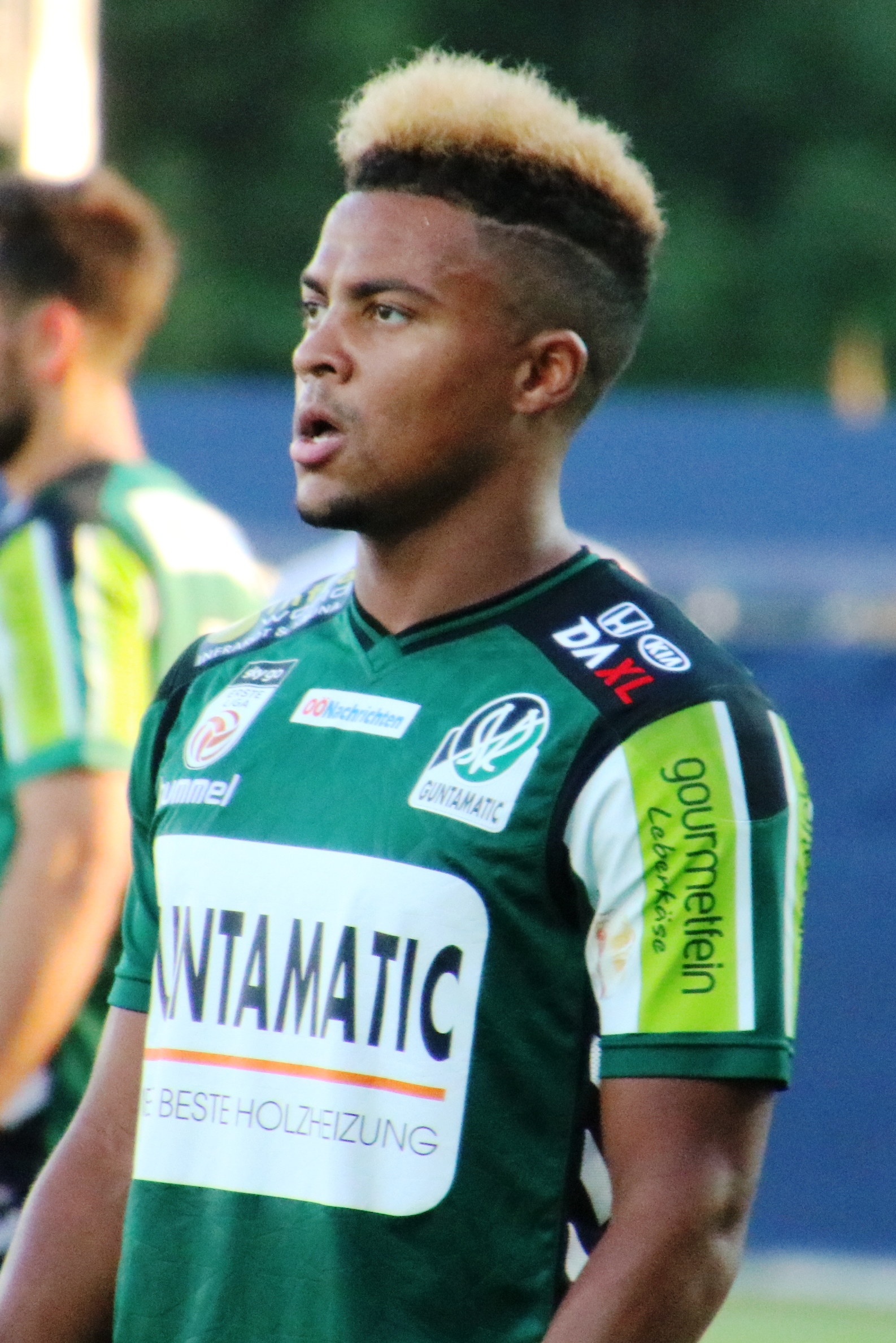
Ronny Marcos (* 1993)

- 1993: Ronny Marcos, deutscher Fußballspieler
- 1993: Gō Sonehara, japanischer Nordischer Kombinierer
- 1993: Liridon Vocaj, albanischer Fußballspieler
- 1997: Kanoa Igarashi, japanischer Surfer
- 1997: Maximilian Kappler, deutscher Motorradrennfahrer
- 1997: Adrian Meisen, deutscher Skirennläufer
- 1997: Jeffrey Read, kanadischer Skirennläufer
- 1997: Mattia Vitale, italienischer Fußballspieler
- 1998: Jehan Daruvala, indischer Automobilrennfahrer
- 1998: Danika Yarosh, US-amerikanische Schauspielerin
- 2000: Jonathan Milan, italienischer Radrennfahrer

### 21. Jahrhundert
- 2003: Konstantin Wassilew, bulgarischer Biathlet
- 2004: Ilaria Scattolo, italienische Biathletin

## Gestorben

### Vor dem 16. Jahrhundert
- 0331 v. Chr.: Vahe, König von Armenien

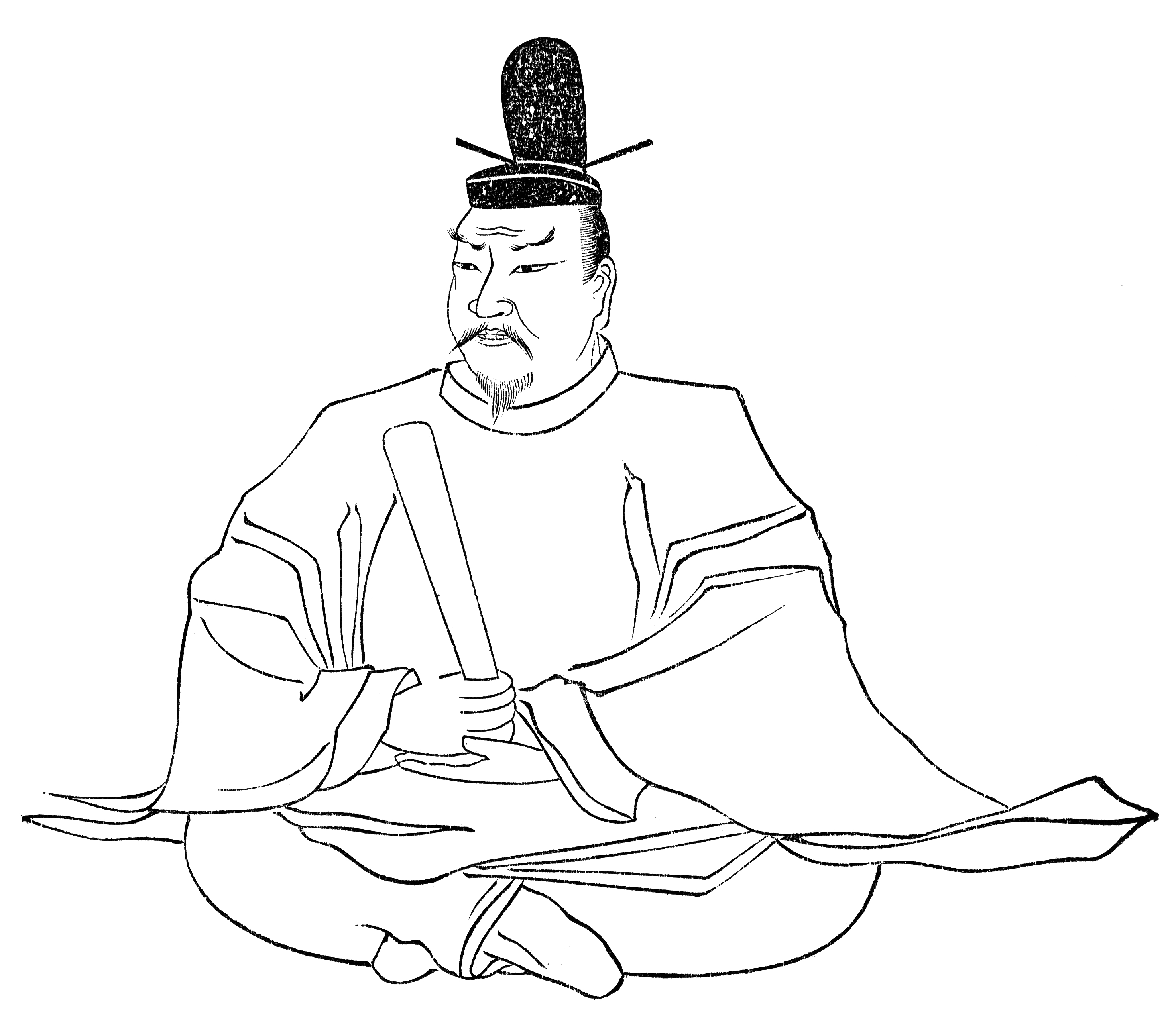
Temmu († 686)

- 0686: Temmu, 40. Kaiser Japans
- 0804: Richbod, Erzbischof von Trier
- 0959: Eadwig, König von Wessex
- 0976: Al-Hakam II., Kalif von Córdoba
- 1040: Alain III., Herzog der Bretagne
- 1101: Giselbert von Admont, Abt des Klosters Admont
- 1130: Meginher von Falmagne, Erzbischof von Trier
- 1187: Jaroslaw Osmomysl, Fürst der Kiewer Rus
- 1211: Roger de Lacy, anglonormannischer Adliger

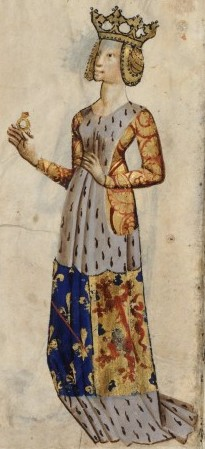
Beatrix von Burgund († 1310)

- 1310: Beatrix von Burgund, Herrin von Bourbon und Gräfin von Charolais
- 1357: Jakob Knoblauch, Patrizier und Bürgermeister in Frankfurt am Main
- 1404: Bonifatius IX., Papst
- 1450: Leonello d’Este, Markgraf von Ferrara
- 1458: Margaretha von Ahaus, Äbtissin im Stift Freckenhorst
- 1463: Johann II. Bose, Bischof von Merseburg
- 1463: Georg von Haugwitz, Bischof von Naumburg, Kanzler Friedrichs von Sachsen
- 1499: Marsilio Ficino, italienischer Humanist, Philosoph und Arzt
- 1500: John Alcock, englischer Bischof und Lordkanzler

### 16./17. Jahrhundert
- 1522: Matthäus Schiner, Schweizer Kardinal und Politiker
- 1523: Dietrich von Bülow, Bischof von Lebus-Fürstenwalde

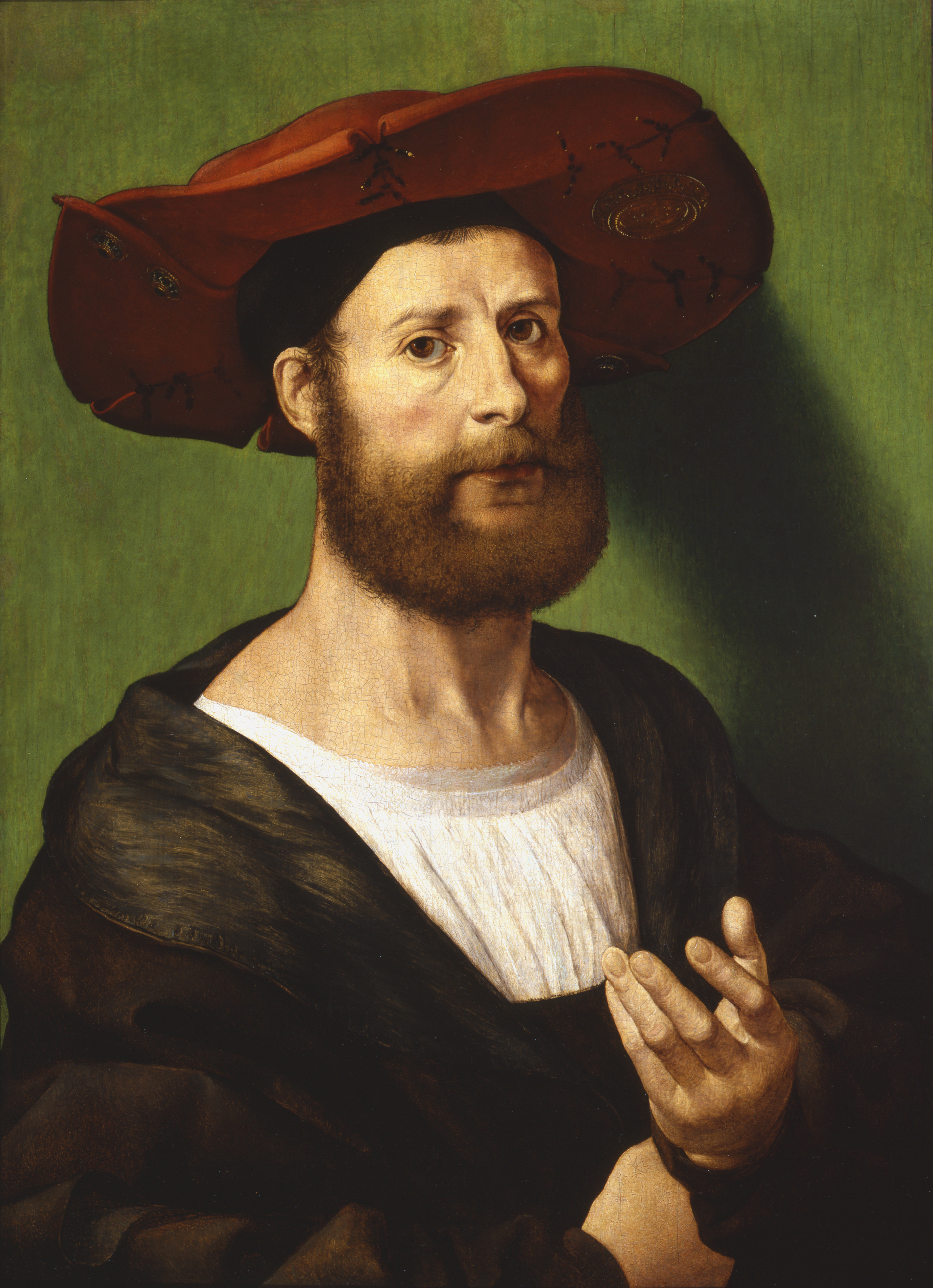
Jan Gossaert († 1532)

- 1532: Jan Gossaert, niederländischer Maler
- 1549: Johann Briesmann, deutscher Theologe und Reformator
- 1565: Balthasar Raid, deutscher Theologe und Reformator
- 1570: Frans Floris, flämischer Maler
- 1574: Maarten van Heemskerck, niederländischer Maler
- 1578: Juan de Austria, Befehlshaber der spanischen Flotte und Statthalter der habsburgischen Niederlande, Sohn Karl V.
- 1580: Johann, einziger Herzog von Schleswig-Holstein-Hadersleben
- 1581: Petrus Vincentius, deutscher Rhetoriker, Ethiker, Dialekt und Pädagoge

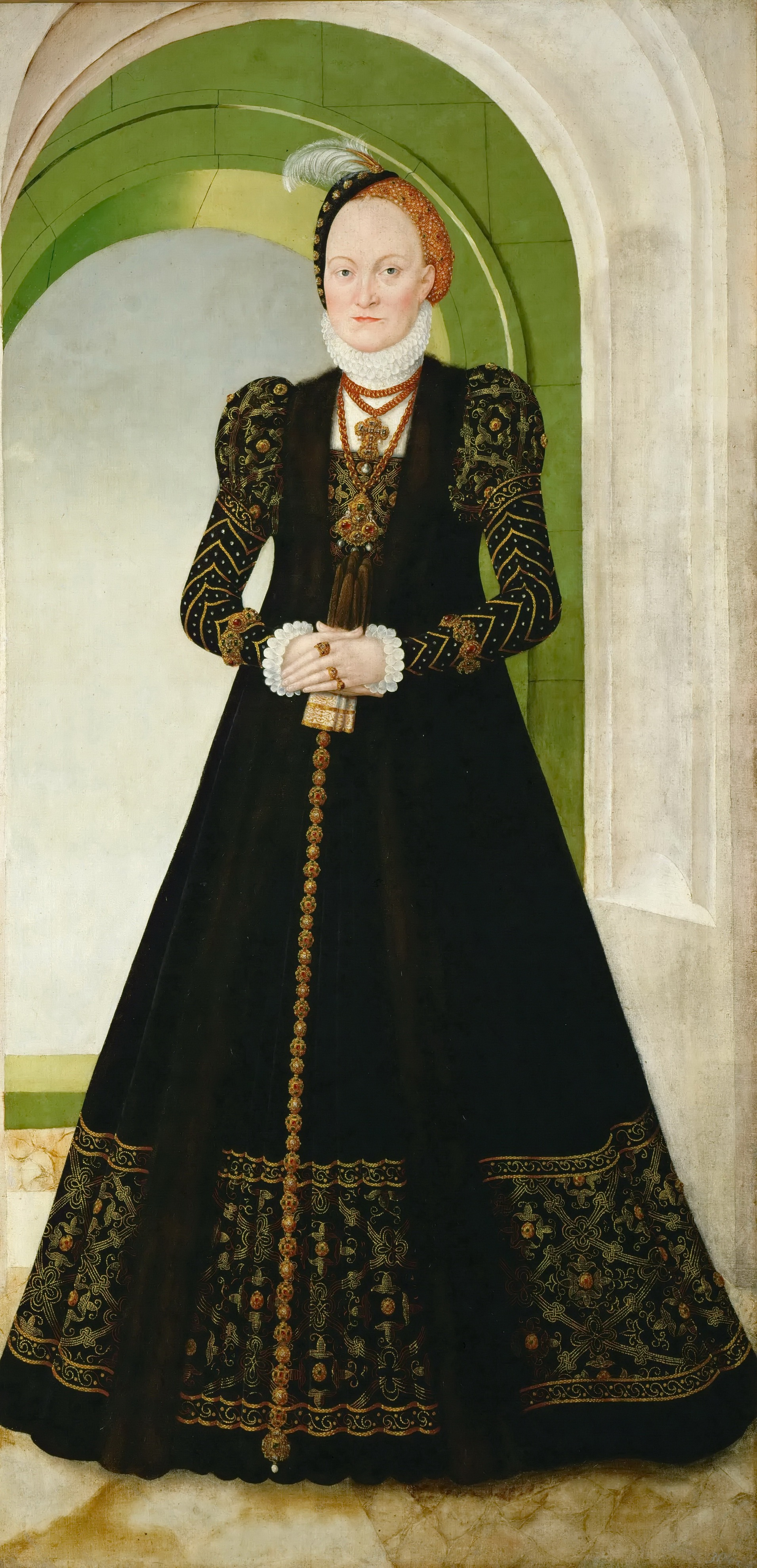
Anna von Dänemark († 1585)

- 1585: Anna von Dänemark, Kurfürstin von Sachsen
- 1586: Adolf I., Herzog von Schleswig-Holstein-Gottorf
- 1609: Giovanni Matteo Asola, italienischer Kapellmeister und Komponist
- 1612: Elias Reusner, deutscher Historiker
- 1636: August I., Herzog zu Braunschweig und Lüneburg, Fürst von Lüneburg
- 1659: Juan de Palafox y Mendoza, spanischer Bischof der katholischen Kirche und Vizekönig von Neuspanien
- 1659: Nikolaus Pompeius, deutscher Philologe und Mathematiker
- 1679: Antonia, Prinzessin von Württemberg
- 1680: Pierre-Paul Riquet, französischer Ingenieur
- 1681: Gebhard XXV. von Alvensleben, deutscher Historiker
- 1684: Pierre Corneille, Dramatiker der französischen Klassik
- 1685: Kanō Yasunobu, japanischer Maler
- 1700: Hans Haubold von Einsiedel, kursächsischer Hofbeamter und Besitzer mehrerer Güter

### 18. Jahrhundert
- 1704: Cornelis Dusart, niederländischer Maler und Radierer

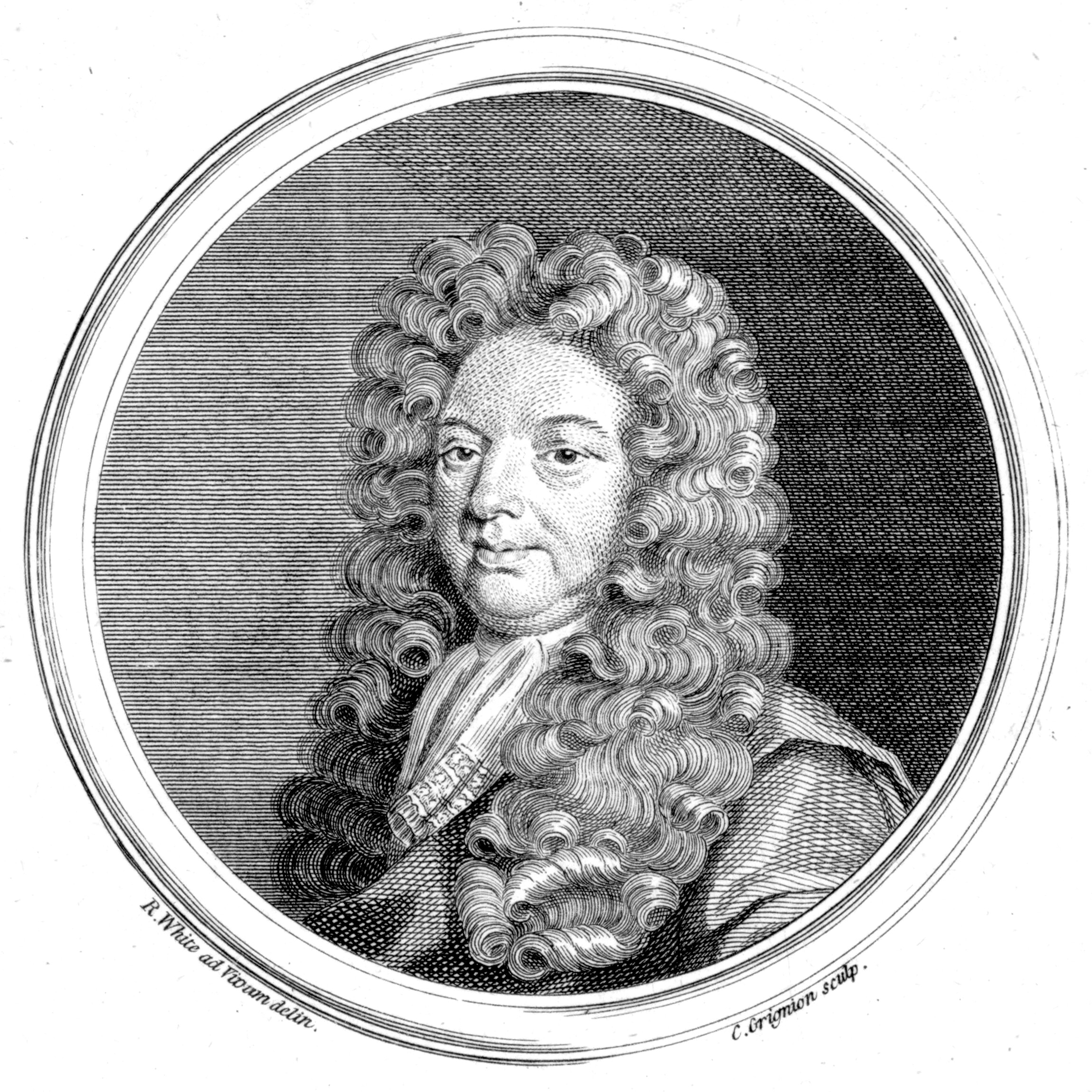
John Blow († 1708)

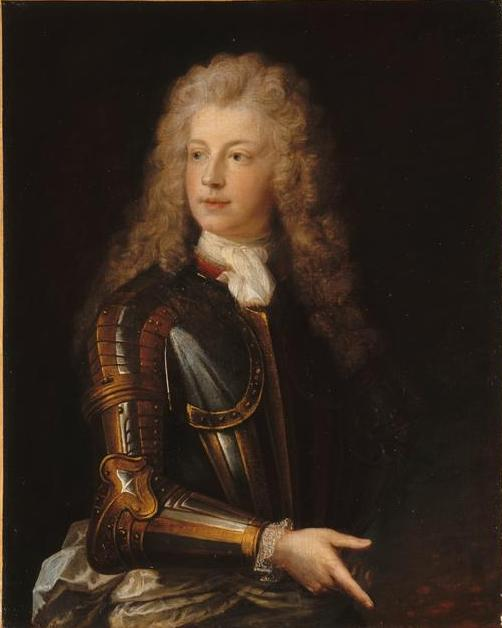
Louis Auguste II. de Bourbon († 1755)

- 1708: John Blow, englischer Komponist
- 1708: John Coggeshall, Vizegouverneur der Colony of Rhode Island and Providence Plantations
- 1716: Giovanni Battista Bassani, italienischer Violinist und Komponist
- 1722: Erhard Andreas Frommann, deutscher evangelischer Geistlicher und Pädagoge
- 1730: Nevşehirli Damat İbrahim Pascha, Großwesir des Osmanischen Reichs
- 1731: Johann Georg Joch, deutscher evangelischer Theologe
- 1731: Adde Severin, Kaufmann und Ratsherr der Hansestadt Lübeck
- 1738: Christian Detlev von Reventlow, dänischer General und königlicher Präsident in der Stadt Altona
- 1749: Abraham Bedros I. Ardzivian, Patriarch von Kilikien der Armenisch-katholischen Kirche
- 1755: Louis Auguste II. de Bourbon, duc du Maine, Herzog von Maine und Fürst von Dombes
- 1765: Johann Evangelist Hölzl, bayerischer Maler
- 1769: William Pitkin, britischer Politiker und Gouverneur der Colony of Connecticut
- 1774: Erhard Andreas Frommann, deutscher evangelischer Geistlicher und Pädagoge
- 1777: Pierre Contant d’Ivry, französischer Architekt
- 1792: Ludwig Benjamin Ouvrier, deutscher evangelischer Theologe
- 1800: Jakob Friedrich Grundmann, deutscher Holzblasinstrumentenmacher

### 19. Jahrhundert

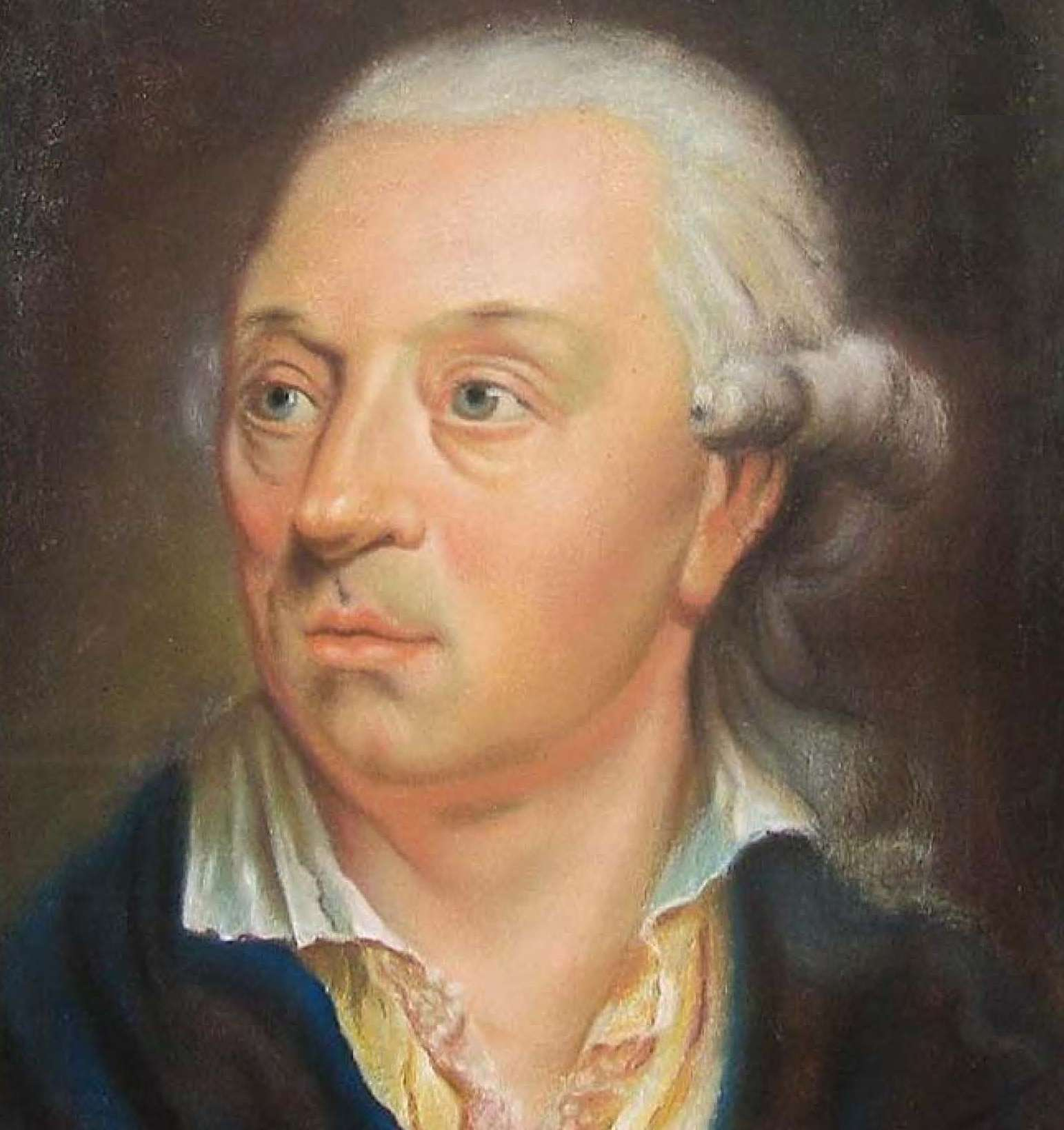
Carl Gotthard Langhans († 1808)

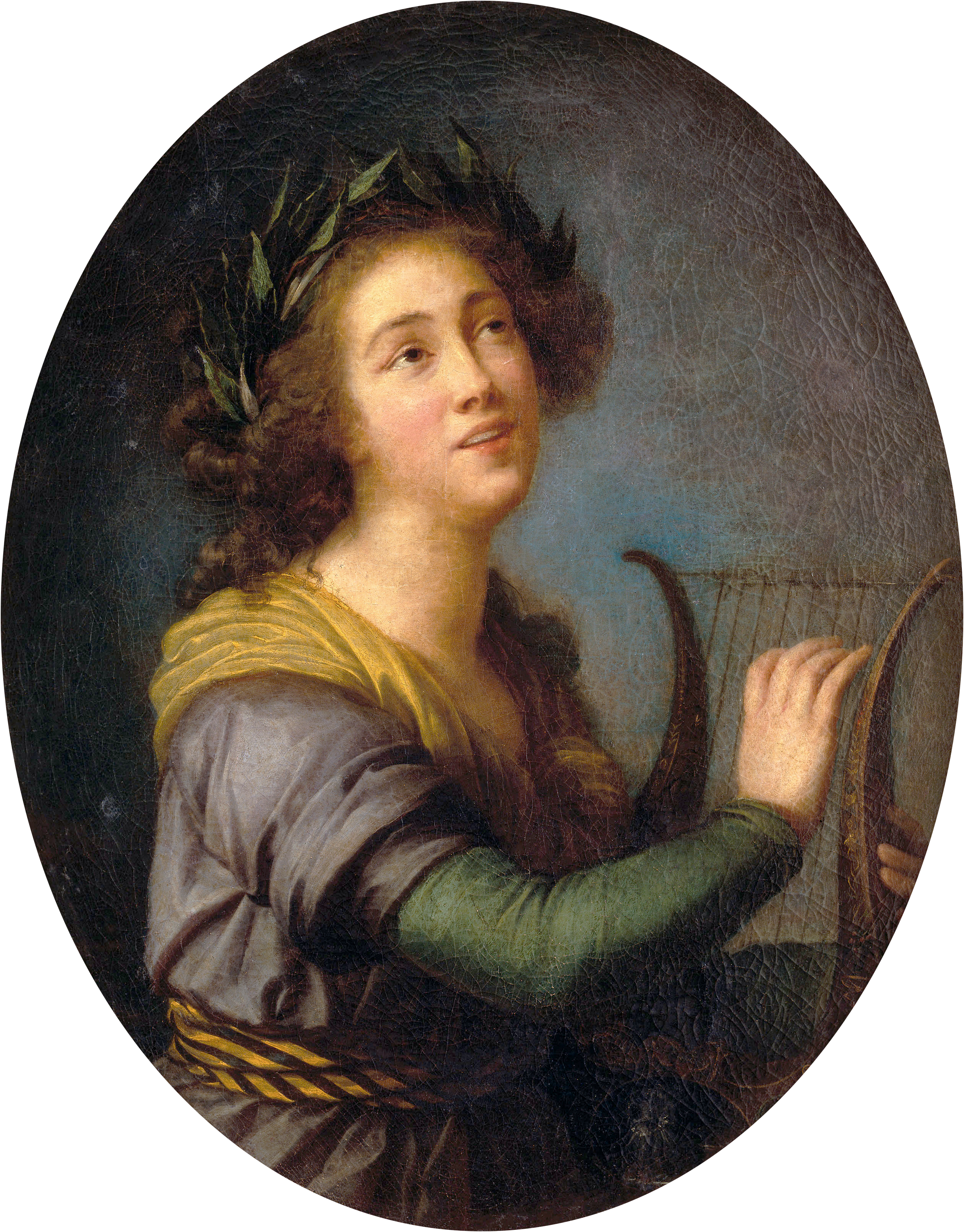
Luísa Todi († 1833)

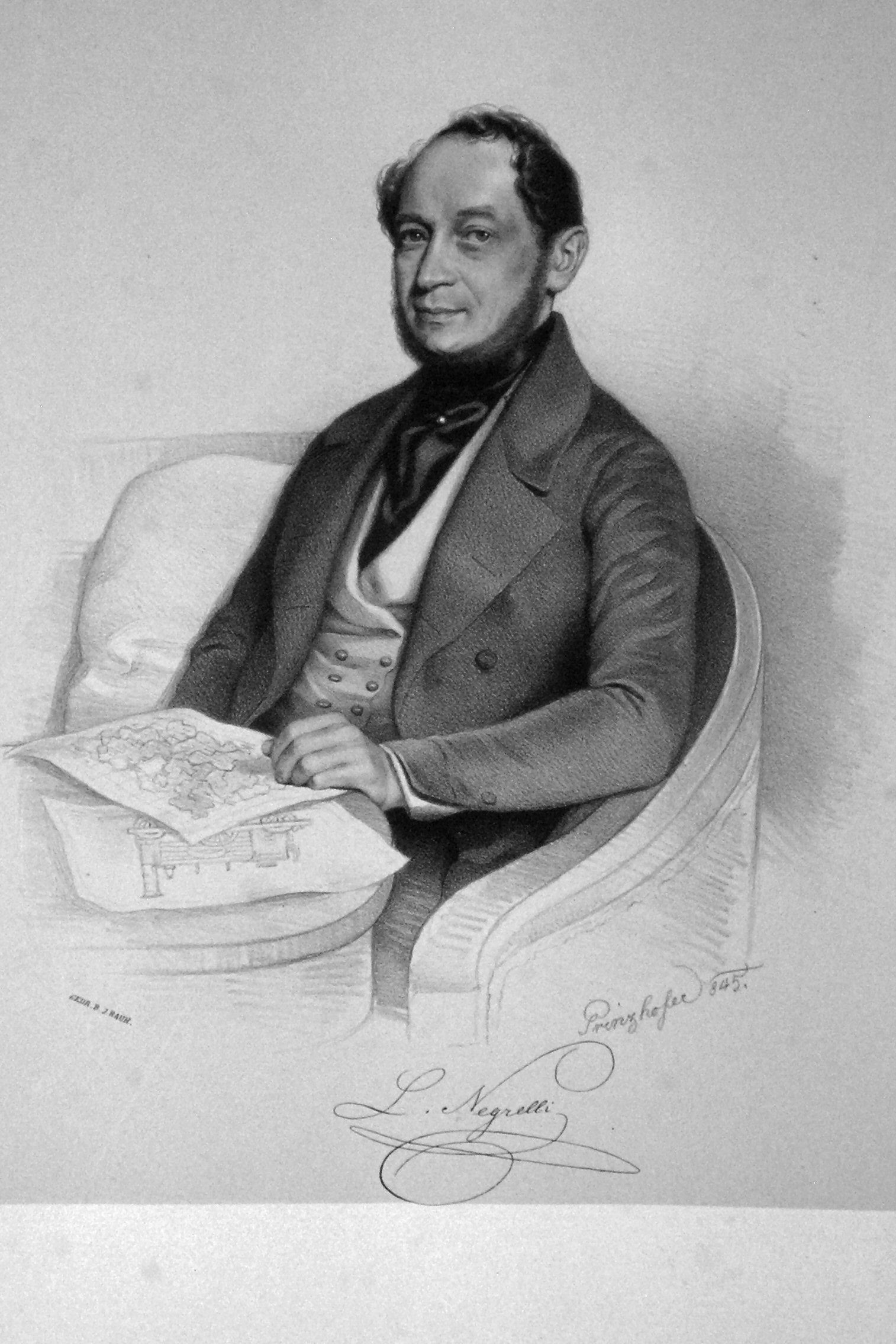
Alois Negrelli († 1858)

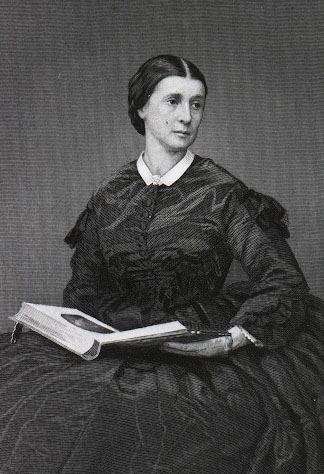
Rose Greenhow († 1863)

- 1808: Carl Gotthard Langhans, preußischer Baumeister und Architekt
- 1814: Guillaume-Antoine Olivier, französischer Arzt und Zoologe
- 1819: Daniel Friedrich Loos, deutscher Medailleur
- 1822: Dietrich Joachim Theodor Cunze, deutscher evangelischer Geistlicher, Pädagoge und Historiker
- 1827: Wilhelm Müller, deutscher Dichter und Komponist
- 1833: Sophie Tieck, deutsche Dichterin und Schriftstellerin der Romantik
- 1833: Luísa Todi, portugiesische Opernsängerin
- 1844: Clementinus Schmitz, deutscher Franziskaner, der als Wunderheiler verehrt wurde
- 1847: Gustav Vorherr, deutscher Architekt, Königlich-bayerischer Baurat und Vorstand des bayerischen Landesverschönerungsvereins
- 1853: Karl Philipp Friedrich Arnsperger, badischer Forstbeamter
- 1856: Christian zu Leiningen-Westerburg, österreichischer Feldmarschallleutnant
- 1858: Alois Negrelli von Moldelbe, österreichischer Ingenieur und Pionier des Verkehrsbaus
- 1864: Christian Friedrich Ludwig Buschmann, deutscher Musikinstrumentenbauer, Pionier des Mundharmonikabaus
- 1864: Juan José Flores, Staatspräsident von Ecuador
- 1864: Rose O’Neal Greenhow, Spionin für die Konföderation im Amerikanischen Bürgerkrieg
- 1864: Reuben Wood, US-amerikanischer Politiker
- 1868: Mongkut, König von Siam
- 1871: Carl Baunscheidt, deutscher Gewerbelehrer, Stellmacher, Mechaniker und Erfinder
- 1872: Joel Funk Asper, US-amerikanischer Politiker

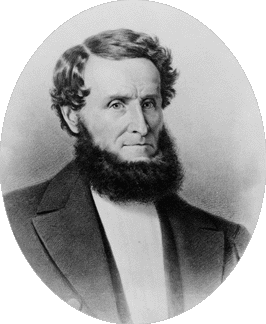
James Lick († 1876)

- 1876: James Lick, US-amerikanischer Pianobauer, Großgrundbesitzer und Förderer der Wissenschaften
- 1878: Mindon Min, König von Birma
- 1880: Félix de Las Cases, französischer Geistlicher und römisch-katholischer Bischof von Constantine-Hippone
- 1882: Jules Noriac, französischer Schriftsteller und Librettist
- 1885: Anthony Ashley-Cooper, 7. Earl of Shaftesbury, britischen Politiker
- 1891: Giulio Cesare Ferrarini, italienischer Dirigent, Geiger und Musikpädagoge
- 1891: Johann Ulrich Hafner, Schweizer Ingenieur, Unternehmer und Politiker
- 1893: Carl Rasmussen, dänischer Maler
- 1893ː Alexandra Wiktorowna Potanina, russische Geografin

### 20. Jahrhundert

#### 1901–1950

Abdur Rahman Khan († 1901)

- 1901: Abdur Rahman Khan, afghanischer Emir
- 1904: Samuel Rousseau, französischer Komponist
- 1906: Christian Mali, deutscher Kunstmaler und Professor
- 1907: Claes Adolf Adelsköld, schwedischer Eisenbahnbaumeister, Architekt, Major, Reichstagsabgeordneter und Schriftsteller
- 1909: Sallie Shearer, US-amerikanische Bordellbetreiberin
- 1911: Wilhelm Dilthey, deutscher Philosoph, Psychologe und Pädagoge
- 1912: Carl C. Anderson, US-amerikanischer Politiker
- 1912: Louis Döllstädt, Weimarer Kaufmann und Gemeinderatsvorsitzender
- 1912: Peter Paul Faust, deutscher Autor, Herausgeber und Mundartdichter
- 1914: Oskar von Arnstedt, deutscher Verwaltungsjurist
- 1916: Emil Deckert, deutscher Geograf
- 1916ː Maria Pereira, österreichische Schriftstellerin

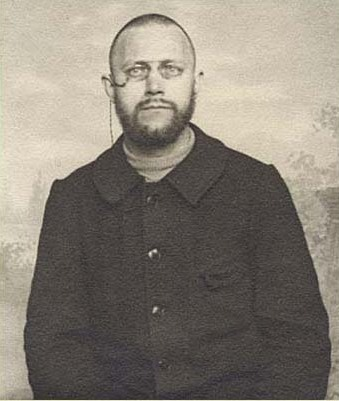
Ivan Aguéli († 1917)

- 1917: Ivan Aguéli, schwedisch Maler und Autor
- 1918: Gaston Milhaud, französischer Wissenschaftstheoretiker und Wissenschaftshistoriker
- 1921: Julius von Hann, österreichischer Physiker und Meteorologe, Begründer der modernen Meteorologie
- 1921: Lamar Fontaine, US-amerikanischer Soldat der Konföderation im Sezessionskrieg und Schriftsteller
- 1929: Antoine Bourdelle, französischer Bildhauer und Kunstlehrer
- 1932: Louis Hagen, deutscher Bankier
- 1934: Luis Amigó, spanischer Kapuziner, Bischof und Ordensgründer
- 1935: Wladimir Alexejewitsch Giljarowski, russischer Publizist und Schriftsteller
- 1935: Cornelis de Wolf, niederländischer Organist, Komponist und Musikpädagoge

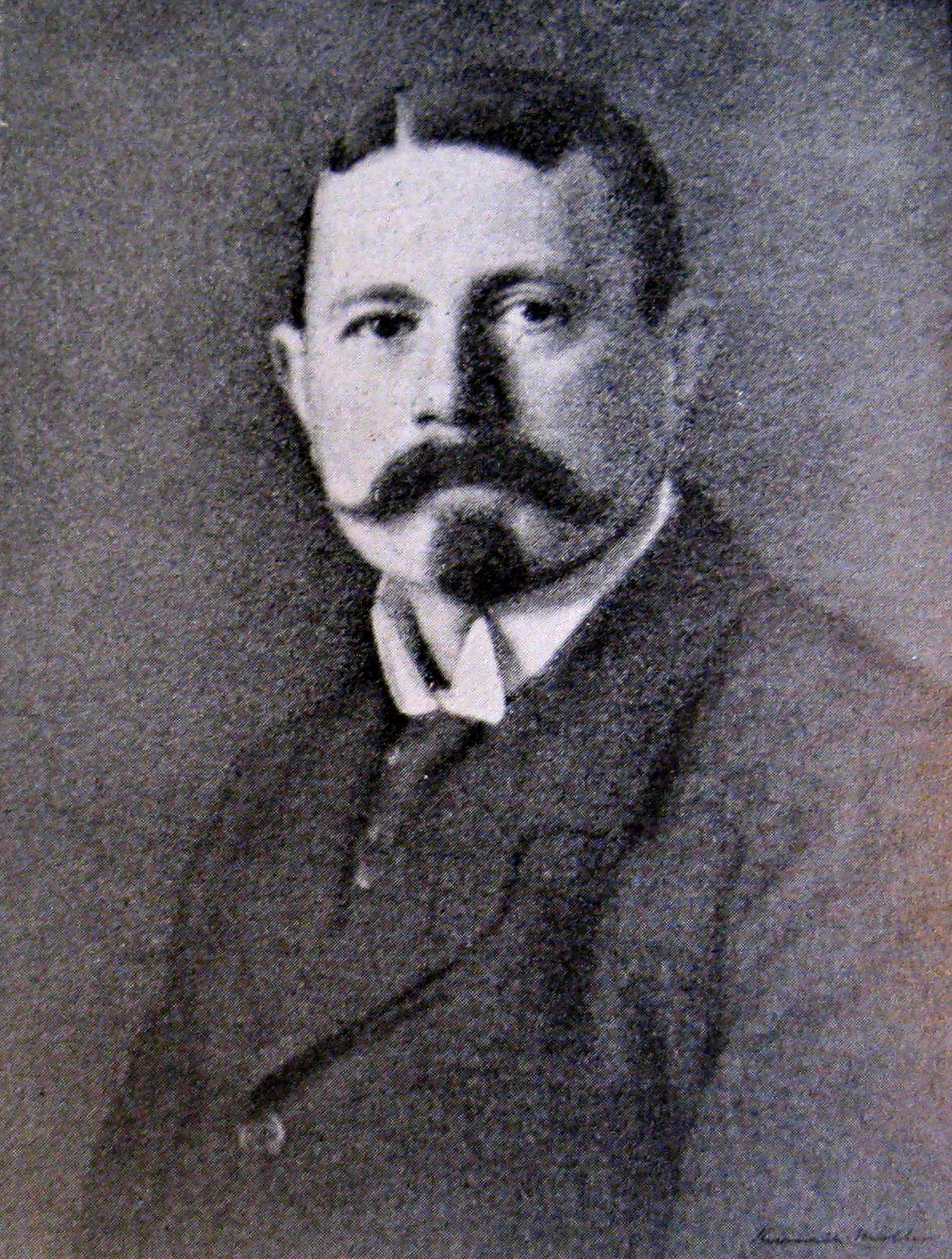
Palle Rosenkrantz († 1941)

- 1941: Palle Rosenkrantz, dänischer Baron, Jurist, Autor und Übersetzer
- 1942: Antonio Maria Arrègui, spanischer Ordenspriester und Moraltheologe
- 1942: Heinz Wengler, deutscher Radrennfahrer
- 1943: Algirdas Savickis, litauischer Kunstmaler
- 1944: Gerhard Frank, deutscher Rabbiner
- 1944: Rudolf Schmundt, deutscher General, Chefadjutant der Wehrmacht bei Adolf Hitler, Leiter des Heerespersonalamts
- 1947: Olive Borden, US-amerikanische Schauspielerin
- 1947: Franz Exner, österreichisch-deutscher Kriminologe und Strafrechtler

#### 1951–1975
- 1951: Karel Teige, tschechischer Künstler, Kunsttheoretiker, Kritiker, Publizist und Übersetzer

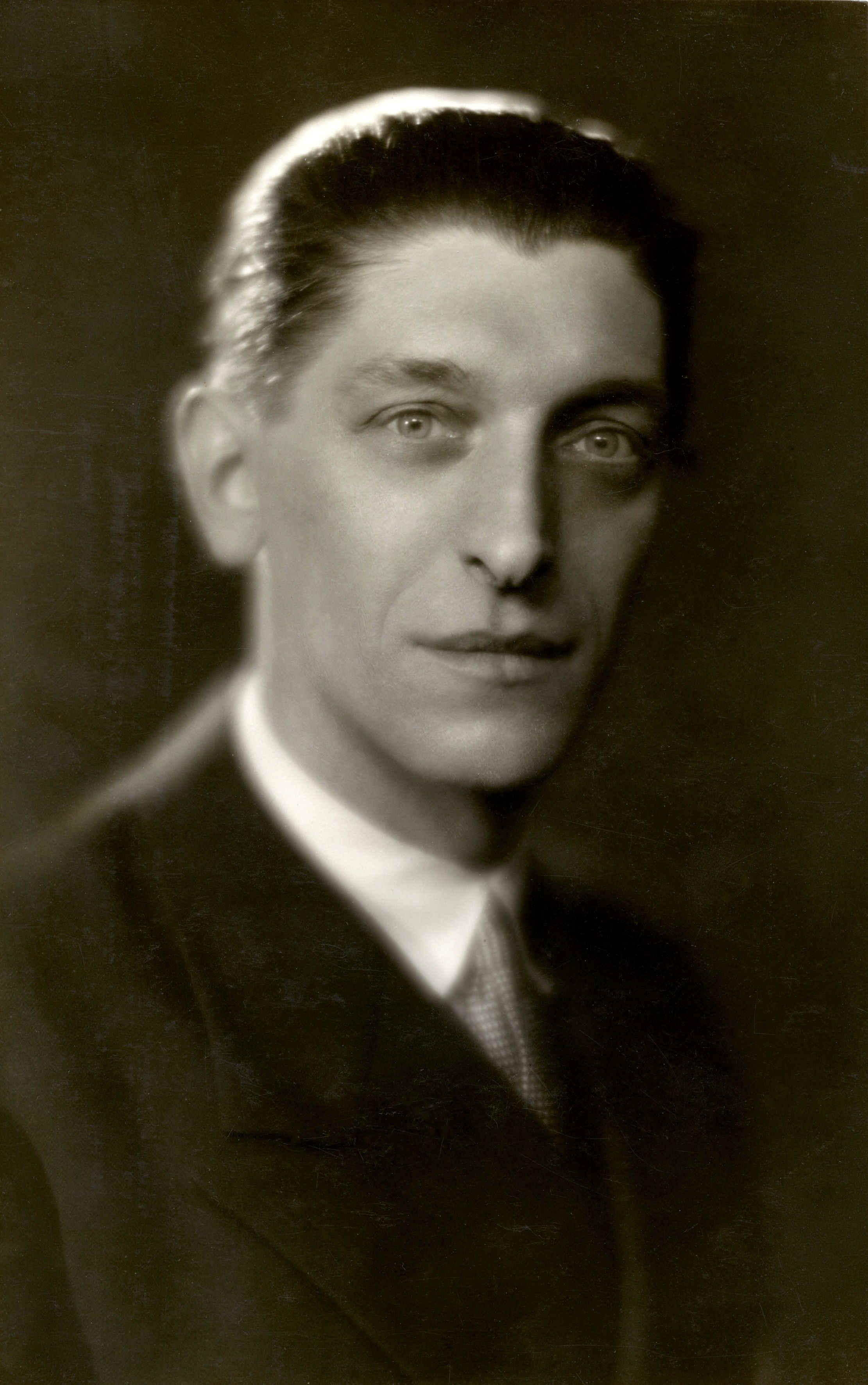
John Langenus († 1952)

- 1952: John Langenus, belgischer Fußballschiedsrichter
- 1955: Gertrud Eitner, deutsche Lehrerin und Politikerin, MdR
- 1956: Stan Ockers, belgischer Radrennfahrer
- 1959: Emil Hegetschweiler, Schweizer Schauspieler
- 1960: Giuseppe Fietta, italienischer Geistlicher, vatikanischer Diplomat, Kardinal
- 1962: Hans Ankwicz-Kleehoven, österreichischer Kunsthistoriker und Generalstaatsbibliothekar
- 1964: Stephan Angeloff, bulgarischer Wissenschaftler
- 1964: Léon Saint-Réquier, französischer Komponist, Organist und Musikpädagoge
- 1964: Ernst Toch, deutsch-österreichischer Komponist
- 1967: Jacob Picard, deutscher Dichter

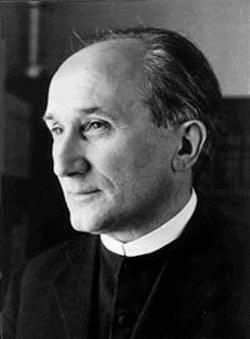
Romano Guardini († 1968)

- 1968: Romano Guardini, deutscher Priester, Religionsphilosoph und Theologe
- 1969: Gunnar Andersson, schwedischer Fußballspieler
- 1970: Petar Konjović, serbischer Komponist, Musikpädagoge und -wissenschaftler
- 1970: Hans Poser, deutscher Komponist
- 1972: Kurt Hiller, deutscher Schriftsteller und Publizist
- 1972: Louis Leakey, kenianisch-britischer Paläoanthropologe
- 1974: Fritz Berendsen, deutscher Offizier und Politiker, MdB
- 1974: Spyridon Marinatos, griechischer Archäologe

#### 1976–2000
- 1976: Fritz Winter, deutscher Maler
- 1977: Milo Barus, deutscher Kraftsportler („stärkster Mann der Welt“)

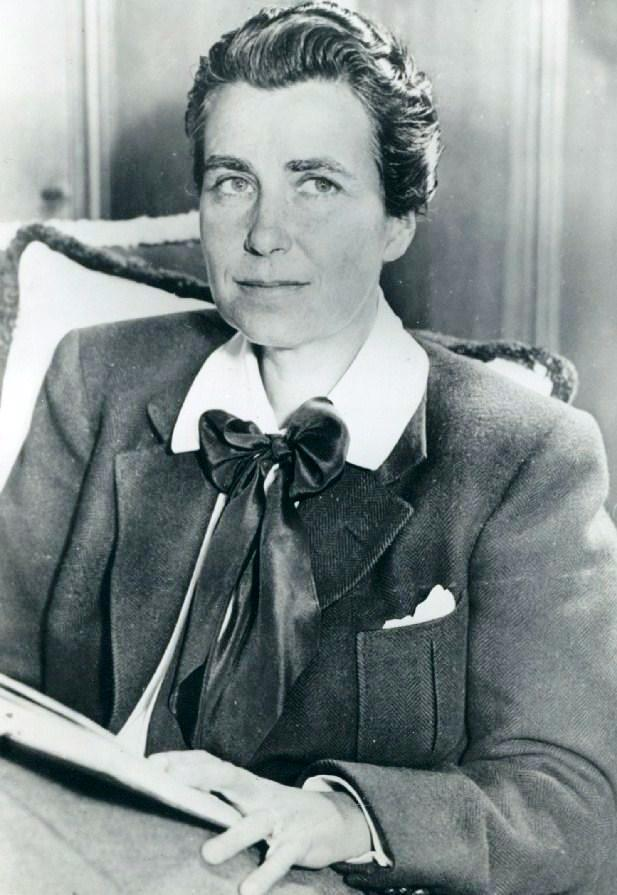
Dorothy Arzner († 1979)

- 1979: Dorothy Arzner, US-amerikanische Regisseurin
- 1979: Roy Harris, US-amerikanischer Komponist
- 1980: Gerhard Weißenberg, österreichischer Bundesminister für soziale Verwaltung
- 1982: Otto Abt, Schweizer Maler
- 1985: Ninian Sanderson, britischer Autorennfahrer
- 1985: Bill Springsteen, US-amerikanischer American-Football-Spieler
- 1986: Emil Maier-Dorn, deutscher Schriftsteller
- 1989: Eric Ball, britischer Brass Band-Dirigent und Musiker
- 1990: John Stewart Bell, irischer Physiker
- 1990: Andrzej Krzanowski, polnischer Komponist und Akkordeonist
- 1990: Curtis E. LeMay, US-amerikanischer General
- 1992: Gert Bastian, deutscher Bundeswehrgeneral und Politiker, MdB
- 1992: Petra Kelly, deutsche Politikerin, MdB, Friedensaktivistin, Gründungsmitglied der Partei Die Grünen Petra Kelly († 1992)

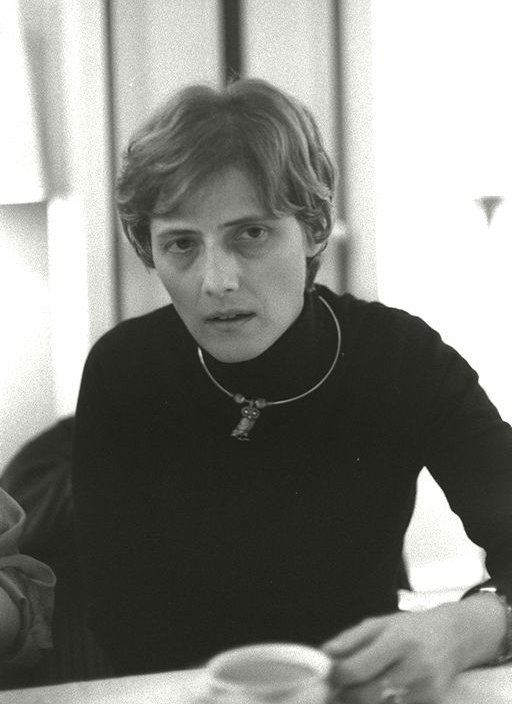
Petra Kelly († 1992)

- 1994: Paul Lorenzen, deutscher Philosoph und Wissenschaftstheoretiker, Mathematiker und Logiker
- 1994: Arminio Rothstein, österreichischer Maler, Puppenmacher und -spieler, Autor, Musiker und Zauberer
- 1994: Marjorie Weaver, US-amerikanische Schauspielerin
- 1995: Horst Steiger, österreichischer Fußballspieler
- 1997: Francisco Aramburu, brasilianischer Fußballspieler
- 1998: Pauline Julien, kanadische Sängerin und Schauspielerin
- 1999: Lena Zavaroni, britische Sängerin

### 21. Jahrhundert
- 2002: Walter Annenberg, US-amerikanischer Diplomat, Verleger und Kunstmäzen

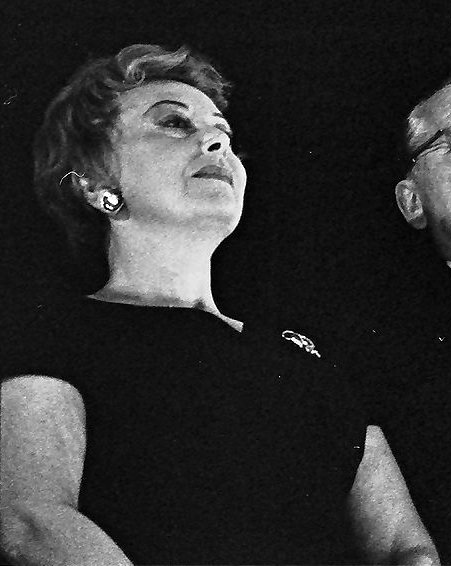
Edith Schollwer († 2002)

- 2002: Edith Schollwer, deutsche Schauspielerin
- 2003: Beate Hasenau, deutsche Filmschauspielerin, Synchronsprecherin und Kabarettistin
- 2003: Chubby Jackson, US-amerikanischer Jazzbassist
- 2003: Peter Schubert, deutscher Albanologe und Diplomat
- 2004: Richard Avedon, US-amerikanischer Fotograf
- 2005: Andrew Hedges, britischer Autorennfahrer
- 2005: Peter Hely, australischer Jurist, Bundesrichter
- 2006: Frank Beyer, deutscher Filmregisseur
- 2006: Luki Botha, südafrikanischer Autorennfahrer
- 2006: Pierre Gorman, australischer Pädagoge und Psychologe
- 2007: Al Oerter, US-amerikanischer Leichtathlet, Olympiasieger
- 2007: Uwe Ronneburger, deutscher Politiker
- 2008: Detlef Lewe, deutscher Kanute
- 2008: Leo Witoszynskyj, österreichischer Gitarrist und Universitätsprofessor
- 2009: Hubert Abreß, deutscher Verwaltungsbeamter
- 2010: Georgi Arkadjewitsch Arbatow, sowjetisch-russischer Politologe
- 2011: François Abou Salem, französisch-palästinensischer Theatermacher

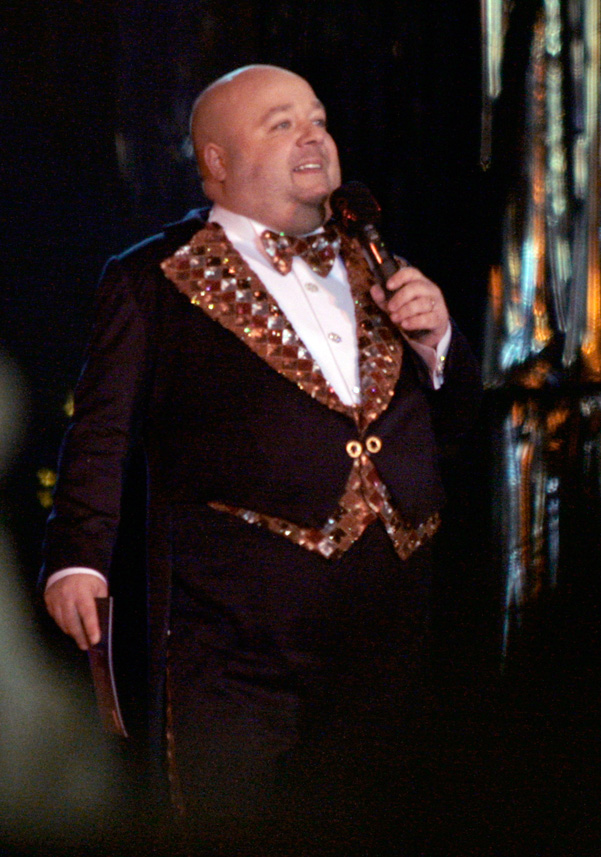
Dirk Bach († 2012)

- 2012: Dirk Bach, deutscher Schauspieler, Komiker und Moderator
- 2012: Eric Hobsbawm, britischer Historiker
- 2013: Tom Clancy, US-amerikanischer Schriftsteller
- 2013: Giuliano Gemma, italienischer Schauspieler
- 2014: Otto Dann, deutscher Historiker
- 2014: Lynsey de Paul, britische Sängerin und Songschreiberin
- 2015: Usnija Redžepova, mazedonische Sängerin
- 2015: Gottfried Schatz, schweizerisch-österreichischer Biochemiker
- 2016: Daphne Odjig, kanadische Künstlerin
- 2016: Gisela Rheker, deutsche Diplomatin
- 2017: Arthur Janov, US-amerikanischer Psychologe und Autor
- 2017: Herbert Tröndle, deutscher Rechtswissenschaftler

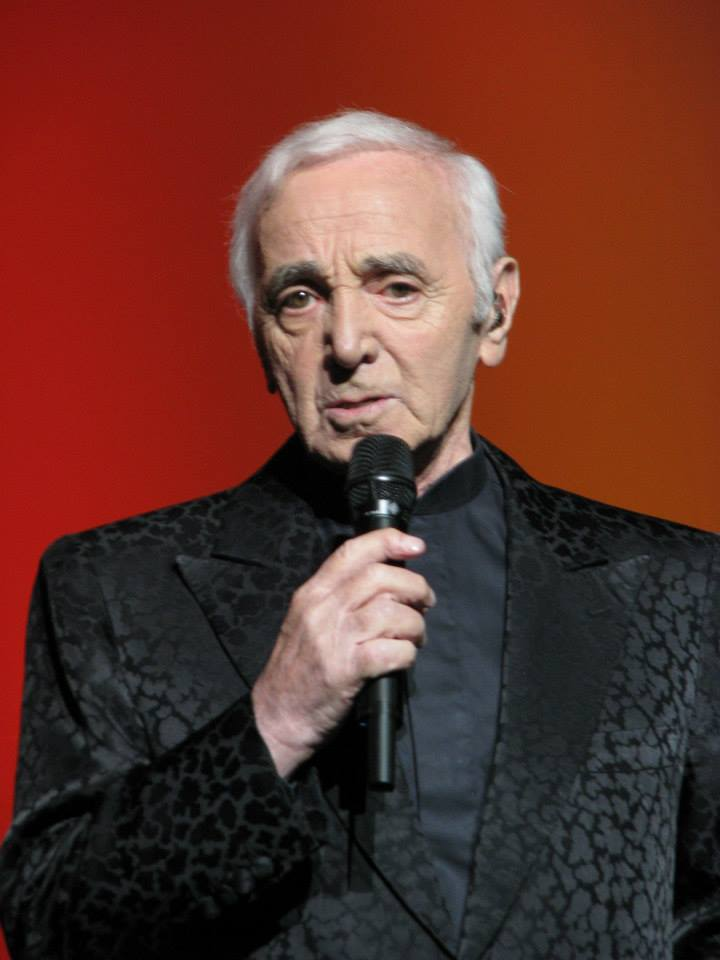
Charles Aznavour († 2018)

- 2018: Charles Aznavour, armenisch-französischer Chansonnier und Schauspieler
- 2018: Harald Budde, deutscher Regisseur und Schriftsteller
- 2018: Graciano Rocchigiani, deutscher Boxer, Weltmeister
- 2019: Karel Gott, tschechischer Sänger
- 2019: Günter Hannstein, deutscher Brigadegeneral
- 2019: Eric Pleskow, österreichisch-amerikanischer Filmproduzent
- 2019: Bernd Rumpf, deutscher Schauspieler und Synchronsprecher
- 2020: Maud Hansson, schwedische Schauspielerin
- 2020: Walter Rudolf, deutscher Jurist, Experte für Datenschutz
- 2021: Bob Mendes, belgischer Schriftsteller
- 2021: Eberhard Panitz, deutscher Schriftsteller, Drehbuchautor, Lektor und Publizist
- 2022: Doris Casse-Schlüter, deutsche Grafikdesignerin und Hochschullehrerin
- 2022: Antonio Inoki, japanischer Wrestler, Promoter und Politiker
- 2023: Bertram Huppert,  deutscher Mathematiker

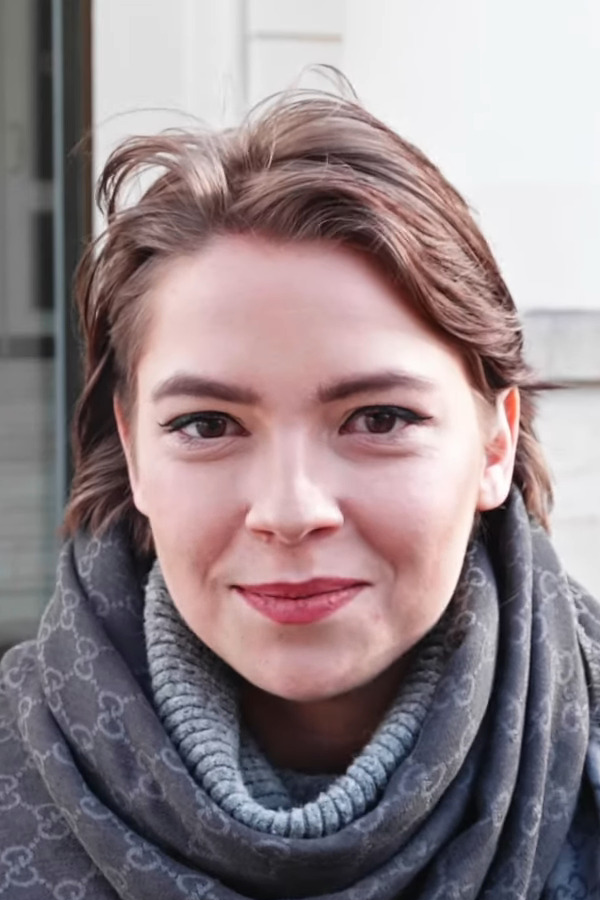
Patricia Janečková († 2023)

- 2023: Patricia Janečková, slowakische Opernsängerin
- 2023: Beverly Willis, US-amerikanische Architektin
- 2024: Carmen-Renate Köper, deutsche Schauspielerin
- 2024: Leo Langer, deutscher Kirchenmusiker

## Feier- und Gedenktage
- Kirchliche Gedenktage
  - Petrus Herbert, mährischer Pfarrer und Dichter (evangelisch)
  - Hl. Therese von Lisieux, französische Kirchenlehrerin und Nonne (katholisch)

- Namenstage
  - Emanuel, Remigius, Therese, Werner

- Staatliche Feier- und Gedenktage
  - Volksrepublik China: Gründungstag (1949)
  - Nigeria: Unabhängigkeit von Großbritannien (1960)
  - Tuvalu: Unabhängigkeit von Großbritannien (1978)
  - Republik Zypern: Unabhängigkeit von Großbritannien (1960)

- Gedenktage internationaler Organisationen
  - Weltmusiktag (UNESCO) (seit 1975)
  - Tag der älteren Generation (Vereinte Nationen) (seit 1991)

- Weitere Informationen zum Tag
  - Weltvegetariertag (seit 1977)

Weitere Einträge enthält die Liste von Gedenk- und Aktionstagen.